# EuroVelo 1
L'EuroVelo 1 (EV 1), également dénommée « Atlantic Coast Route » ou « Vélodyssée » pour sa partie française, est une véloroute EuroVelo faisant partie d'un programme d'aménagement de voie cyclable à l'échelle européenne.
Ouverte en 2012, c'est la plus longue des véloroutes européennes. Sur 11 150 km, elle relie le cap Nord en Norvège à Caminha au Portugal. L'itinéraire traverse ainsi l'Europe de l'Ouest du nord au sud en longeant le littoral atlantique en passant successivement par six pays : la Norvège, le Royaume-Uni, l'Irlande, la France, l'Espagne et le Portugal.

## Itinéraire

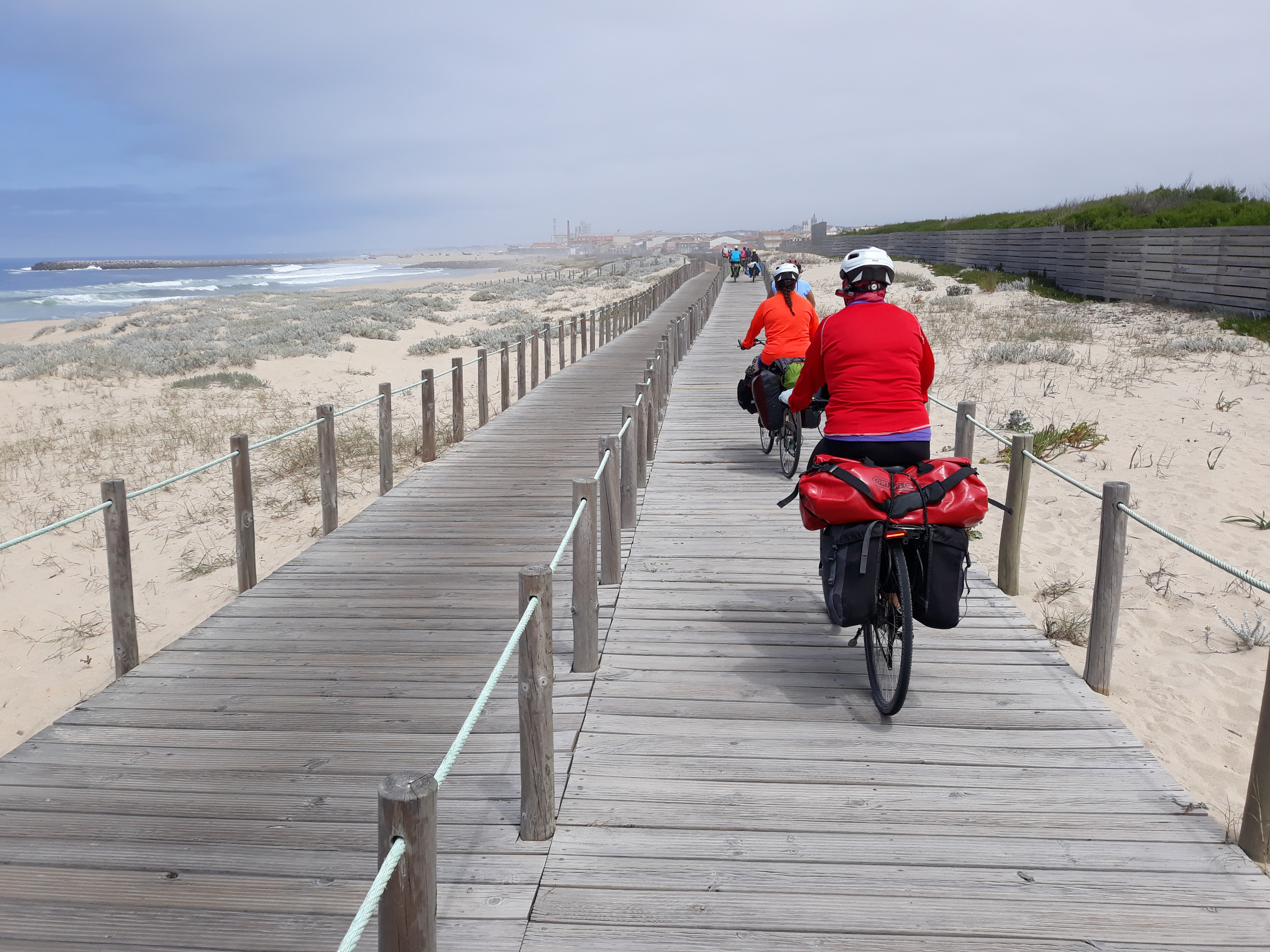
l'EV 1 au Portugal

L'EuroVelo 1 comporte 9 étapes officielles :
- Terres du Soleil de Minuit ( Norvège)
- Terres de Fjords ( Norvège)
- Vallons Celtiques ( Écosse)
- Côte Celtique ( Irlande du Nord,  Irlande)
- De la Grande-Bretagne à la Bretagne française ( Pays de Galles,  Angleterre,  France)
- De l'Atlantique au royaume de Navarre ( France,  Espagne)
- Vins et Patrimoine Mondial ( Espagne)
- Nouveau Monde et Plages Ensoleillées ( Espagne,  Portugal)
- Face au Sauvage Atlantique ( Portugal)

Les principales villes traversées par pays sont :
| Pays                                      | Principales villes traversées (intersection avec les autres EuroVelo)                     |
| ----------------------------------------- | ----------------------------------------------------------------------------------------- |
| Norvège                                   | Cap Nord (EV7, EV 11), Tromsø, Vestvågøy, Bodø, Trondheim (EV3), Ålesund, Bergen (EV 12). |
| Royaume-Uni ( Écosse, Irlande du Nord)    | Aberdeen (EV 12), Inverness (EV 12), Glasgow, Stranraer, Belfast                          |
| Irlande                                   | Galway (EV2), Limerick, Cork, Rosslare                                                    |
| Royaume-Uni ( Pays de Galles, Angleterre) | Fishguard, Cardiff, Bristol (EV2), Plymouth                                               |
| France (Vélodyssée)                       | Roscoff (EV4), Nantes (EV6), La Rochelle, Royan, Arcachon, Bayonne, Hendaye               |
| Espagne                                   | Pampelune (EV3), Burgos (EV3), Salamanque, Mérida, Huelva                                 |
| Portugal                                  | Faro, Sagres, Lisbonne, Porto, Caminha                                                    |

### Norvège
La véloroute débute au cap Nord, au point le plus septentrional de l'Europe, puis longe la côte est norvégienne. Elle passe par des points d'intérêt touristiques norvégiens comme le site d'art rupestre d'Alta, l'île de Senja et la route panoramique de Ersfjord, les îles Lofoten, l'archipel de Vega, Trondheim, la route de l'Atlantique (Atlanterhavsveien), Ålesund, le phare de Runde, le Sognefjord et Bergen. En 2020, l'itinéraire est entièrement ouvert et balisé.
Il n'existe plus depuis 2008 de liaisons par ferry entre le Royaume-Uni et la Norvège. Le rétablissement de la traversée Newcastle-Bergen est à l'étude. Seul l'avion permet de relier Bergen et la ville écossaise d'Aberdeen.

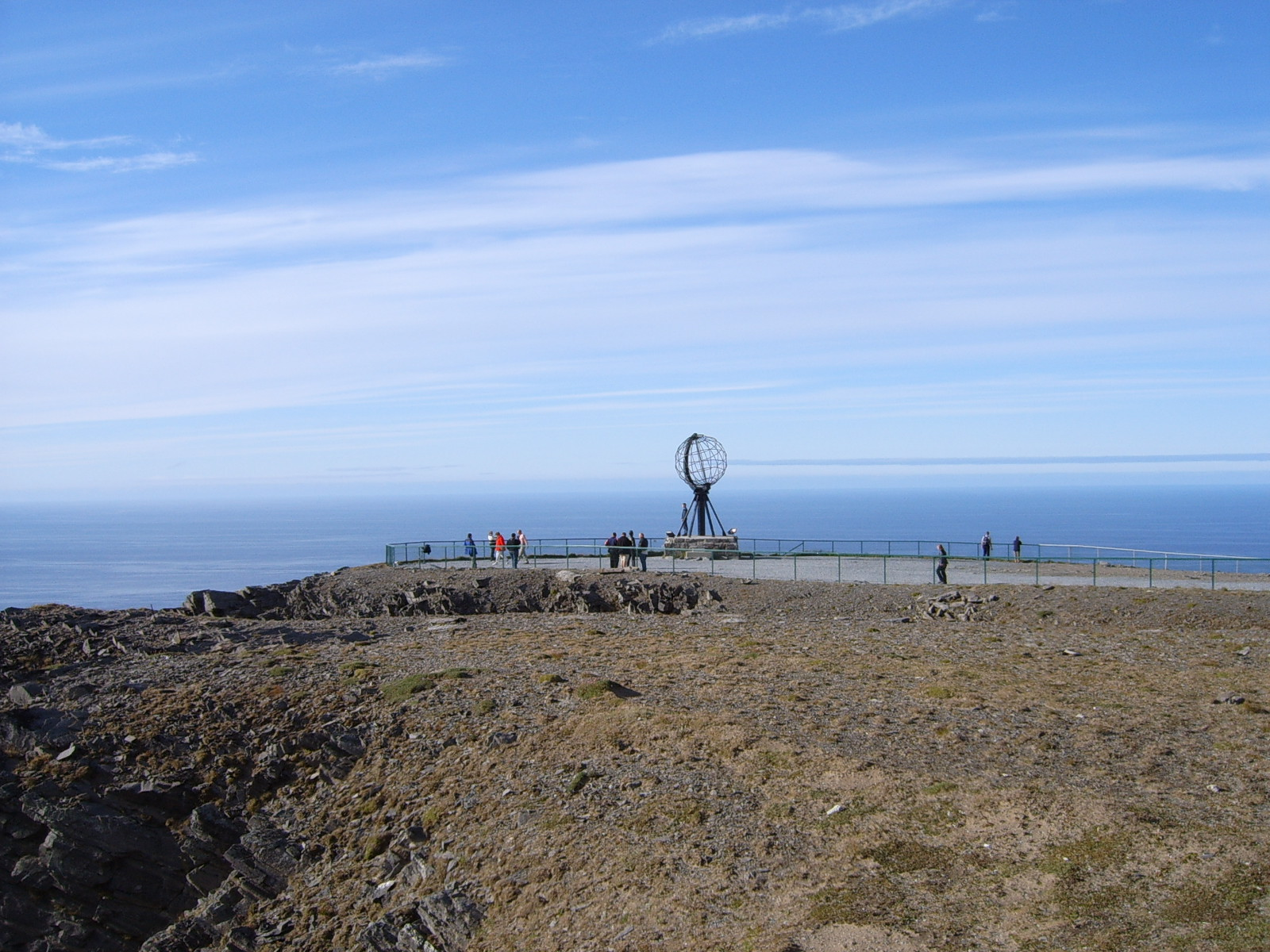
Cap Nord
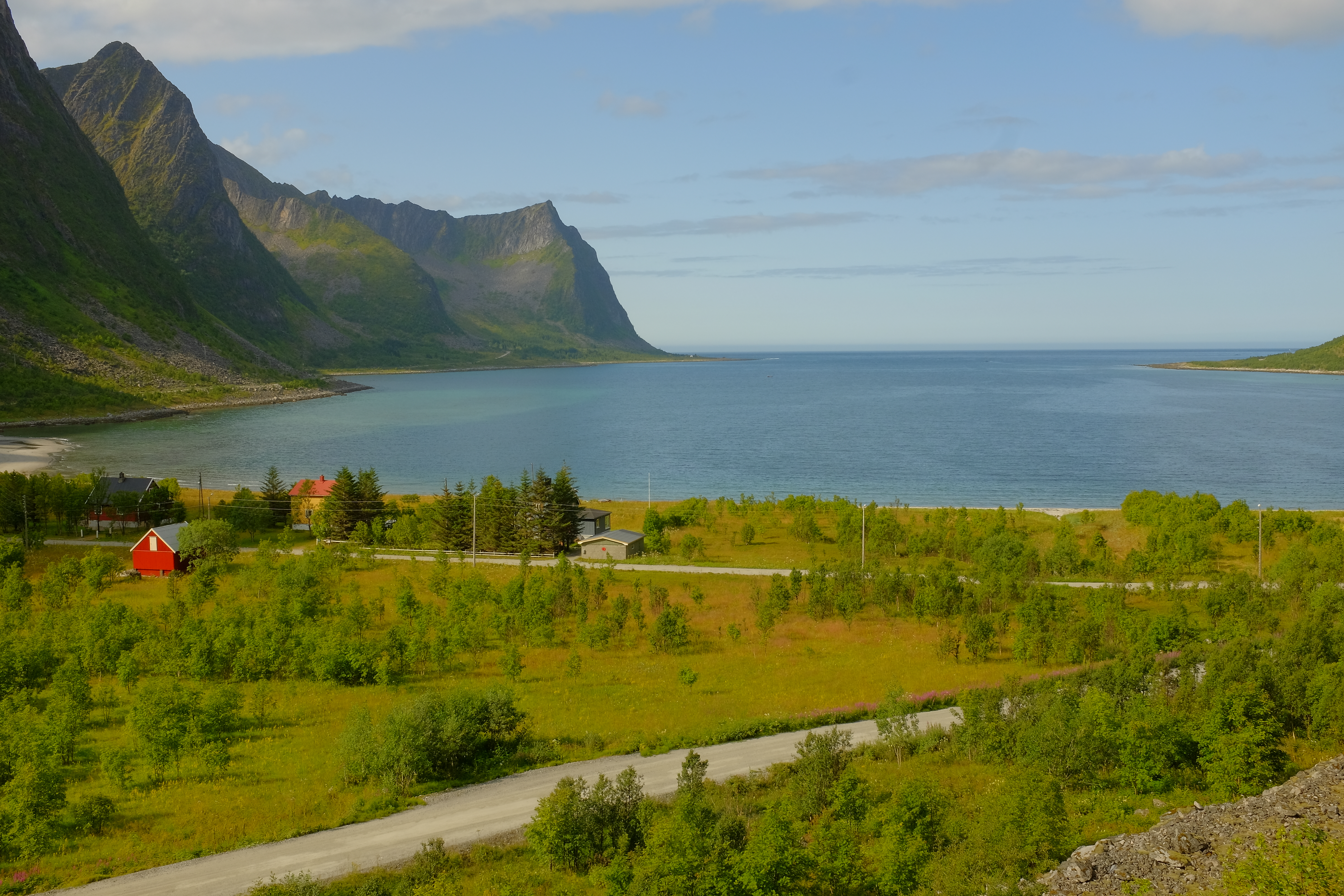
Ersfjord
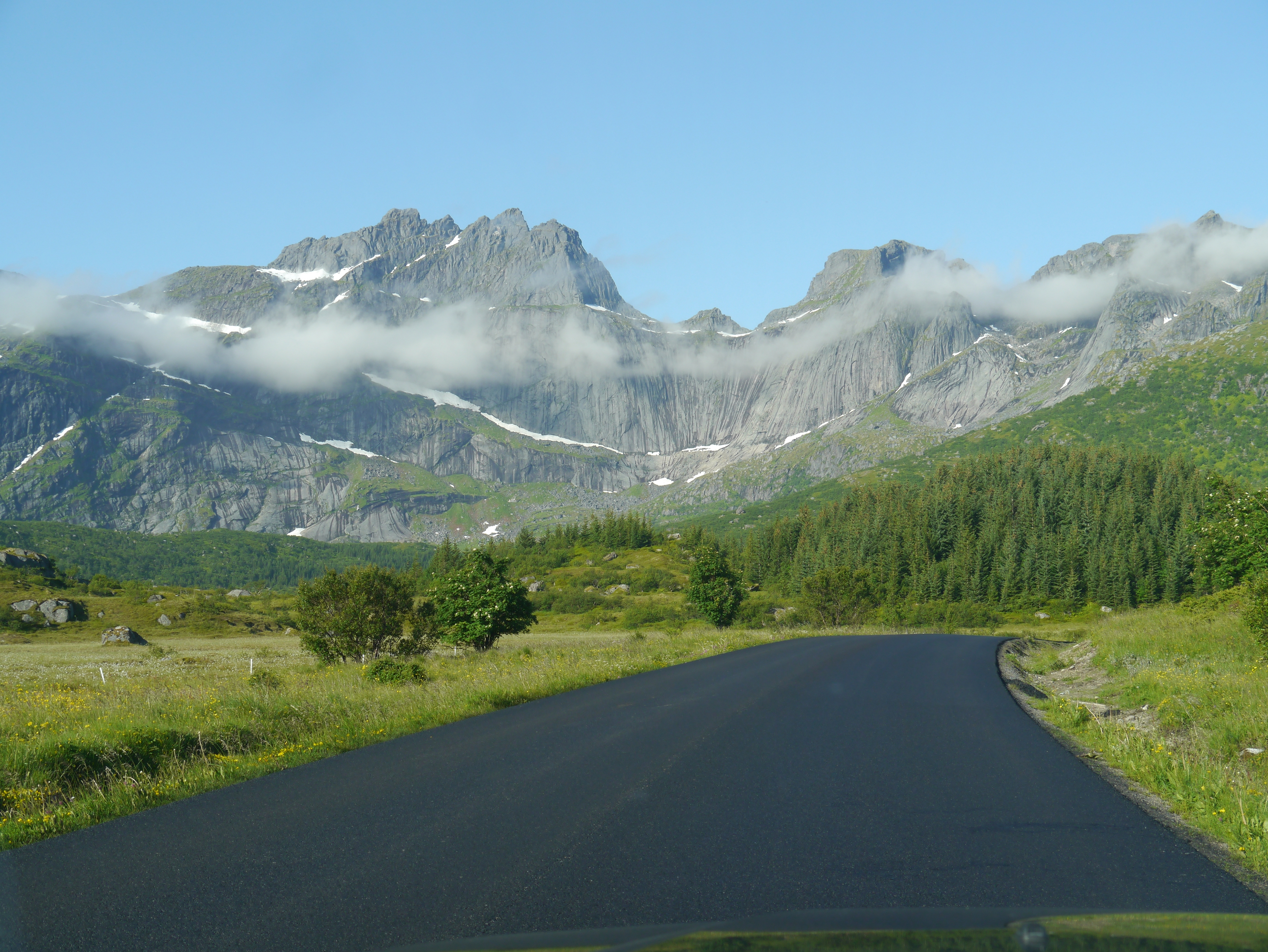
Îles Lofoten
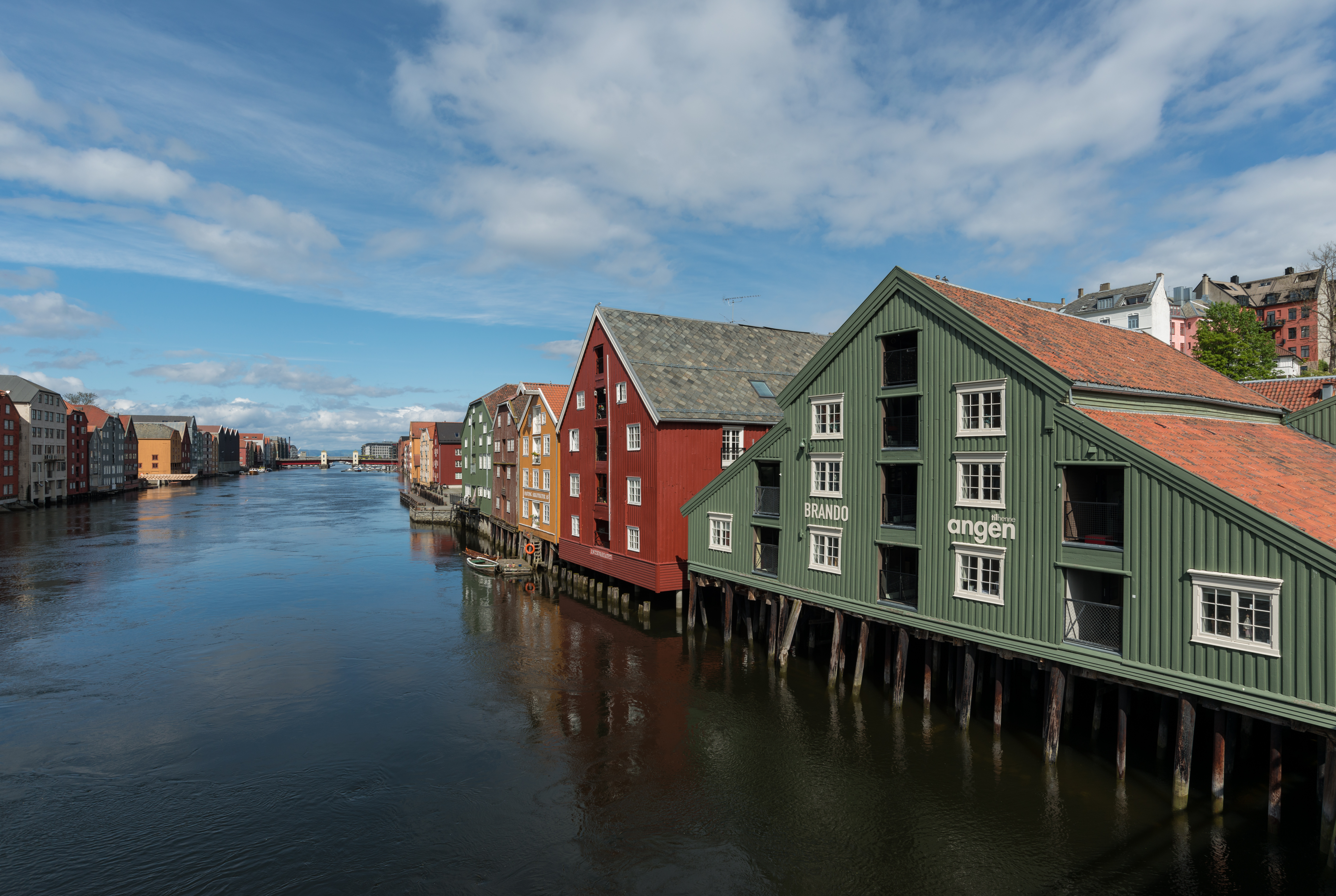
Trondheim
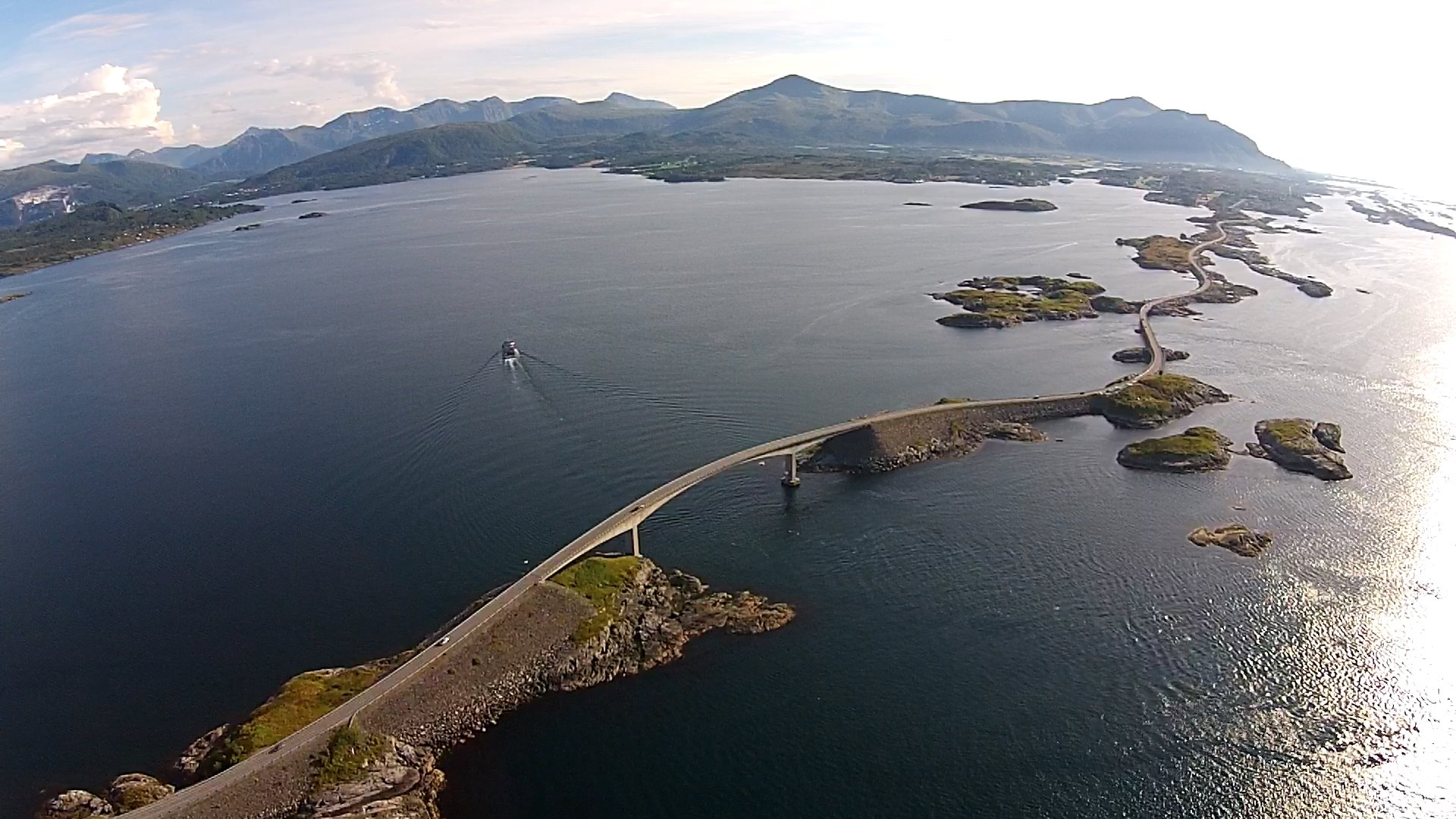
Atlanterhavsvegen
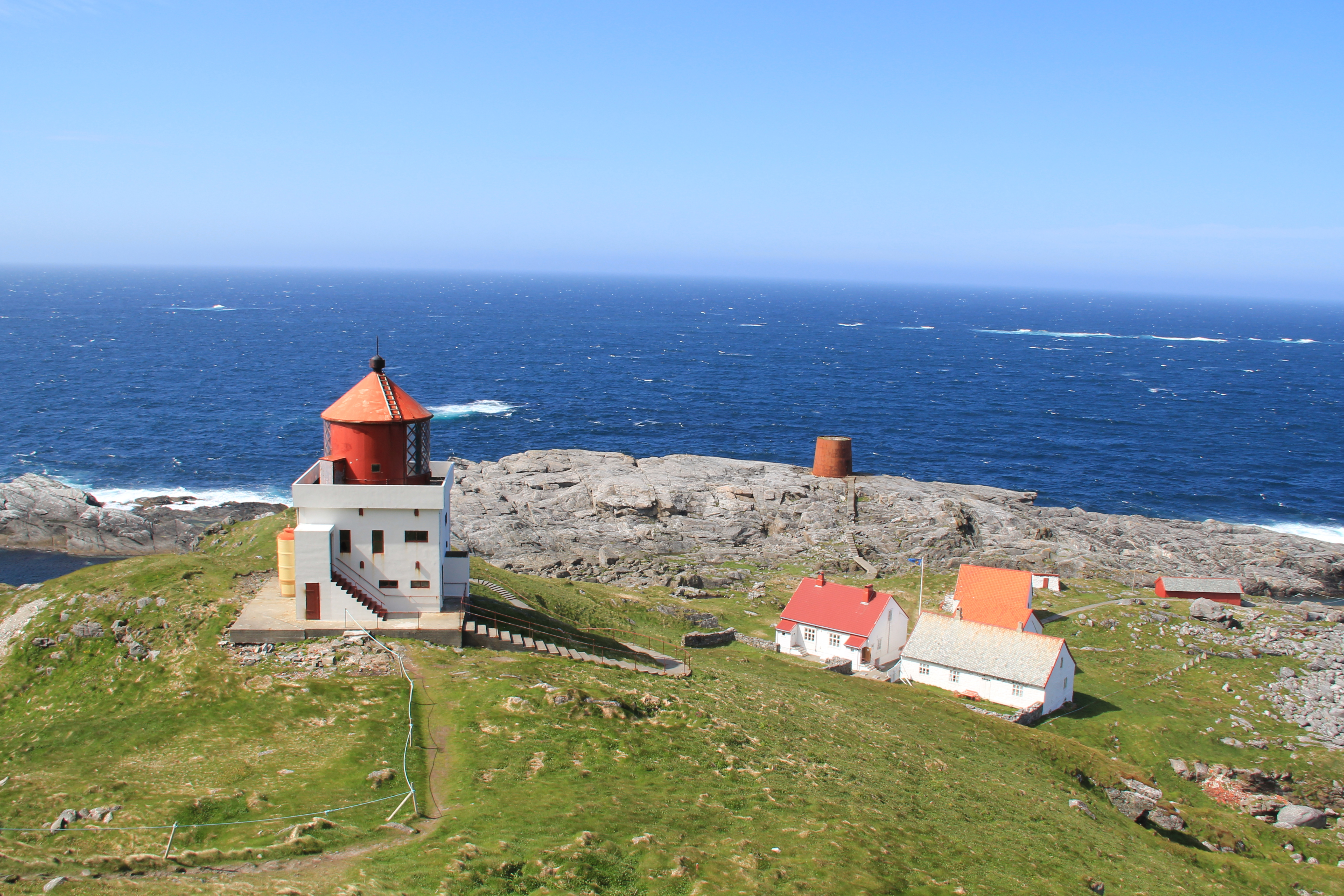
Phare de Runde
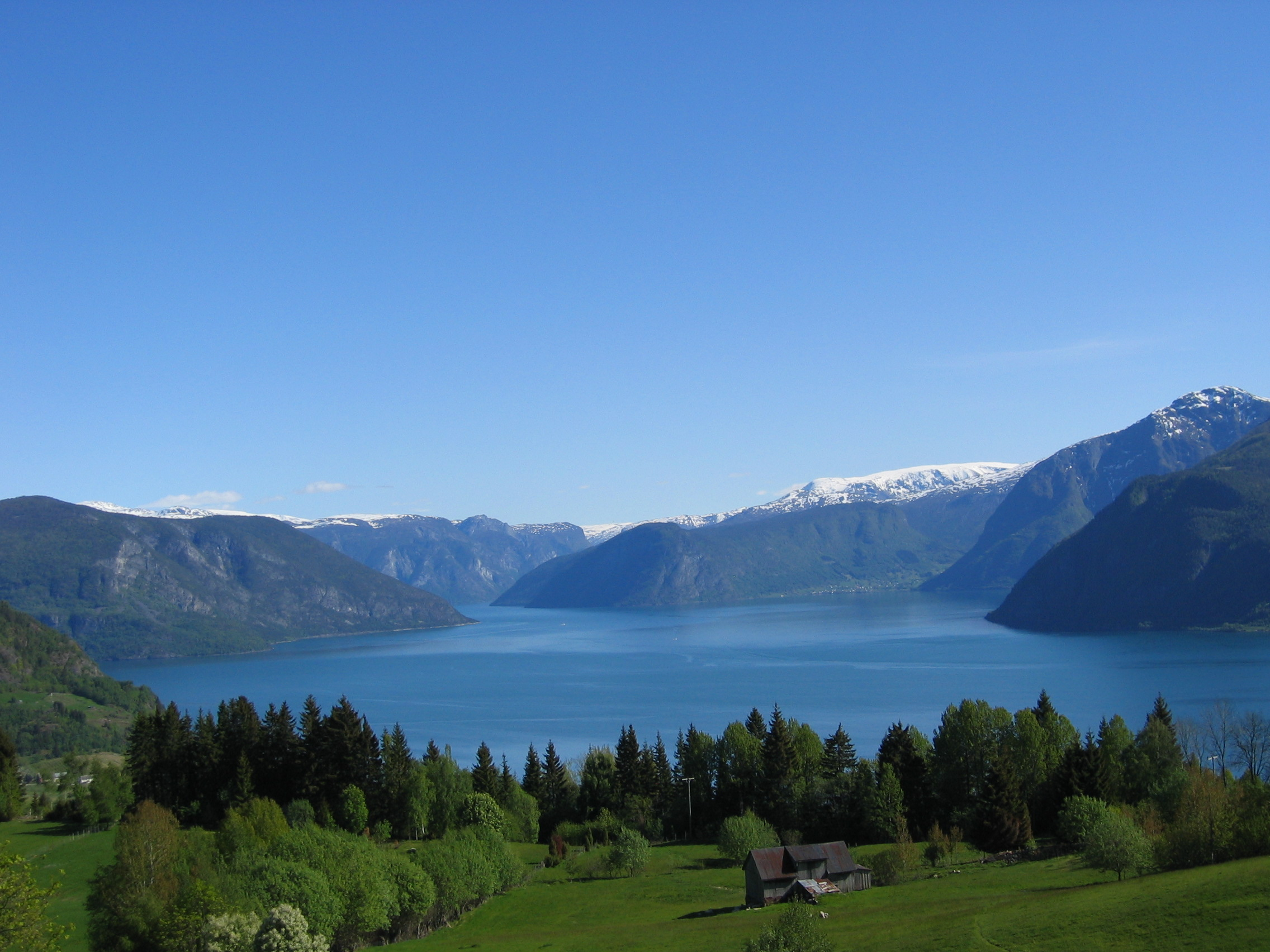
Sognefjord
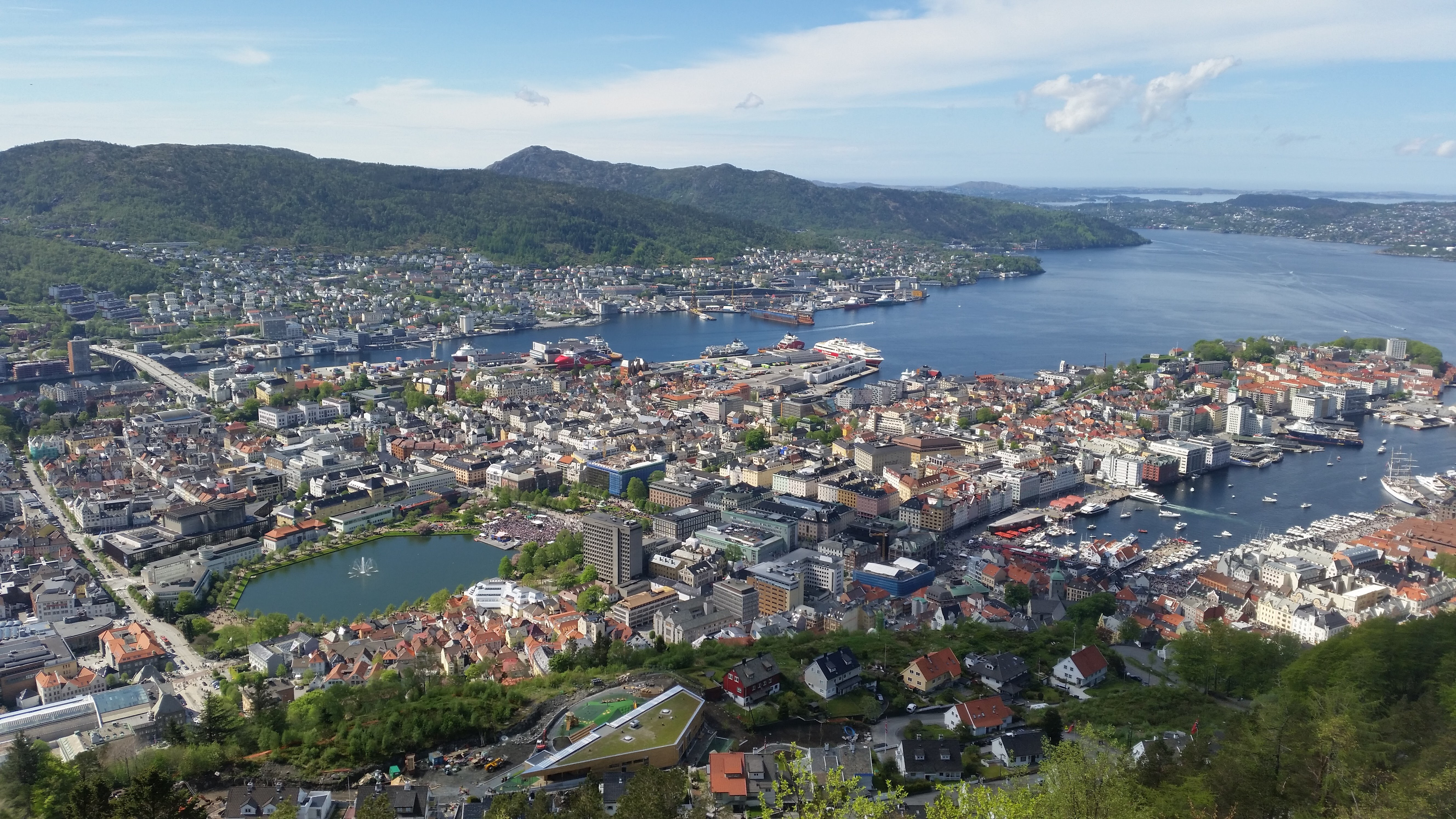
Bergen

### Écosse
L'étape écossaise démarre à Aberdeen, puis traverse la région du nord au sud, en passant par la côte de Moray, Nairn, le champ de bataille de Culloden, les parcs nationaux de Cairngorms, du Loch Lomond et des Trossachs, Glasgow, les régions de Galloway et d'Aryshire du Sud et enfin Stranraer. En 2020, l'itinéraire est entièrement ouvert et balisé.

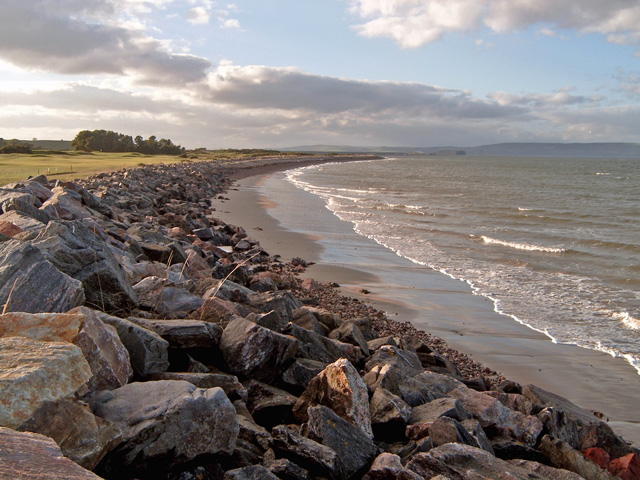
Nairn
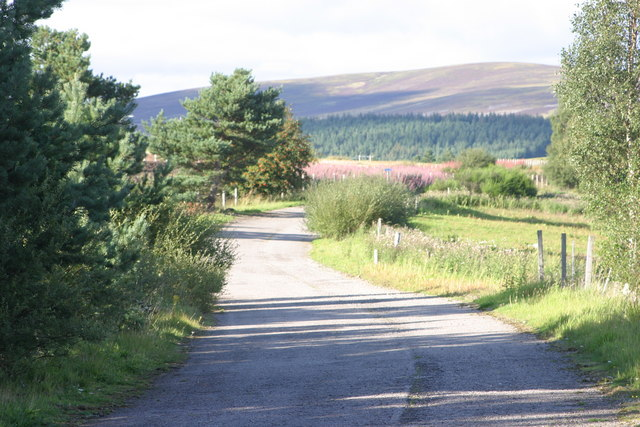
L'EV1 vers Inverness
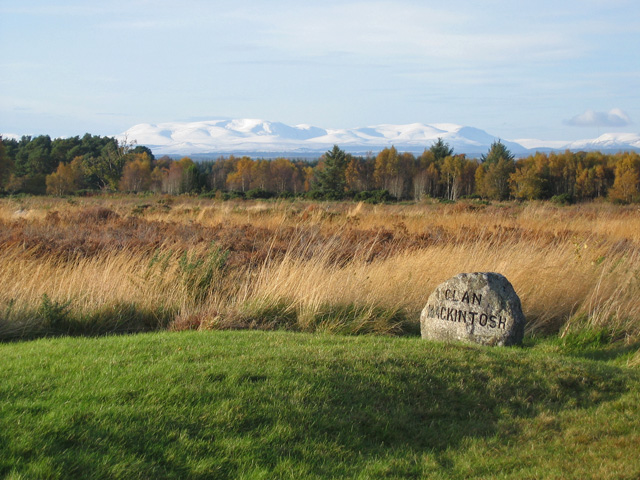
Champ de bataille de Culloden
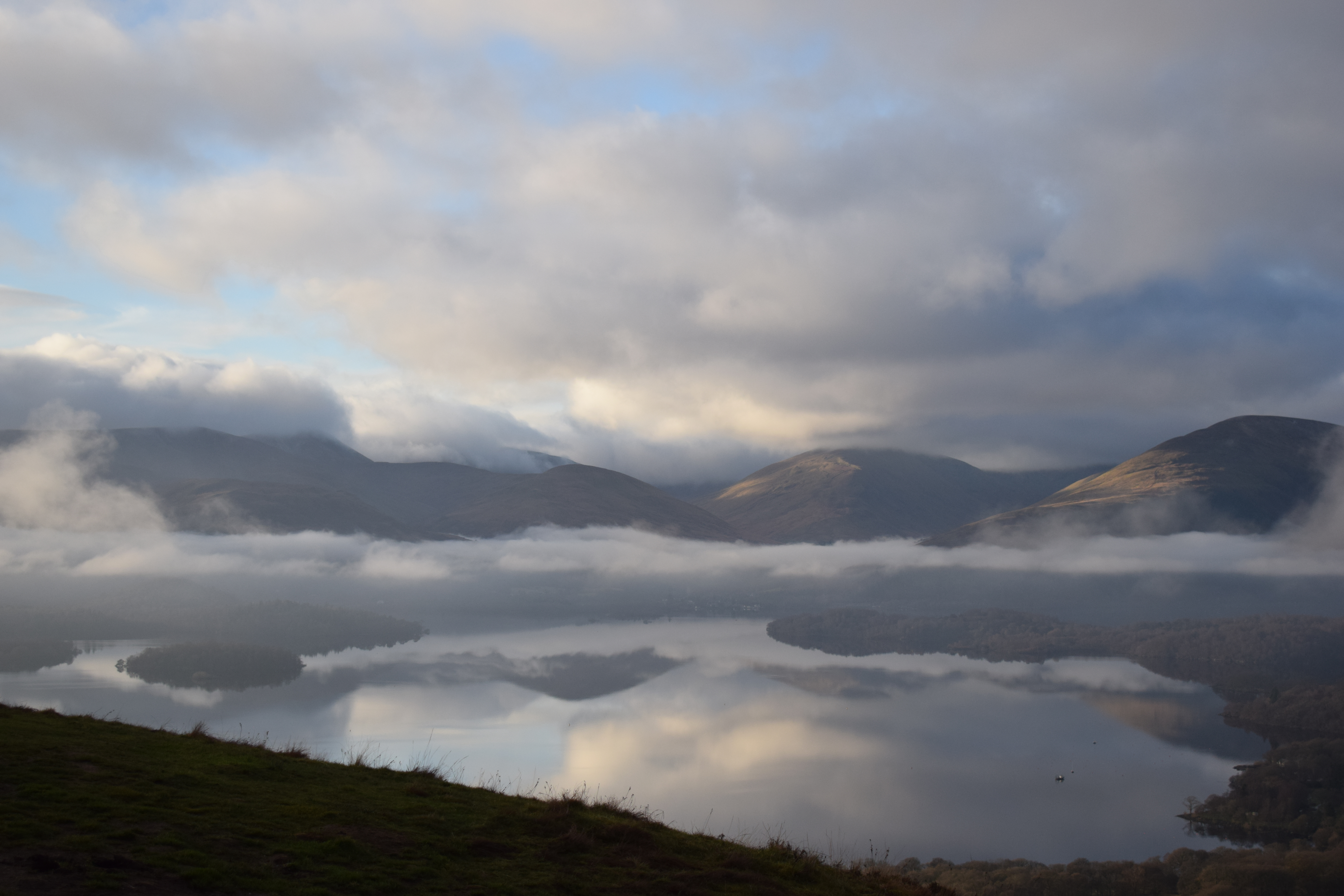
Loch Lomond
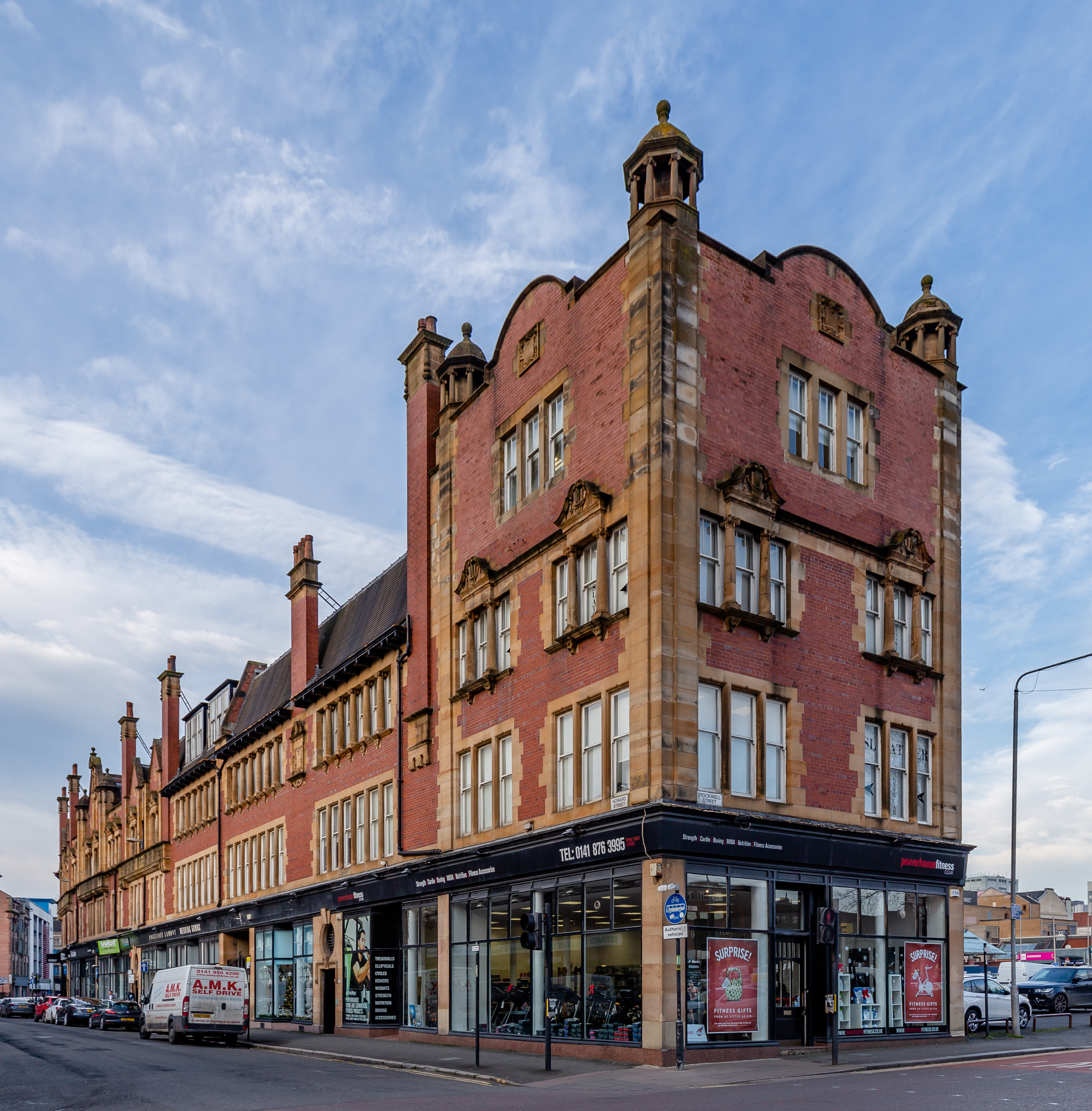
Glasgow
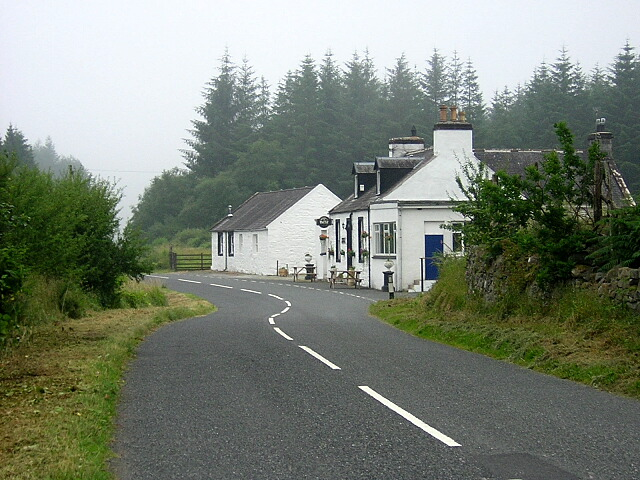
Galloway
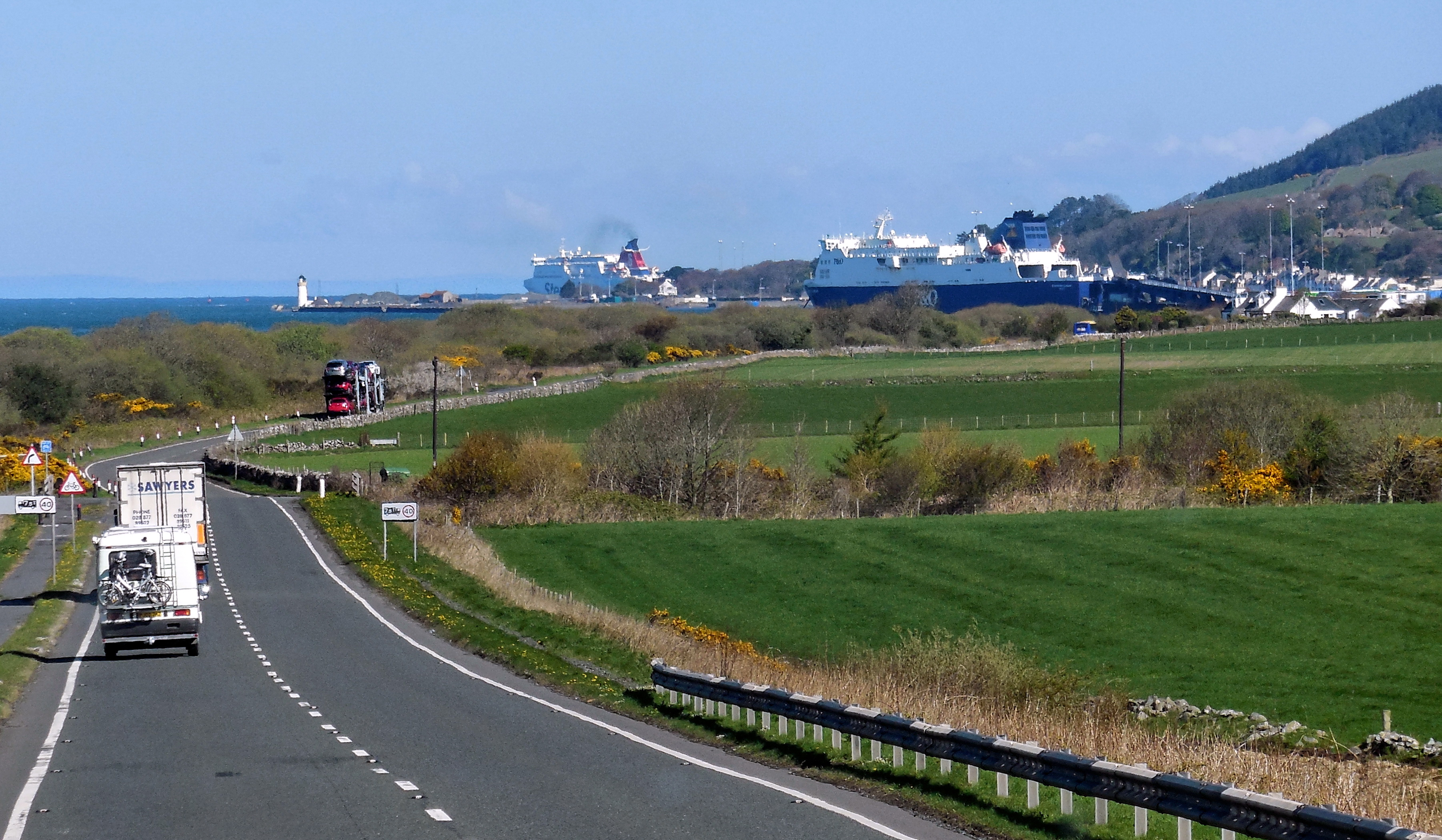
Stranraer

### Irlande du Nord - Irlande
La section en Irlande du Nord débute à Belfast et traverse la région d'est en ouest par le Lough Neagh, Londonderry, Ráth Mealtain (Ramelton), Ardara et les grottes de Maghera, Mullaghmore, Sligo, Enniscrone, l'île d'Achill, Westport, le parc national du Connemara, Galway, les falaises de Moher, l'île de Skellig Michael, Cork, Waterford et Rosslare Europort.

En 2020, l'itinéraire, qui doit longer la côte atlantique de Londonderry à Rosslare, n'est que partiellement réalisé. La section est aménagée et balisée entre Belfast et Leenaun, en utilisant la Great Western Greenway réutilisant une voie ferrée (environ 42 km), puis entre Rathkeale et Abbeyfeale (35 km) et enfin entre Youghal et Rosslare (environ 200 km). Le reste de l'itinéraire est planifié.

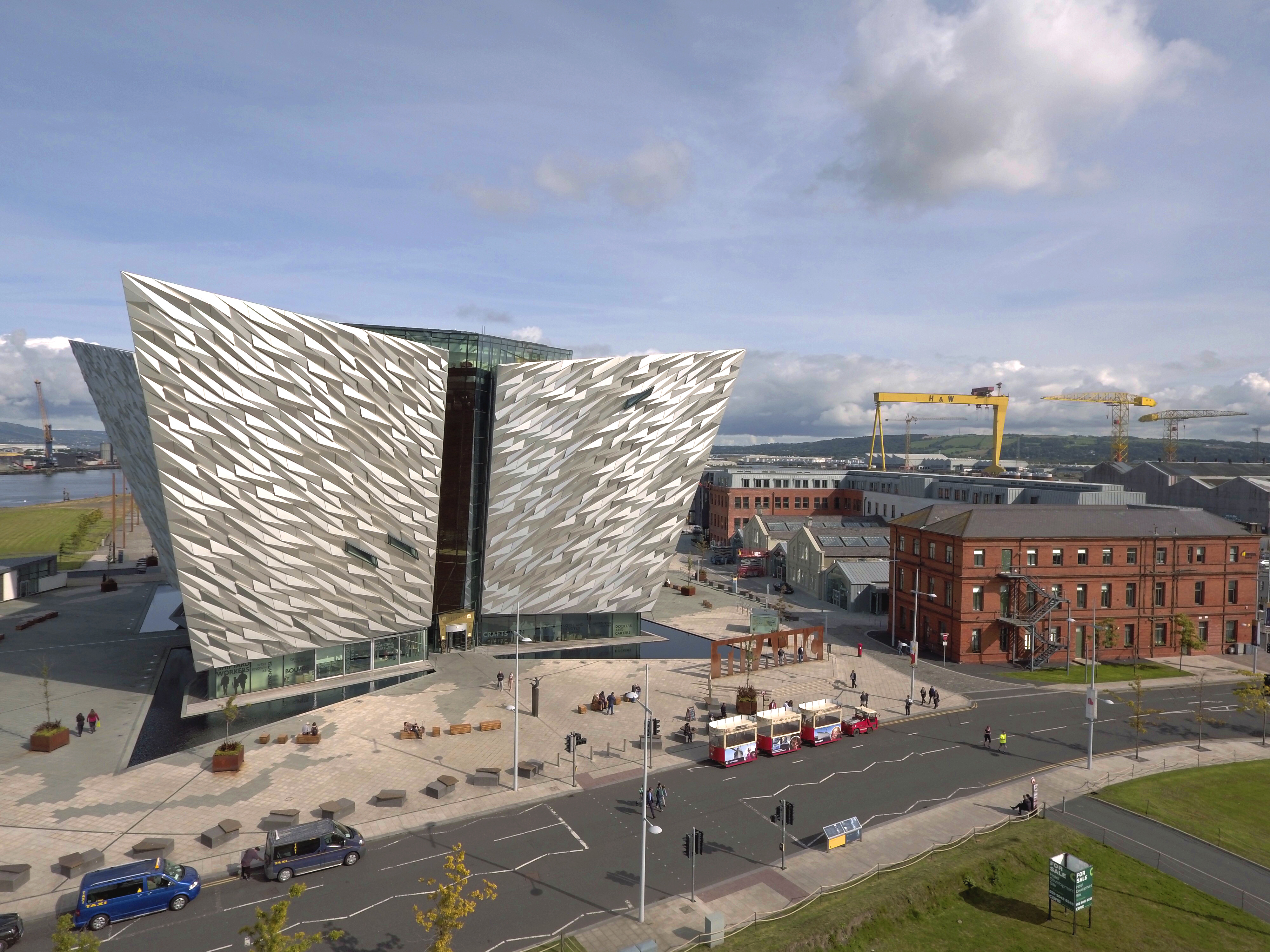
Belfast et le musée du Titanic
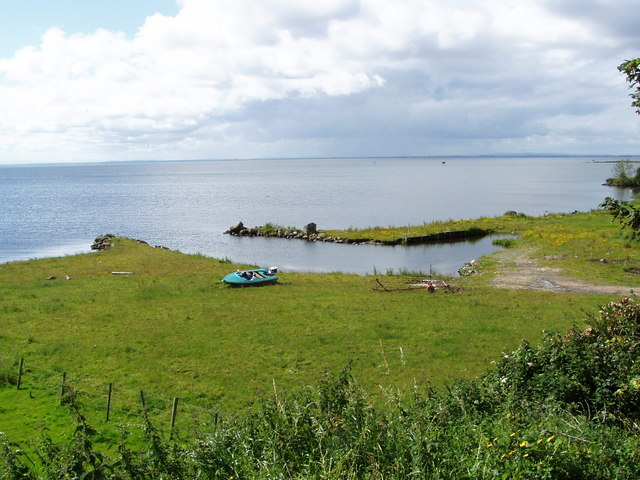
Lough Neagh
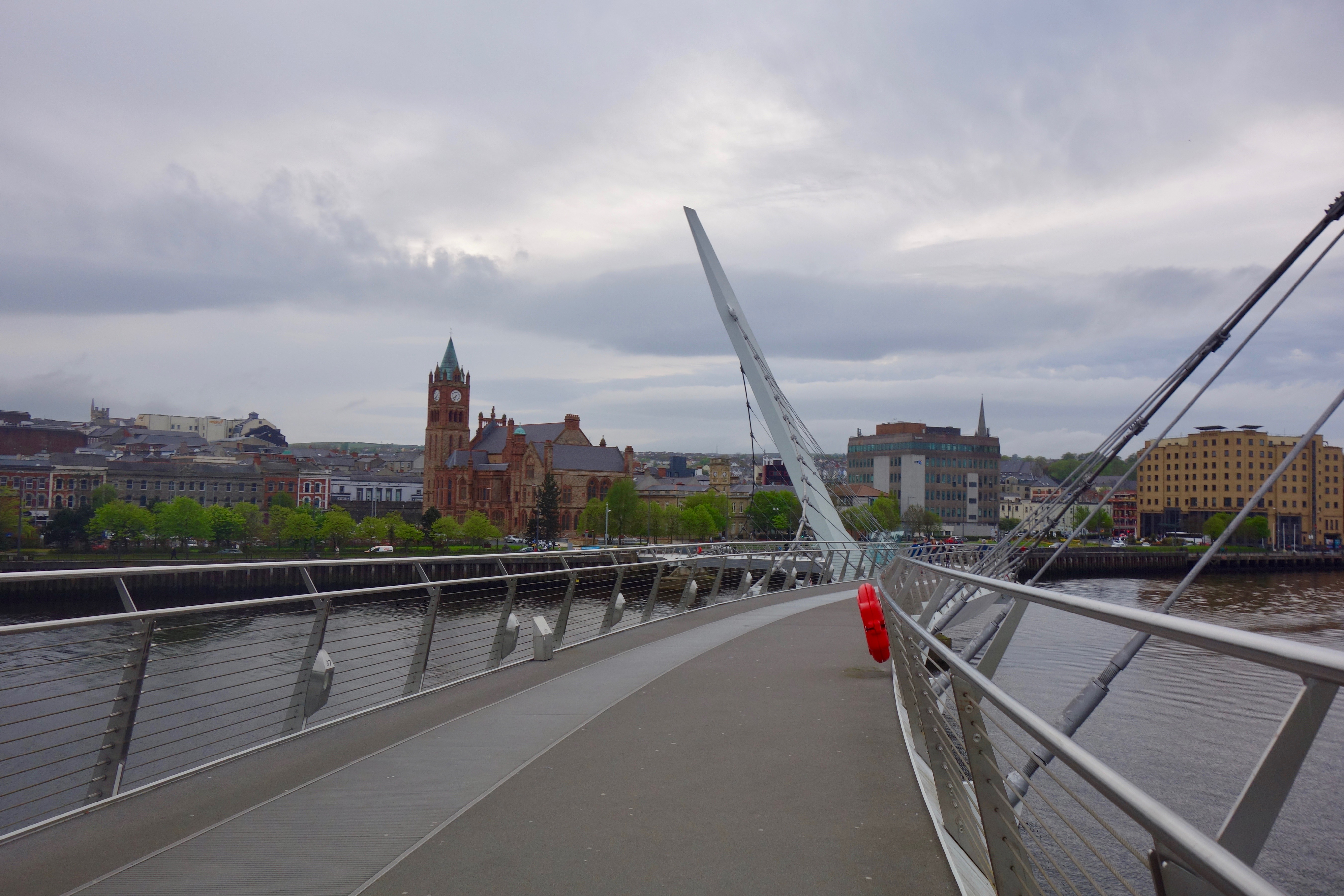
Londonderry
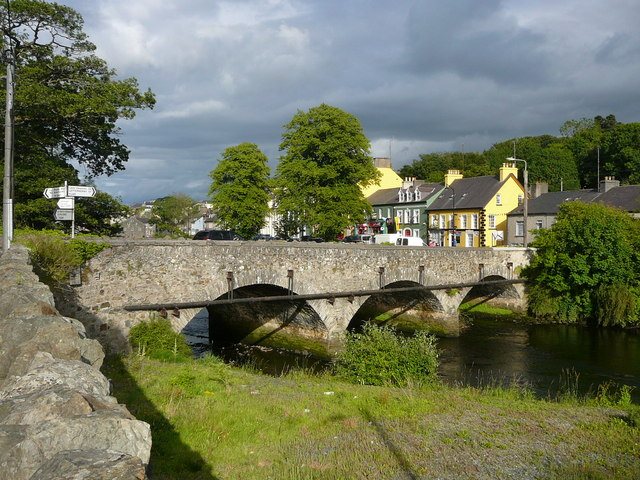
Ráth Mealtain
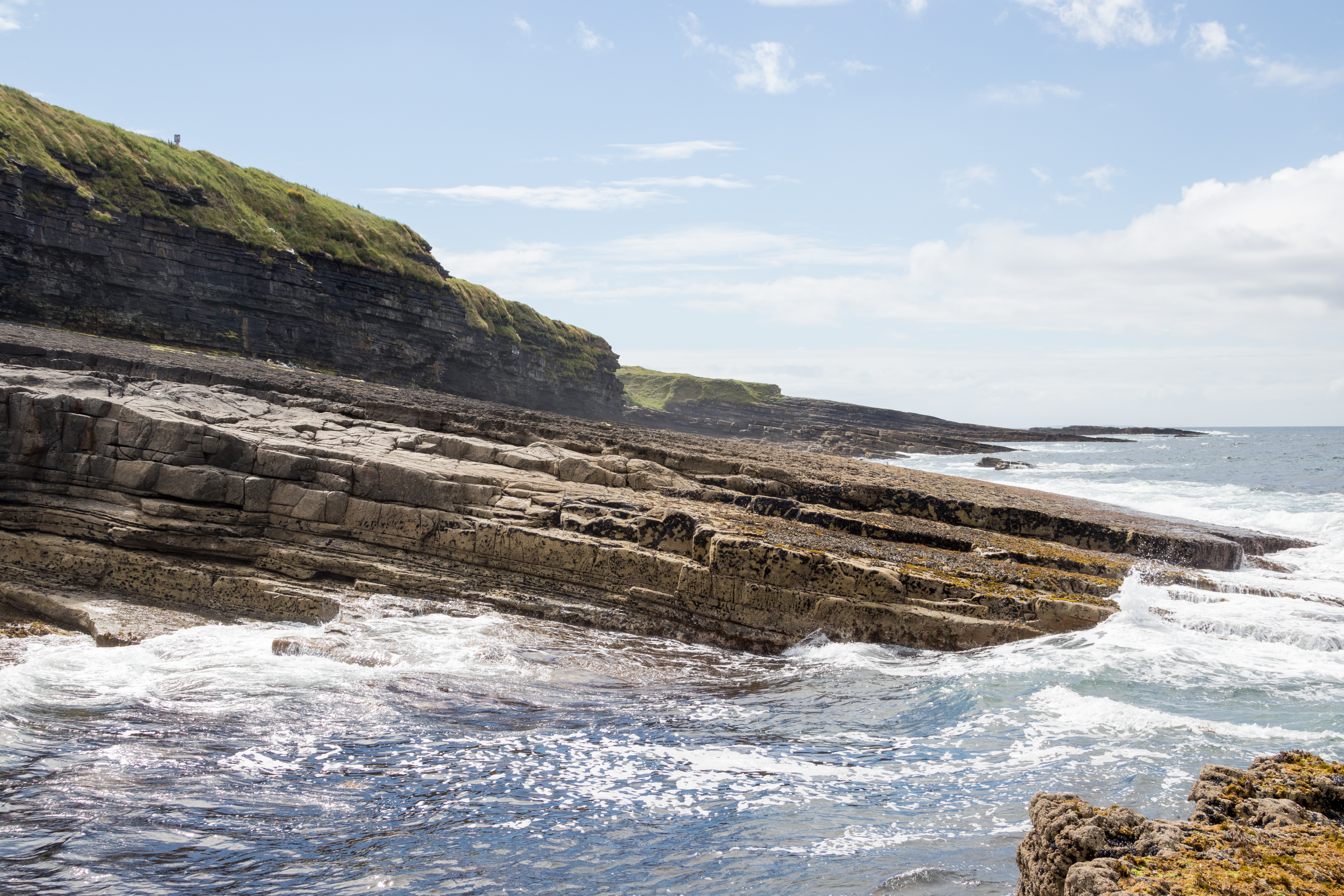
Mullaghmore
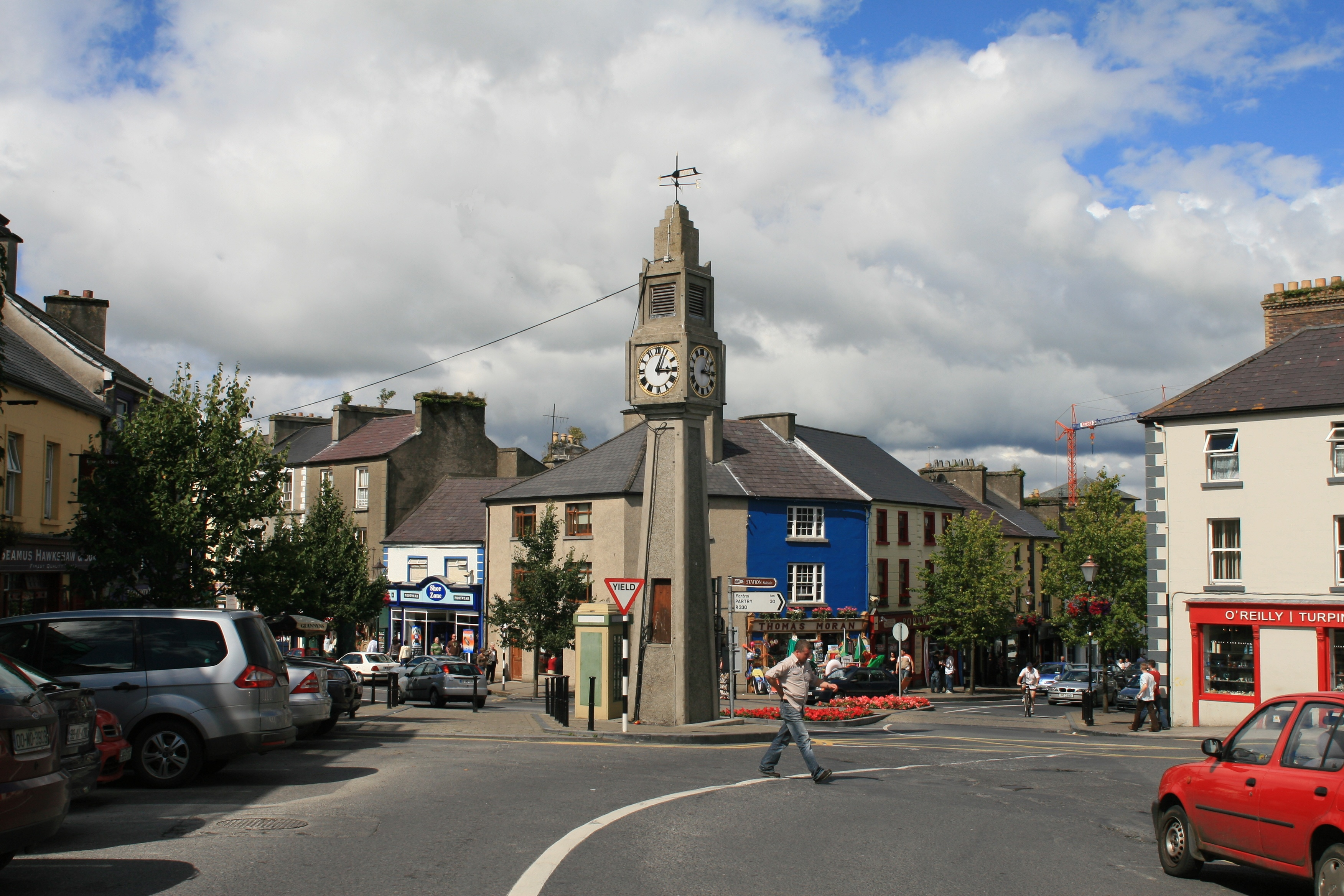
Westport
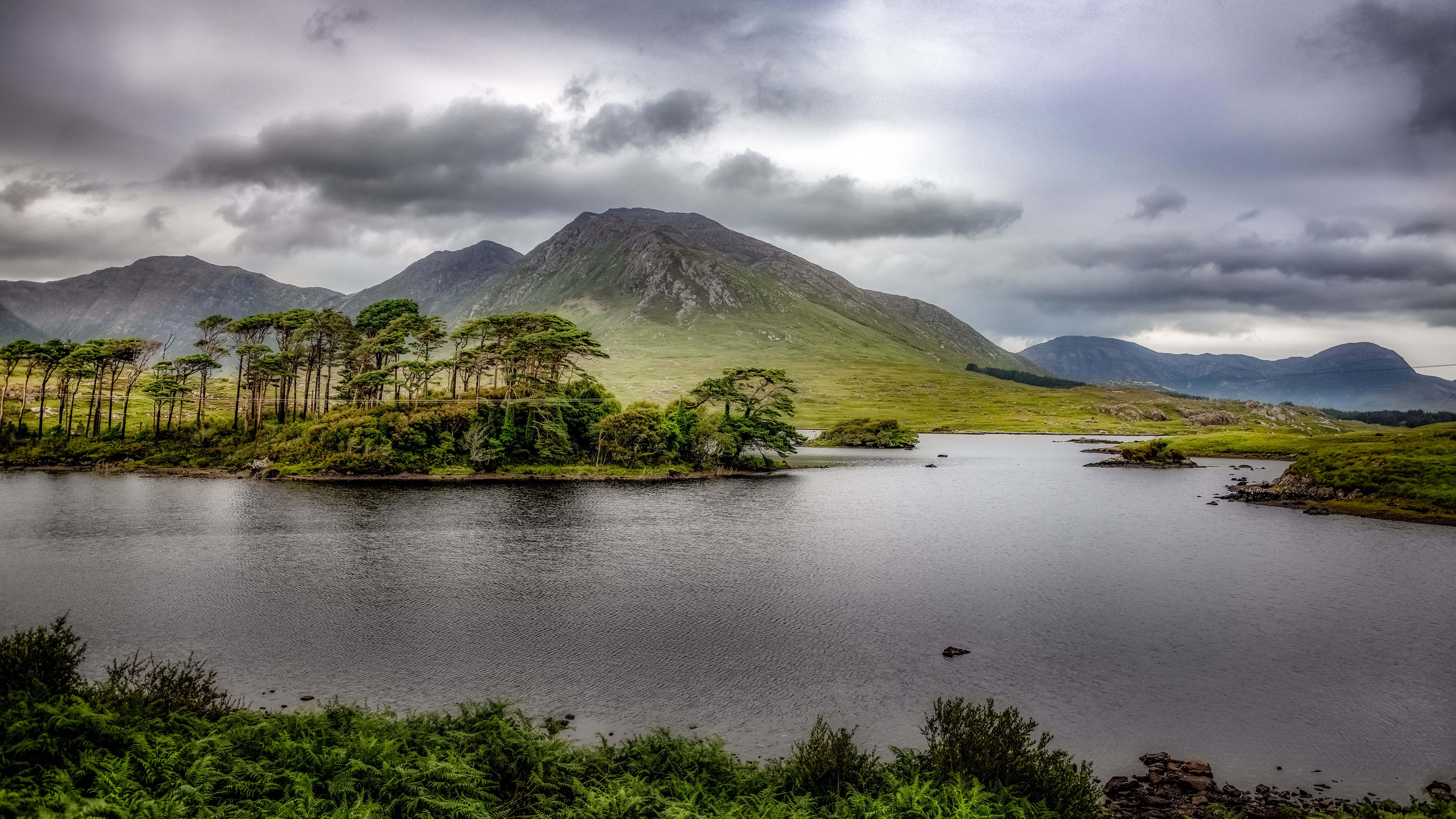
Parc national du Connemara et les Twelve Bens
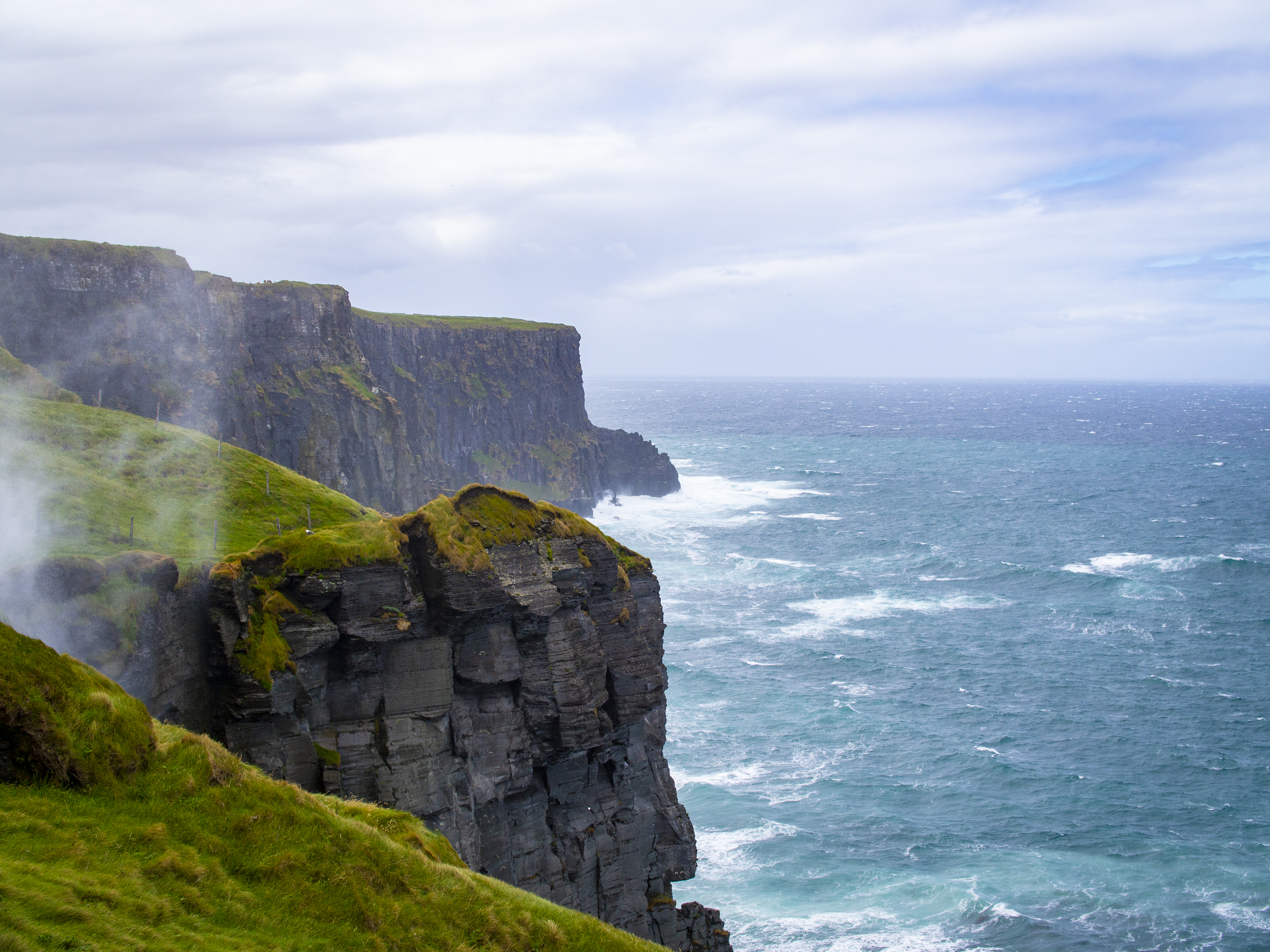
Falaise de Moher
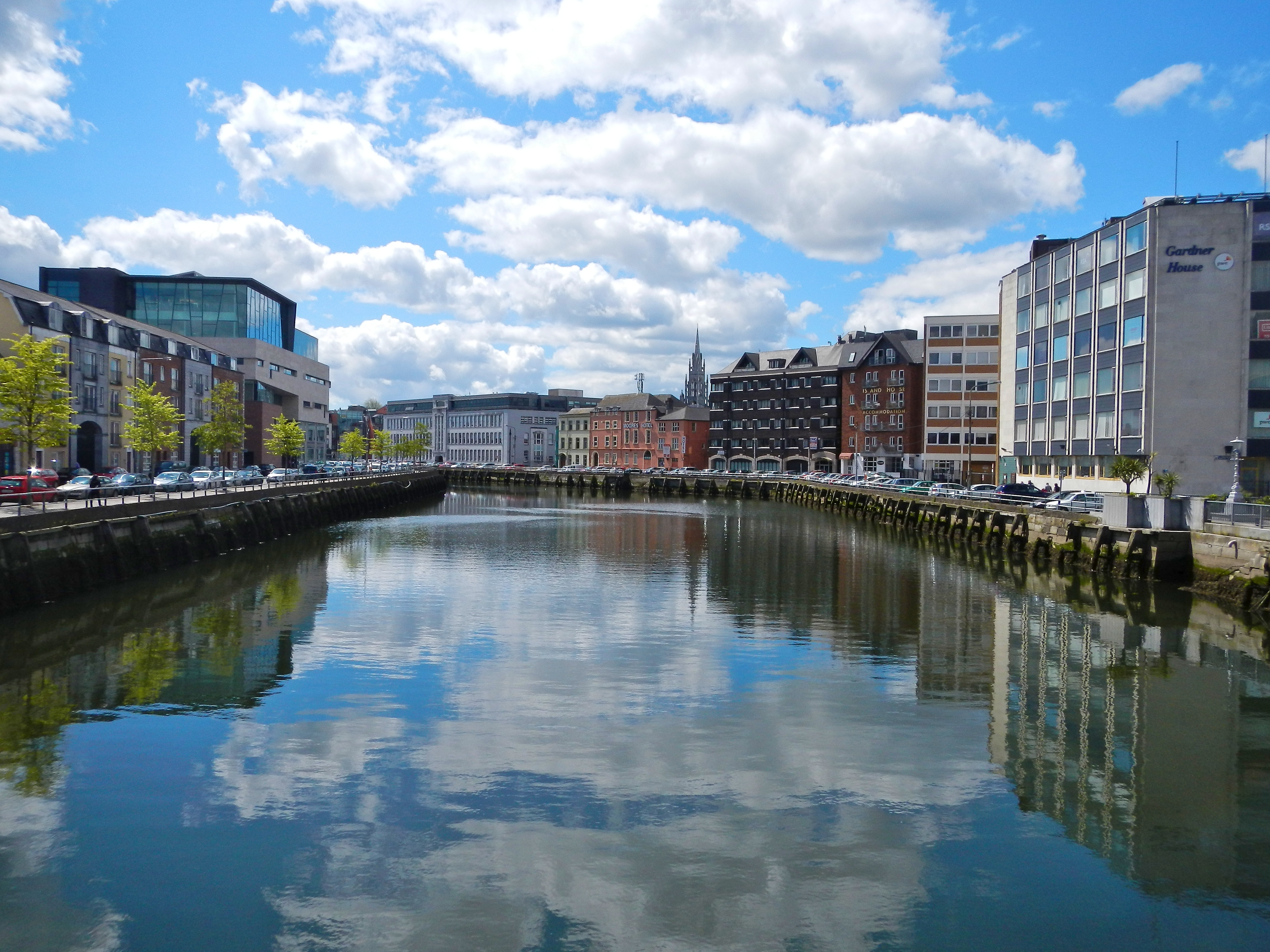
Cork

### Pays de Galles - Angleterre
La véloroute trouve son origine à Fishgard au pays de Galles. Les sites emblématiques de cette section sont le parc national côtier du Pembrokeshire, St Davids et sa cathédrale, Cardiff, la Glastonbury Tor, les dunes de Braunton Burrows, le parc national du Dartmoor et Plymouth. En 2020, l'ensemble de la portion est ouvert et balisé.

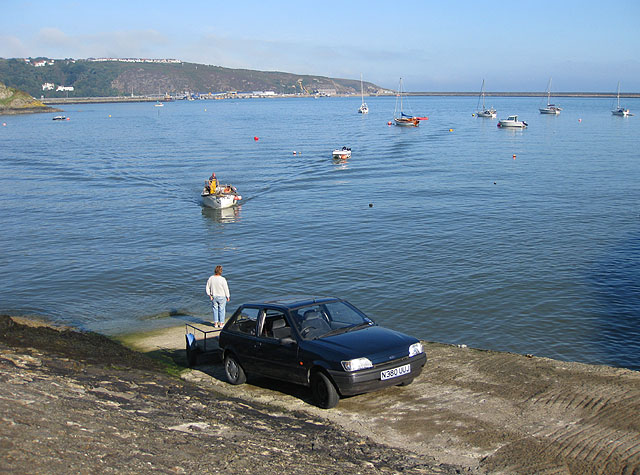
Fishgard
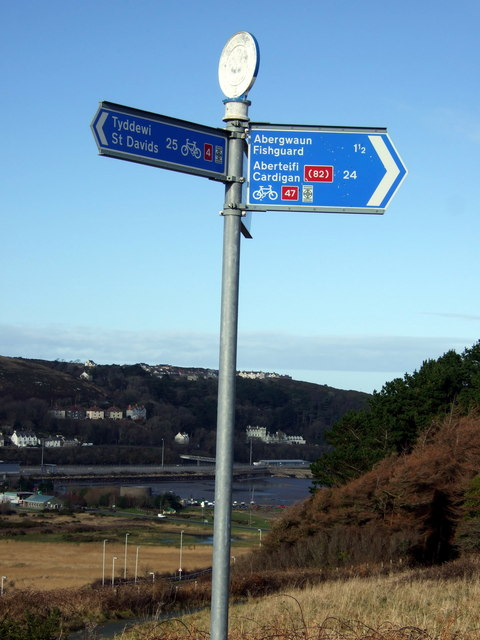
Balisage de l'EV1 vers Fishgard
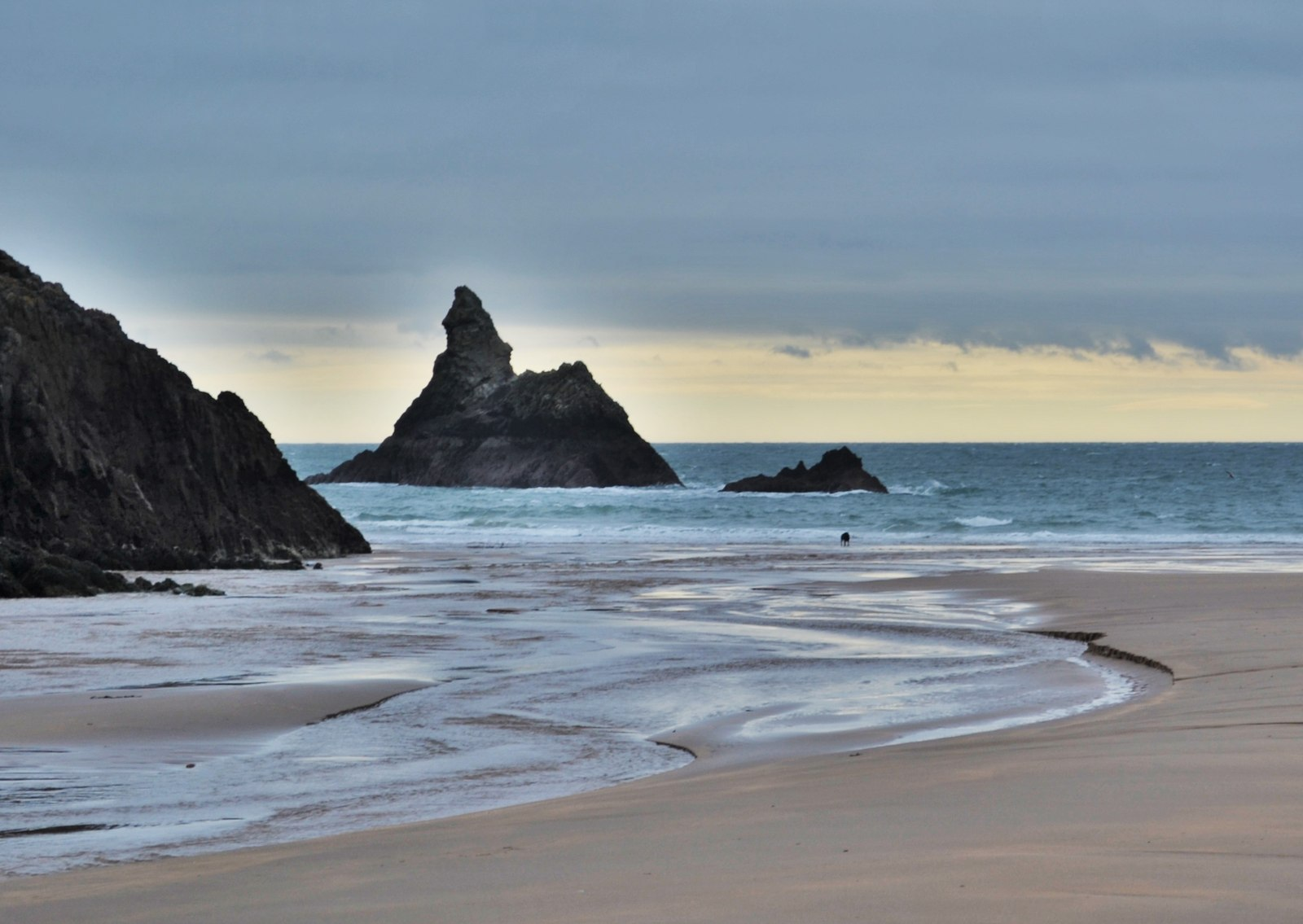
Parc national côtier du Pembrokeshire
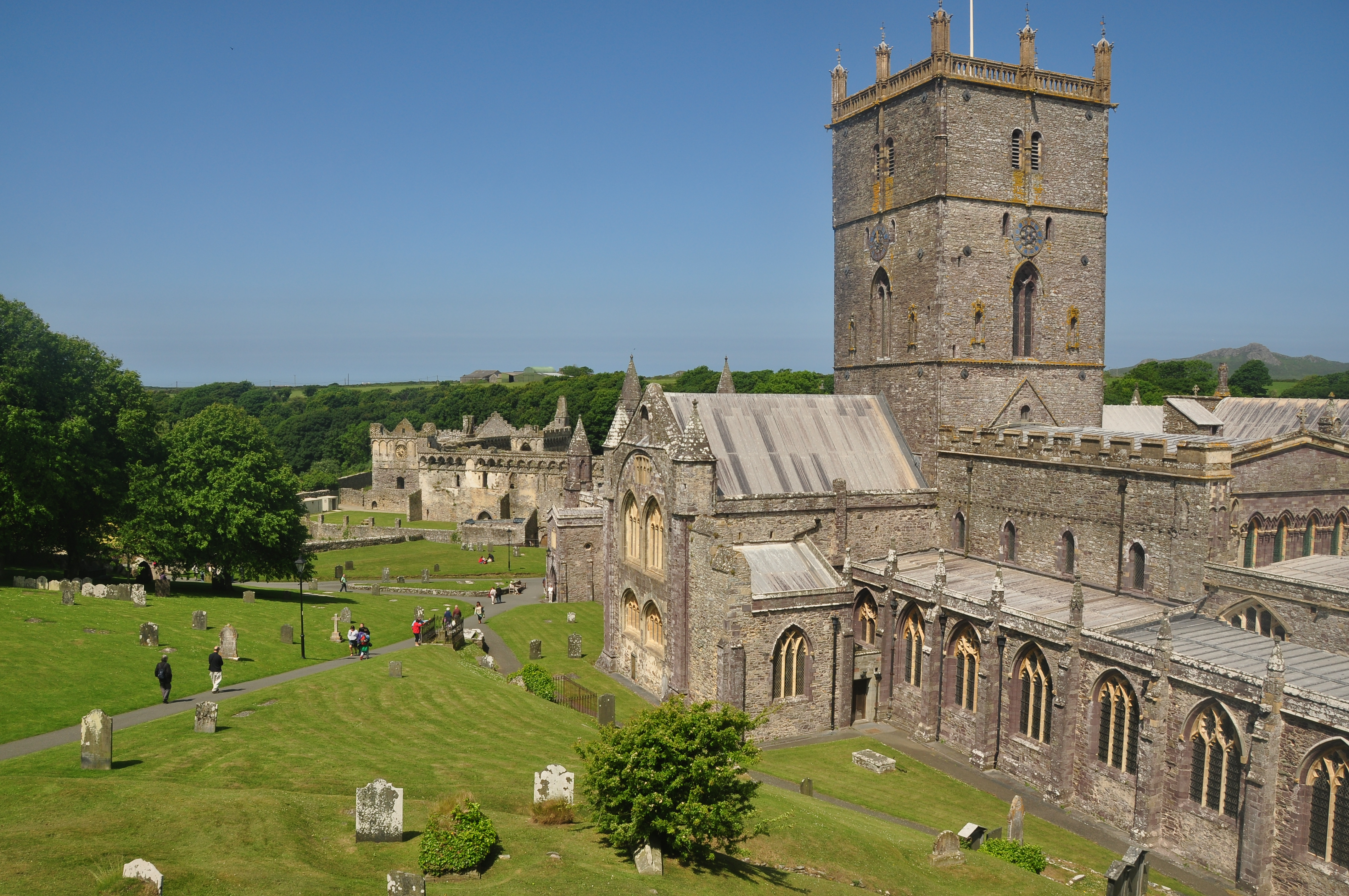
Cathédrale de St Davids
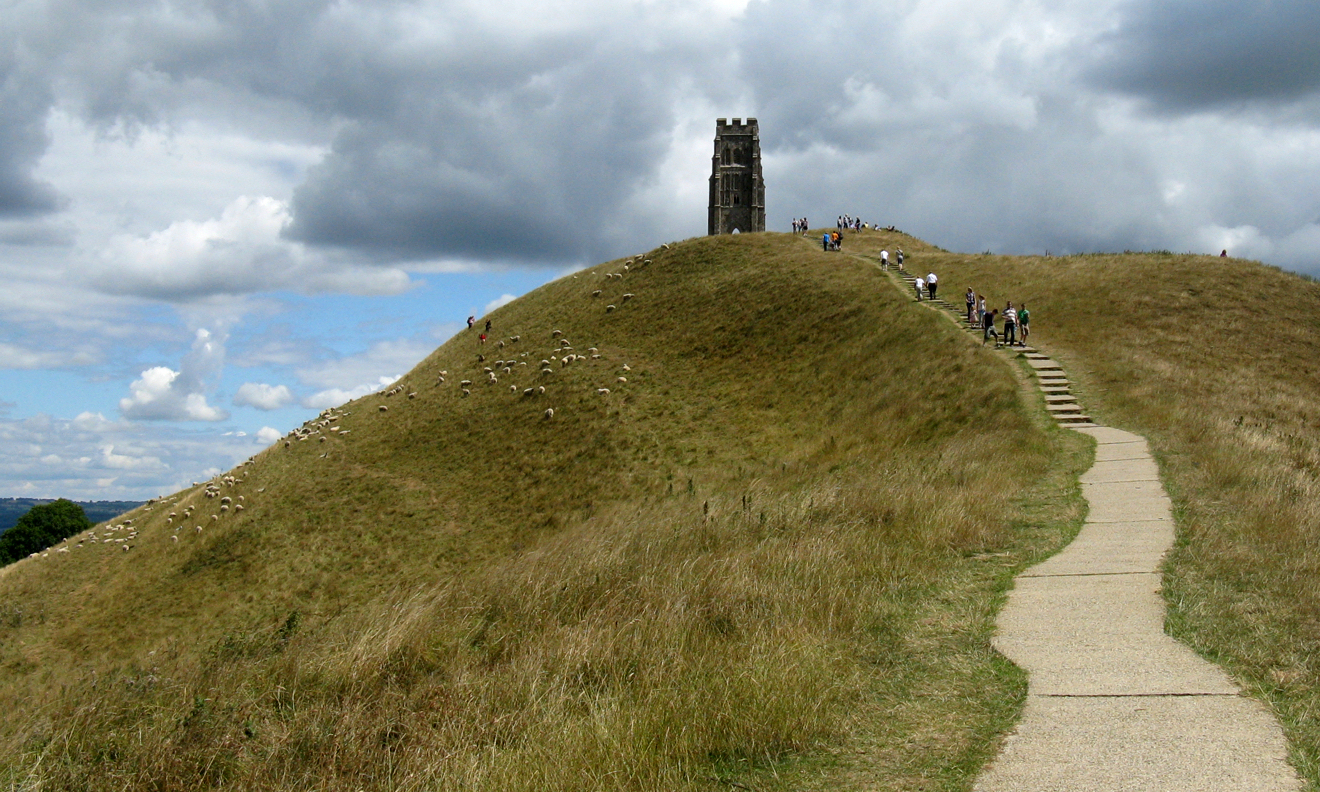
Glastonbury Tor
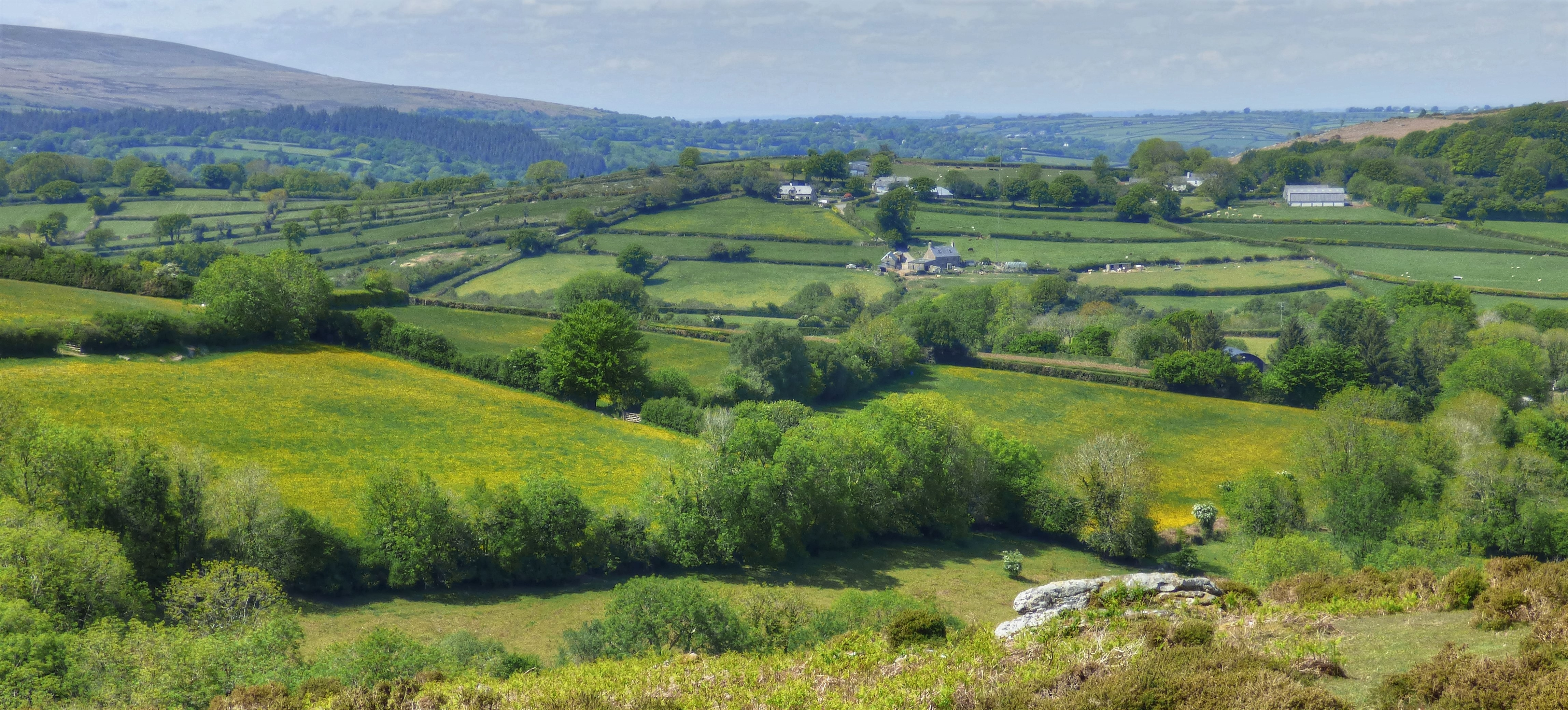
Parc national du Dartmoor
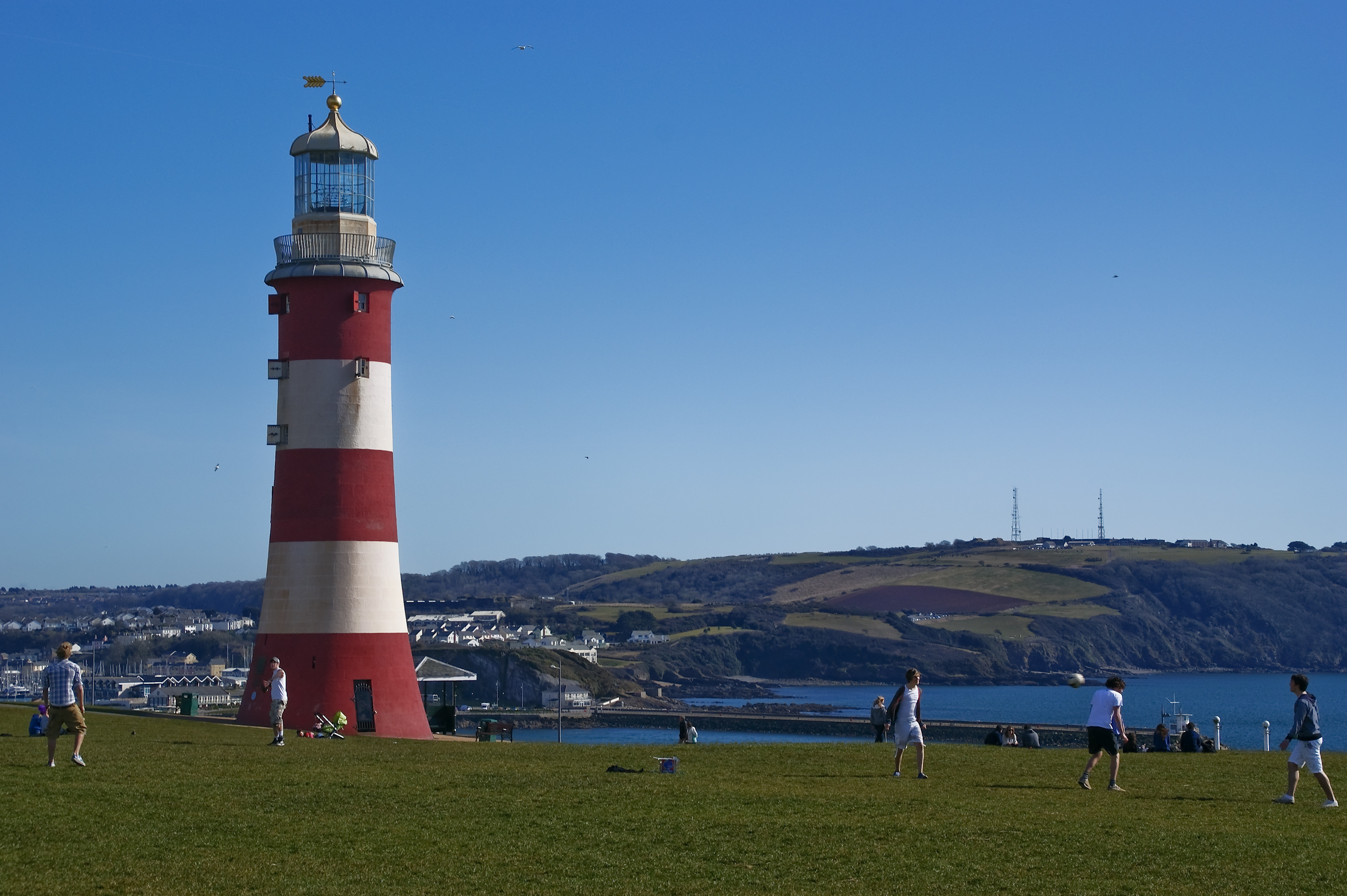
Plymouth

### France
L'itinéraire situé en France est dénommé la Vélodyssée. Il est long de 1 294 km et relie Roscoff à Hendaye, en longeant la côte atlantique à plus ou moins grande distance. En Bretagne, il suit en grande partie la voie verte du canal de Nantes à Brest tandis qu'en Nouvelle-Aquitaine, après un passage par La Rochelle et Royan, le parcours emprunte la voie verte du littoral dans la forêt des Landes, passant notamment par Arcachon, Capbreton, Bayonne et Biarritz. L'itinéraire est commercialisé par les opérateurs touristiques depuis l'été 2012 sous l'appellation « Vélodyssée ». En février 2013 lors du Salon du vélo et de la randonnée d'Amsterdam aux Pays-Bas, la Vélodyssée a été élue « véloroute de l'année 2013 ». Au 1er janvier 2020, la véloroute est ouverte sur tout son linéaire (sans discontinuité), et à 71,6 % en site propre.

#### Bretagne
La section bretonne d'environ 280 km démarre à Roscoff et rejoint Morlaix via Saint-Pol-de-Léon, en section commune avec l'EV 4 et la V7 du Schéma régional des Véloroutes et Voies Vertes de Bretagne. Ensuite elle continue à Scrignac puis Carhaix-Plouguer en empruntant l'ancienne ligne de chemin de fer de Morlaix à Carhaix. La V7 continue vers Concarneau alors que l'EV 1 emprunte le chemin de halage du canal de Nantes à Brest de Port-de-Carhaix jusqu'à Nort-sur-Erdre. Elle passe par Glomel, Gouarec, Mûr-de-Bretagne, Guerlédan, Pontivy, Josselin, Le Roc-Saint-André, Malestroit, Saint-Martin-sur-Oust et Redon pour la partie bretonne du canal.
| Tronçon                      | Distance (km) | Type de voie | Revêtement         |
| ---------------------------- | ------------- | ------------ | ------------------ |
| Roscoff - Morlaix            | 29,4          | Partagée     | Enrobé             |
| Morlaix- Carhaix             | 53,6          | Voie verte   | Stabilisé          |
| Carhaix - Gouarec            | 41            | Voie verte   | Stabilisé          |
| Gouarec - Guerlédan          | 17,5          | Voie verte   | Stabilisé          |
| Guerlédan - Pontivy          | 23,5          | Voie verte   | Stabilisé          |
| Pontivy - Le Roc-Saint-André | 65,5          | Voie verte   | Enrobé             |
| Le Roc-Saint-André - Redon   | 46,3          | Voie verte   | Stabilisé - Enrobé |

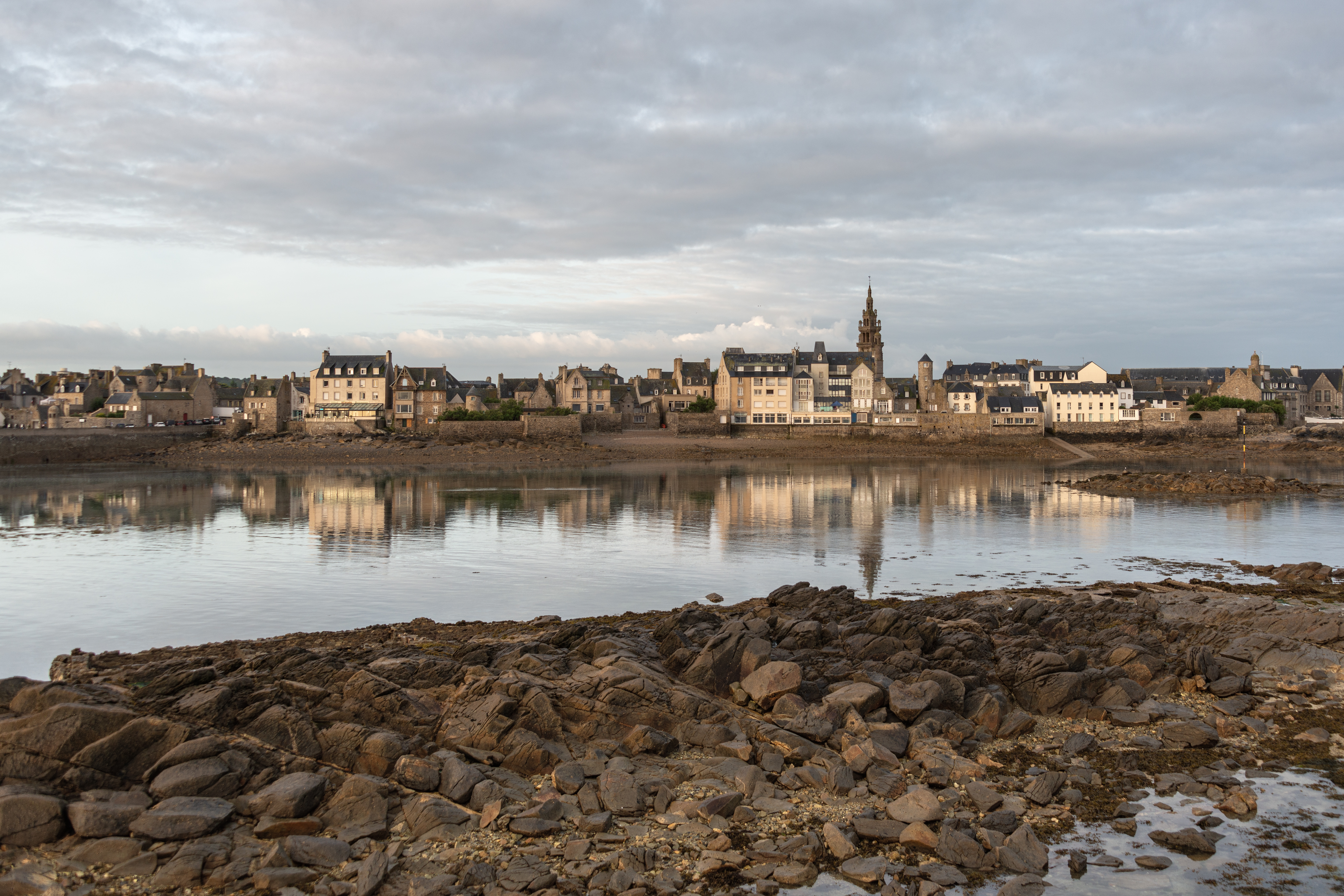
Roscoff
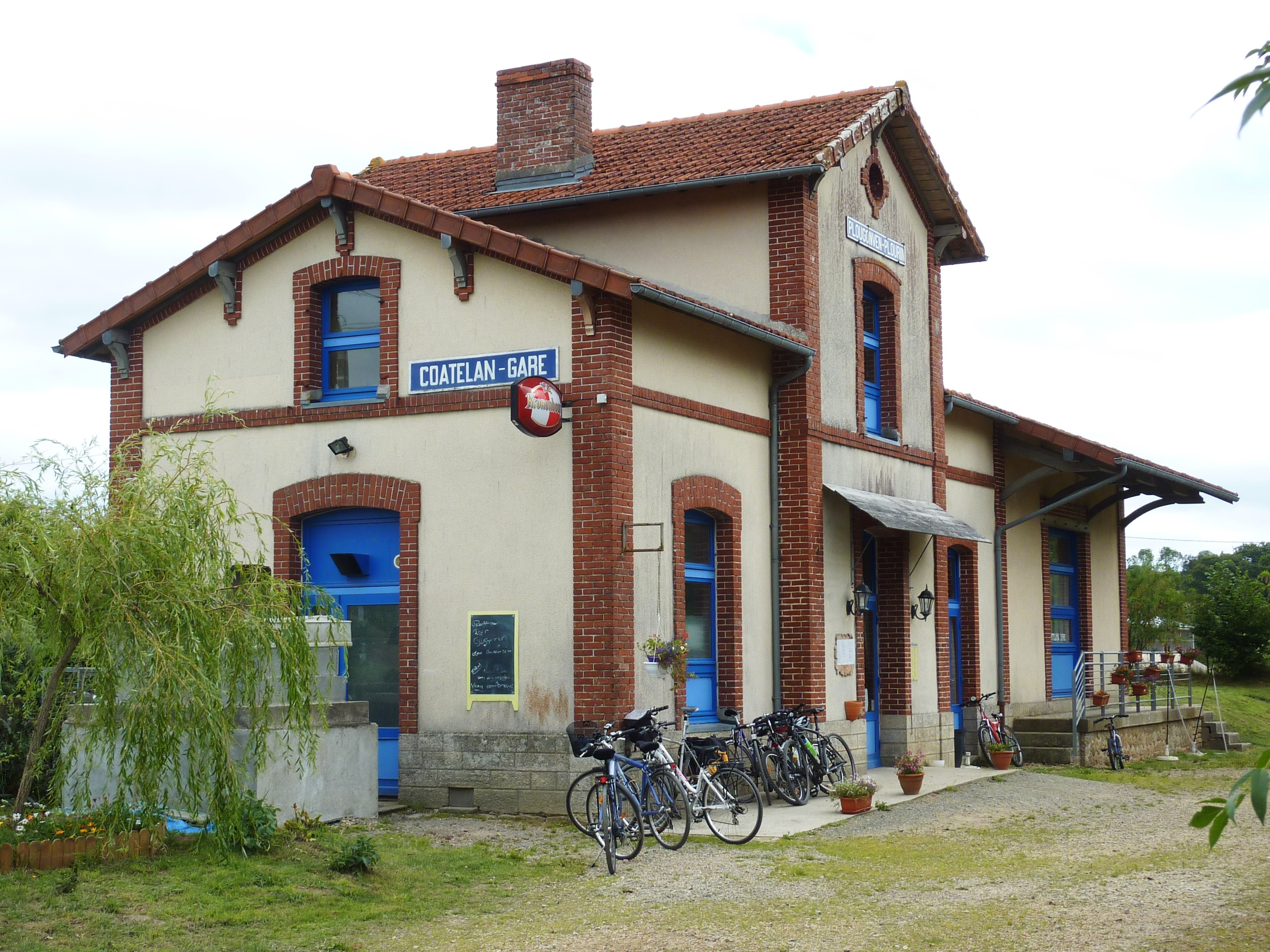
Ancienne gare de Coatelan, entre Morlaix et Carhaix-Plouguer
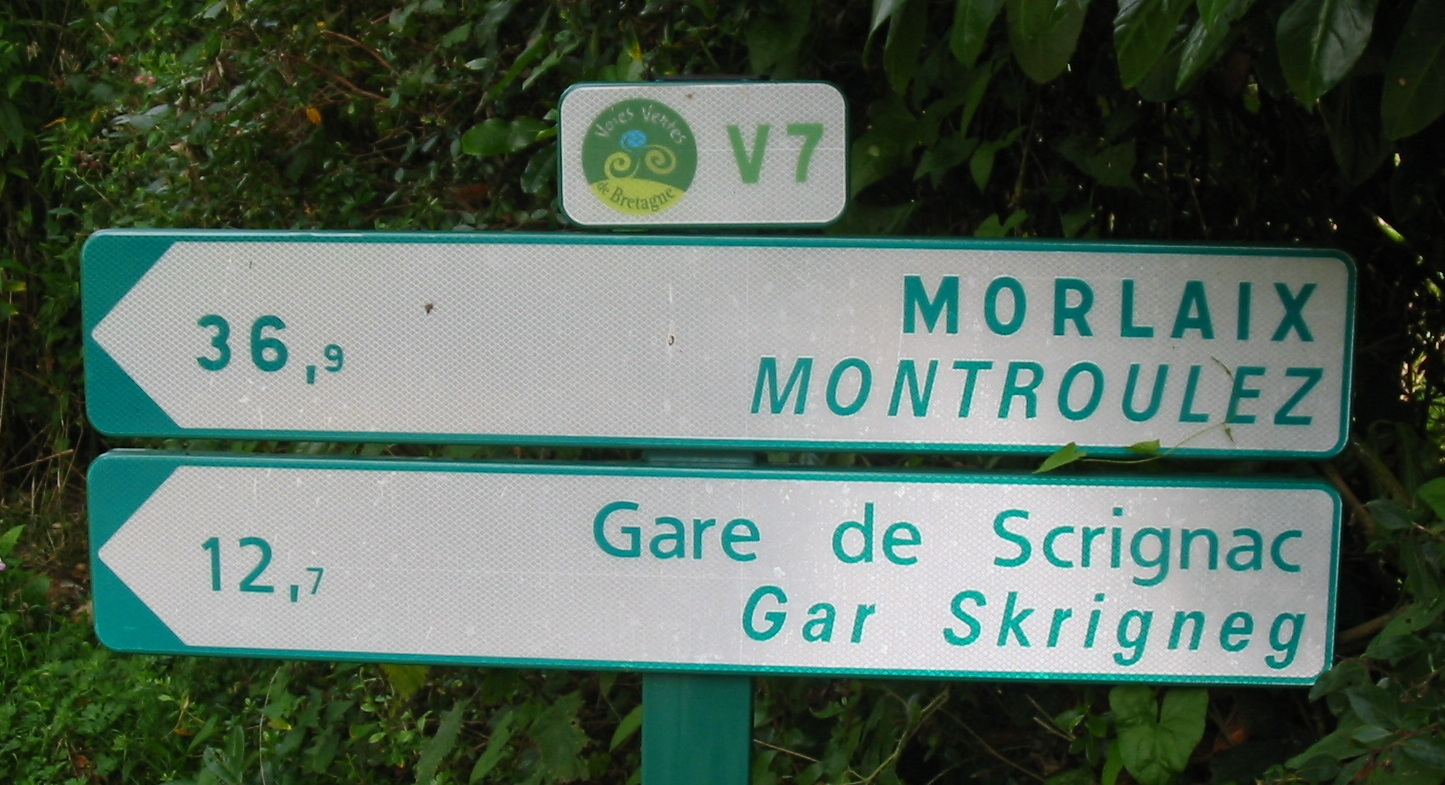
Balisage
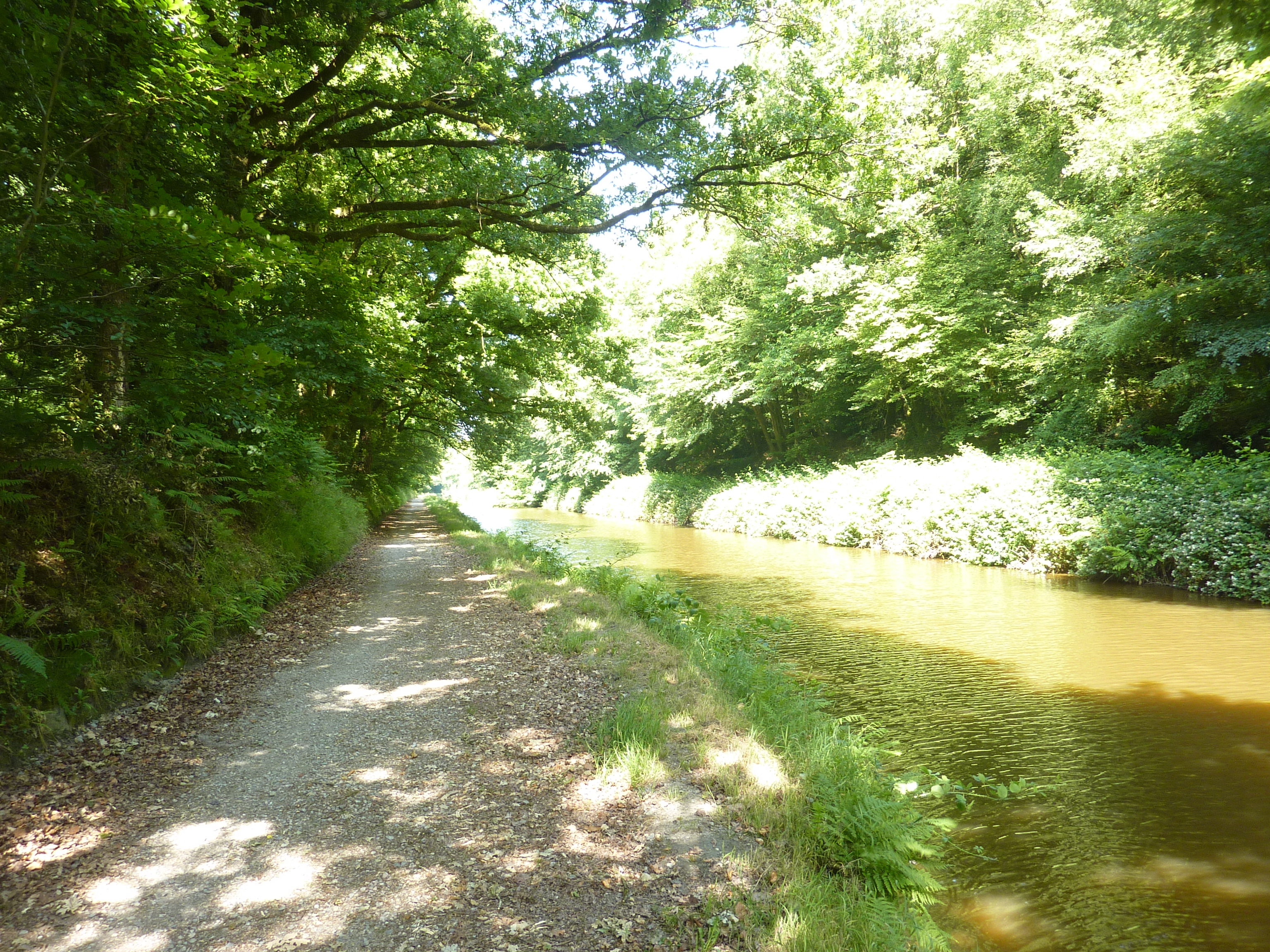
Le canal de Nantes à Brest à Glomel
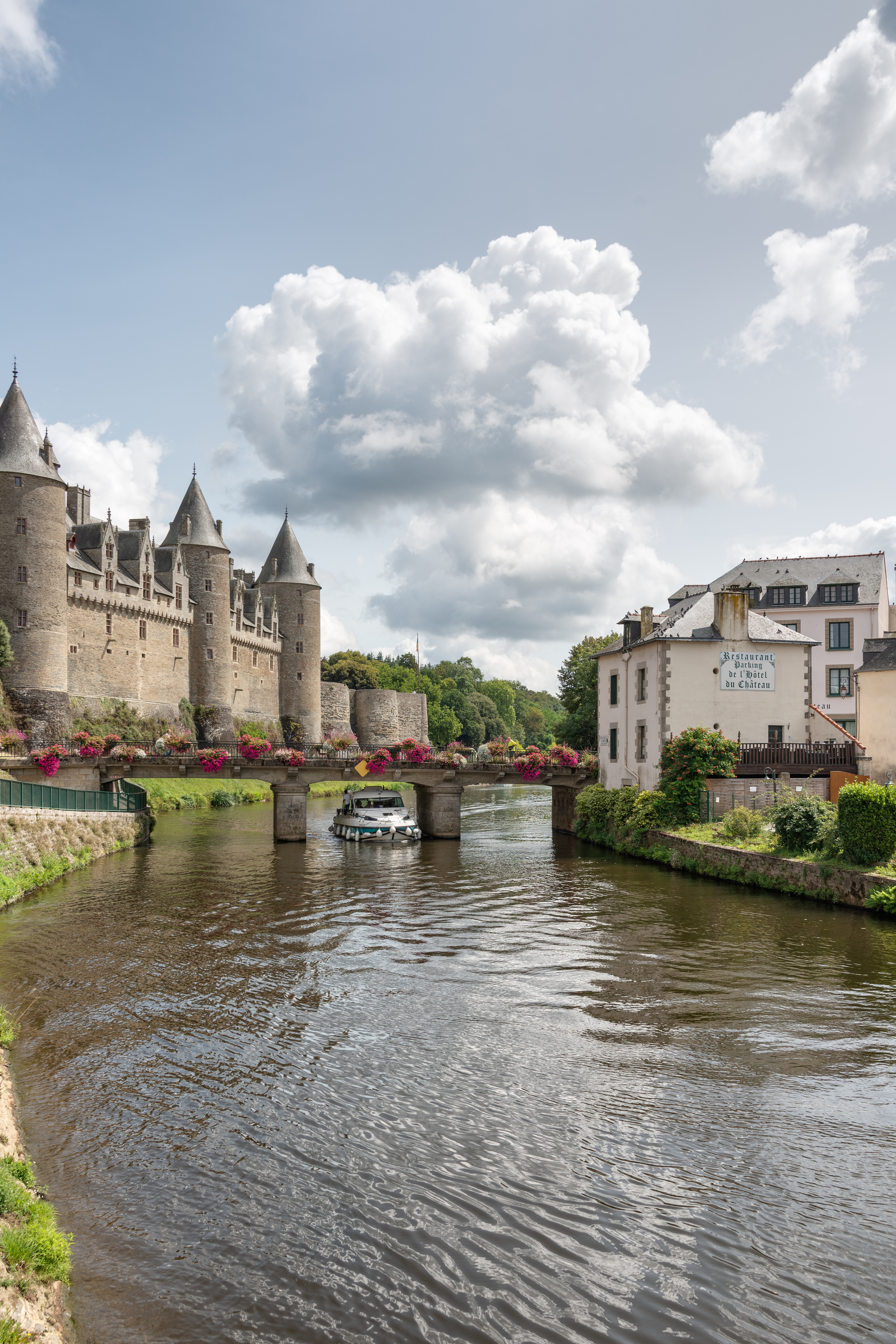
Château de Josselin

#### Pays de la Loire
L'EuroVelo 1 traverse les Pays de la Loire sur environ 405 km. Depuis Redon, et toujours le long du canal de Nantes à Brest, la véloroute passe par Fégréac, Guenrouet, Blain et Nort-sur-Erdre. Elle traverse Nantes puis Couëron grâce à la traversée de la Loire par le bac, pour rejoindre Le Pellerin, Paimbœuf et Saint-Brevin-les-Pins, en tronc commun avec l'EuroVelo 6. À partir de cette dernière commune, l'EV 1 longe pour la première fois le littoral atlantique, en tronc commun avec la Vélocéan jusqu'à Bourgneuf-en-Retz, par Saint-Michel-Chef-Chef et Pornic. Ensuite l'itinéraire continue vers Beauvoir-sur-Mer, La Barre-de-Monts, Saint-Jean-de-Monts, Saint-Hilaire-de-Riez, Saint-Gilles-Croix-de-Vie, Bretignolles-sur-Mer, Les Sables-d'Olonne, Talmont-Saint-Hilaire, La Tranche-sur-Mer et L'Aiguillon-sur-Mer.
| Tronçon                                                       | Distance (km) | Type de voie | Revêtement         |
| ------------------------------------------------------------- | ------------- | ------------ | ------------------ |
| Redon - Blain                                                 | 44,9          | Voie verte   | Stabilisé          |
| Blain - Nantes                                                | 60            | Voie verte   | Stabilisé          |
| Nantes - Saint-Brevin-les-Pins                                | 62,4          | Partagée     | Stabilisé - Enrobé |
| Saint-Brevin-les-Pins - Bourgneuf-en-Retz                     | 60,8          | Partagée     | Enduit gravillonné |
| Bourgneuf-en-Retz - La Barre-de-Monts                         | 46            | Partagée     | Stabilisé          |
| La Barre-de-Monts - Saint-Jean-de-Monts                       | 18,1          | Partagée     | Stabilisé          |
| Saint-Jean-de-Monts - Saint-Gilles-Croix-de-Vie               | 22,2          | Voie verte   | Stabilisé          |
| Saint-Gilles-Croix-de-Vie - Bourgenay (Talmont-Saint-Hilaire) | 49,7          | Voie verte   | Stabilisé - Enrobé |
| Bourgenay - L'Aiguillon-sur-Mer                               | 40,9          | Voie verte   | Stabilisé - Enrobé |

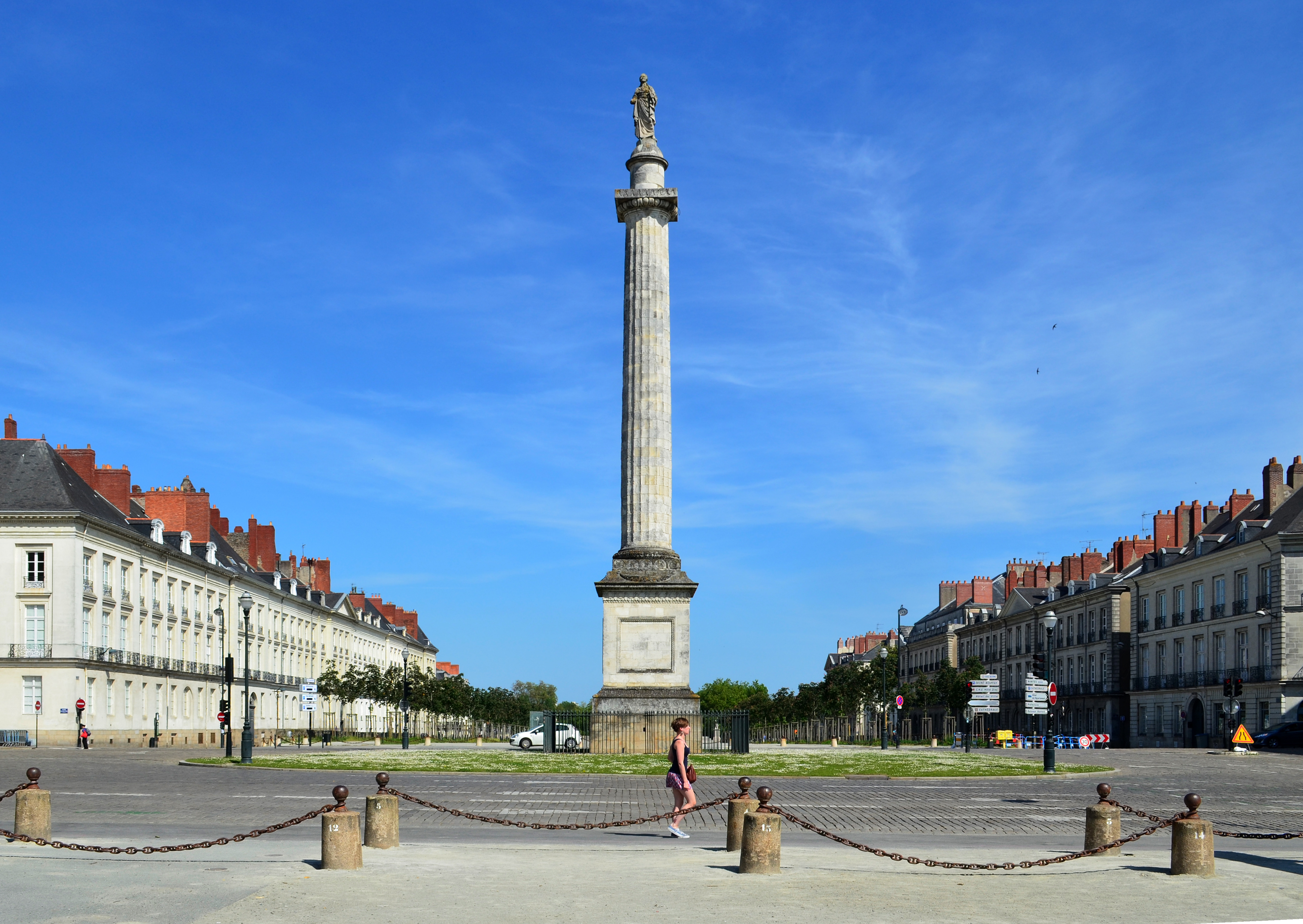
Nantes
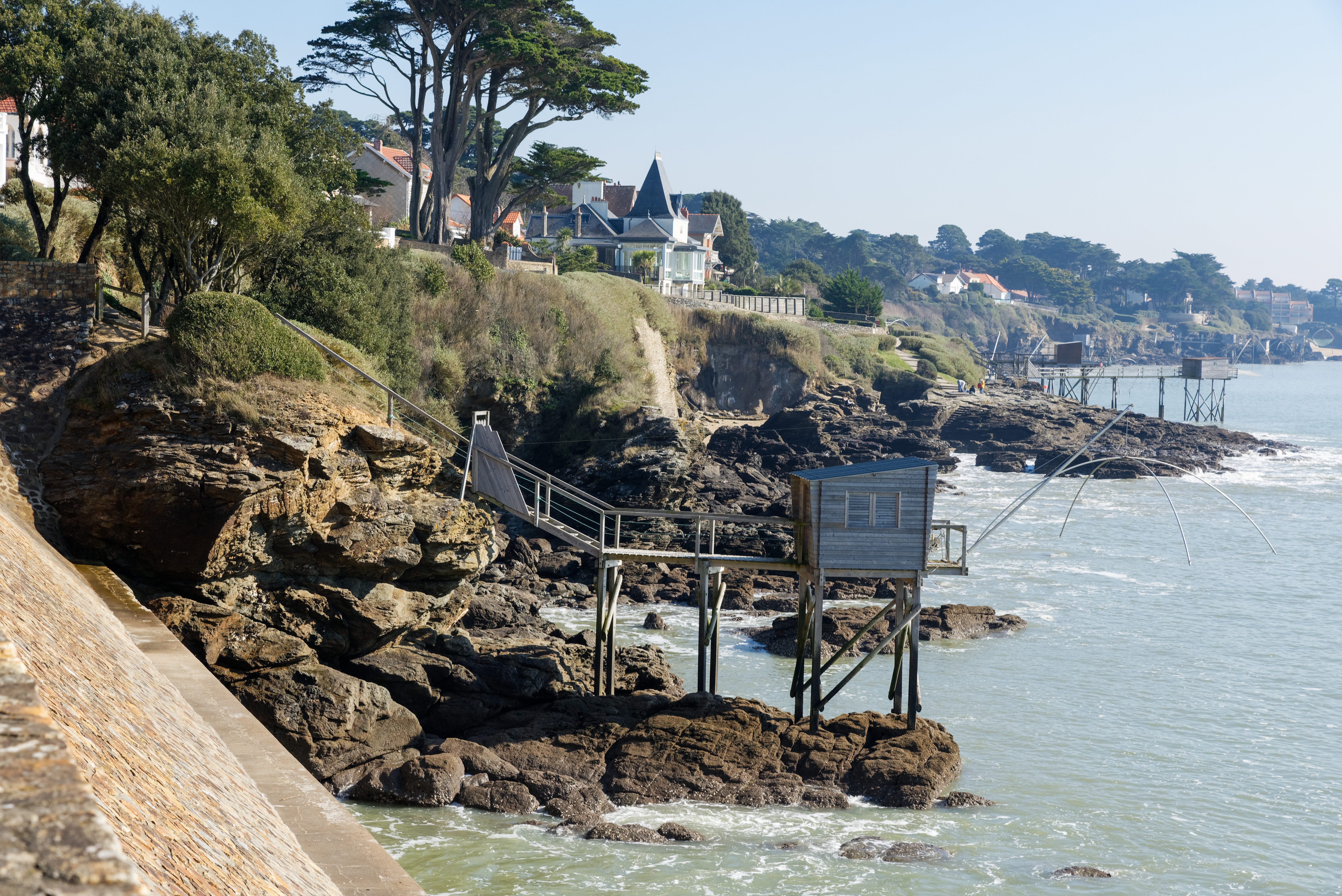
Les pêcheries à Pornic
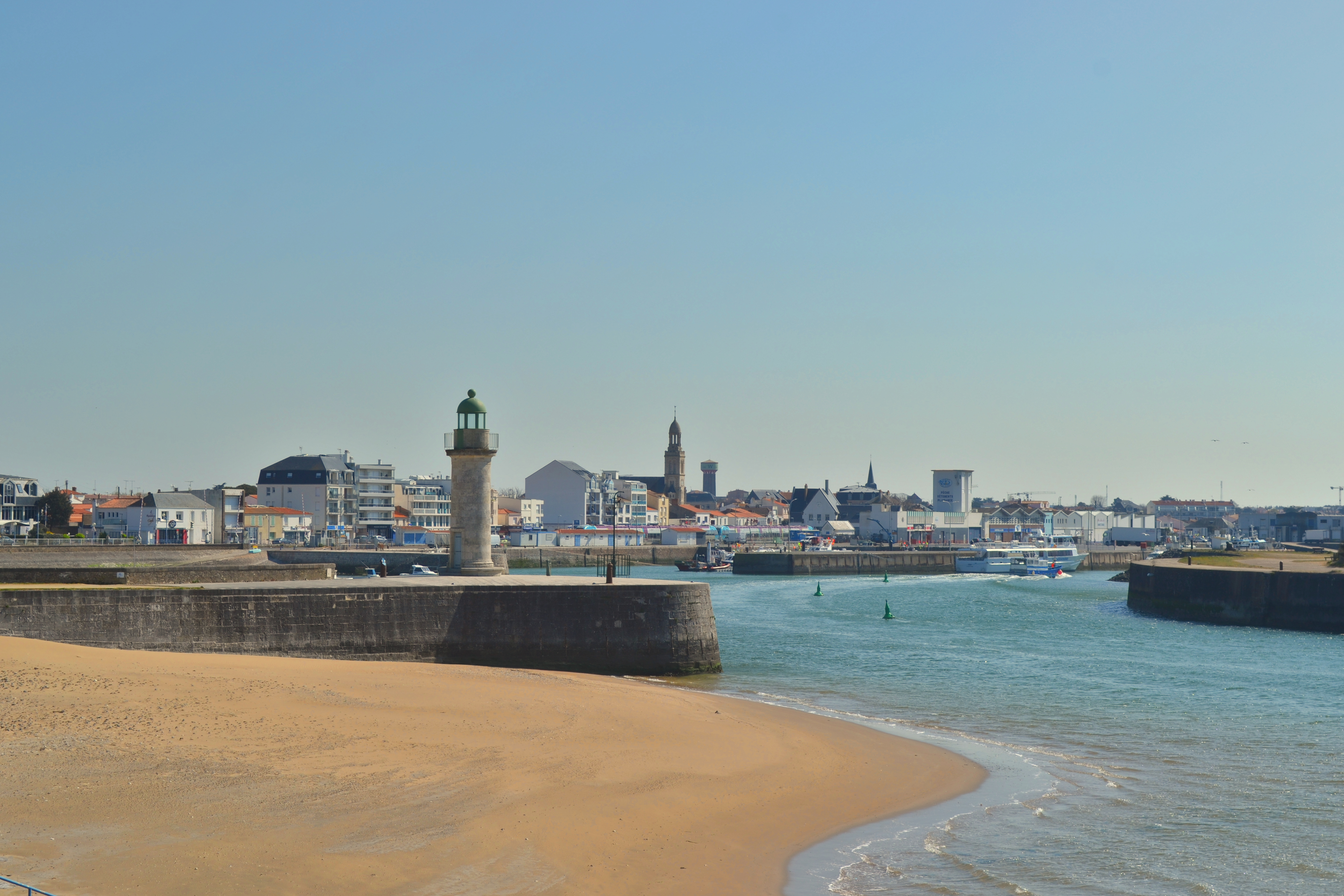
Saint-Gilles-Croix-de-Vie
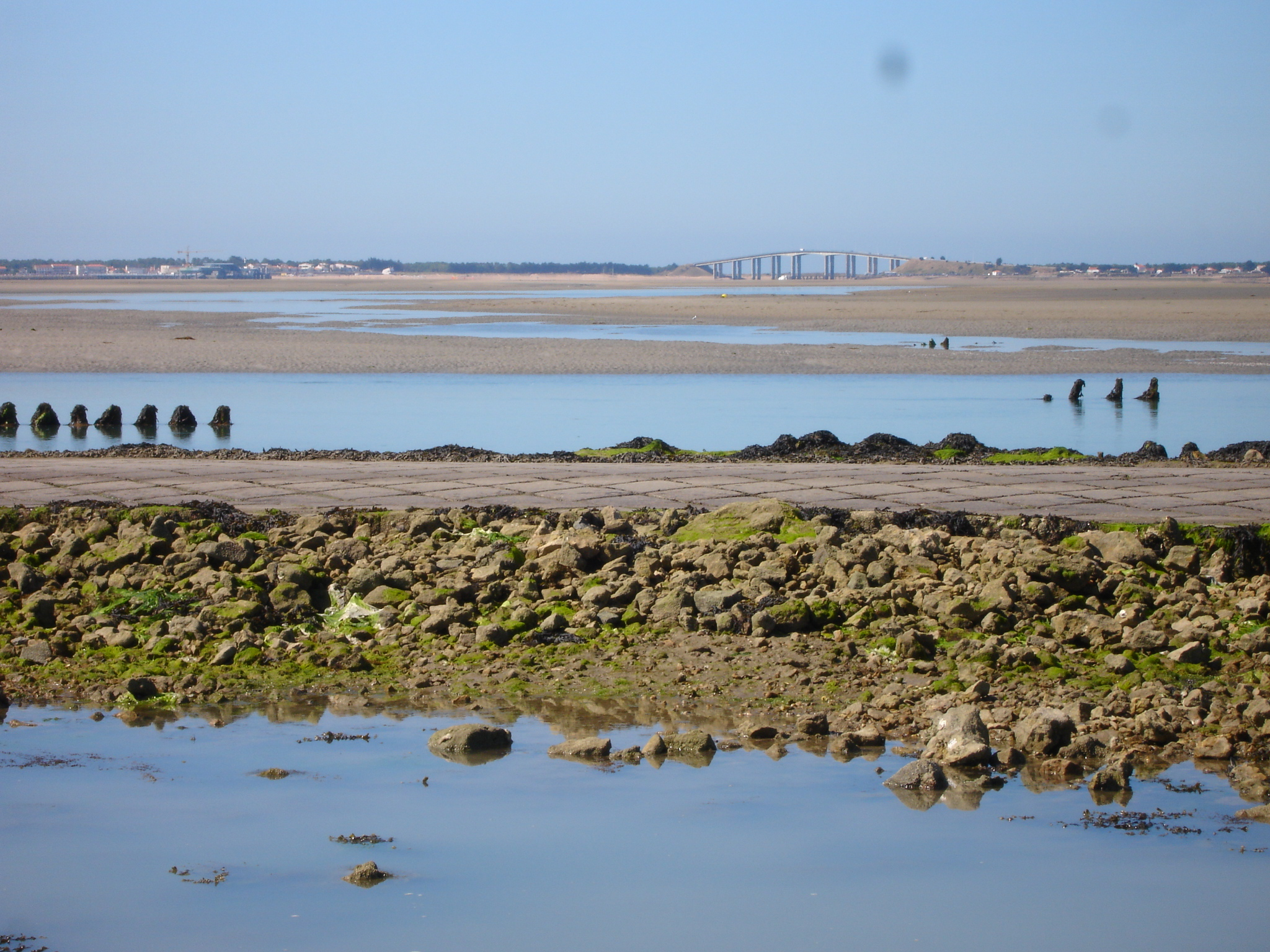
Le passage du Gois
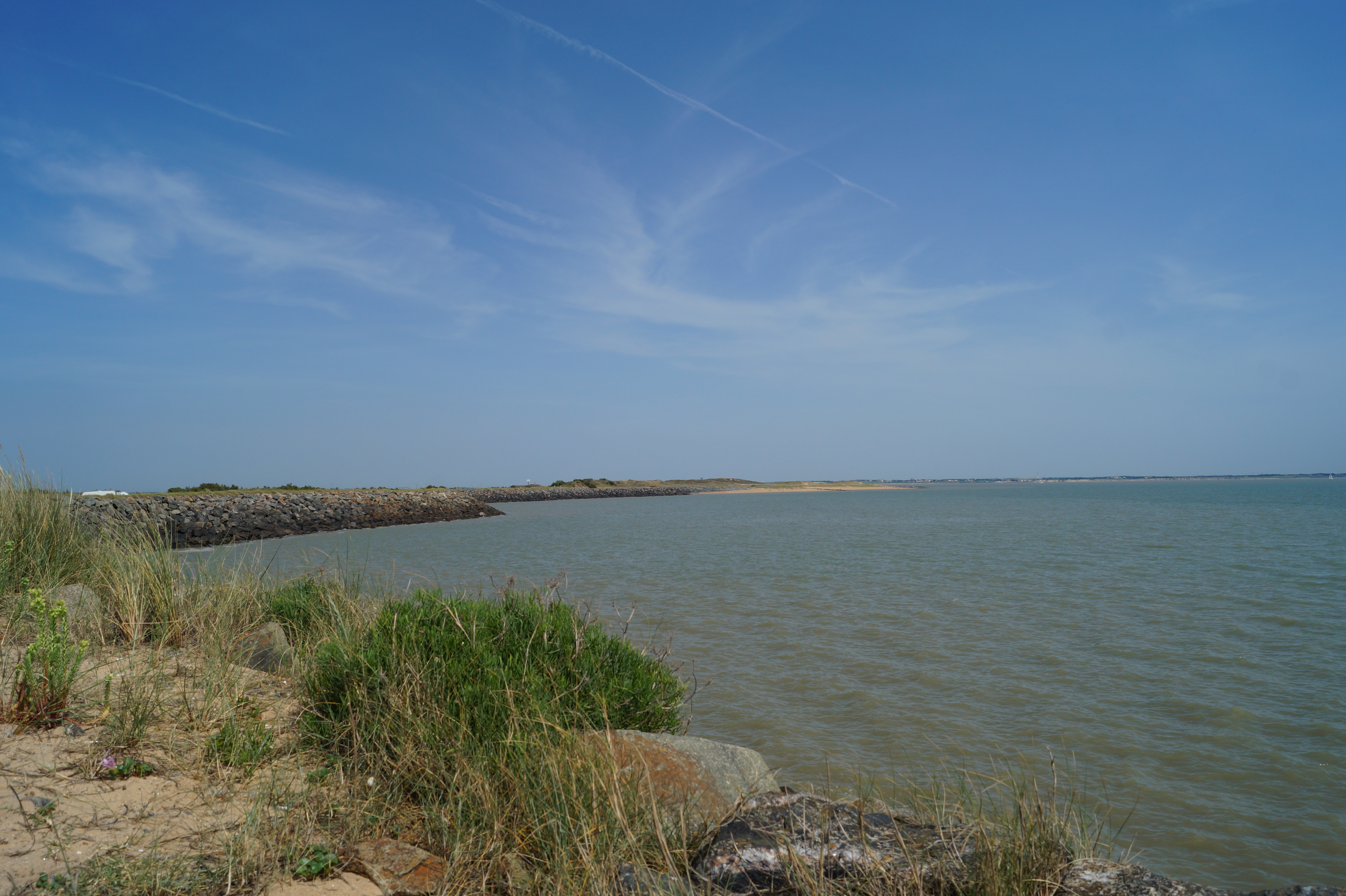
Près de L'Aiguillon-sur-Mer

#### Nouvelle-Aquitaine
La Vélodyssée traverse la Nouvelle-Aquitaine sur environ 600 km. Depuis L'Aiguillon-sur-Mer, la véloroute rejoint Marans, puis partage son itinéraire avec la Vélo Francette (V43) jusqu'à La Rochelle, en passant par Andilly et Dompierre-sur-Mer. De La Rochelle à Royan, la véloroute traverse Châtelaillon-Plage, Rochefort, Tonnay-Charente, Marennes et Ronce-les-Bains, ou elle rejoint la voie verte établie sur une ligne de l'ancien tramway de Royan. Cette section traverse La Palmyre, Saint-Palais-sur-Mer et enfin Royan.
La traversée de l'estuaire de la Gironde se fait par le bac, pour rejoindre Le Verdon-sur-Mer à la pointe de Grave et longer la côte landaise par Soulac-sur-Mer, Vendays-Montalivet, Hourtin, Lacanau, Lège-Cap-Ferret, Arcachon, Biscarrosse, Parentis-en-Born, Gastes, Mimizan, Lit-et-Mixe, Vielle-Saint-Girons, Léon, Moliets-et-Maa, Vieux-Boucau-les-Bains, Seignosse, Soorts-Hossegor, Capbreton et Bayonne.
Enfin, l'EV 1 s'engage sur la côte basque en passant par Anglet, Biarritz, Bidart, Guéthary, Saint-Jean-de-Luz, Ciboure pour terminer à Hendaye, commune frontalière avec l'Espagne.

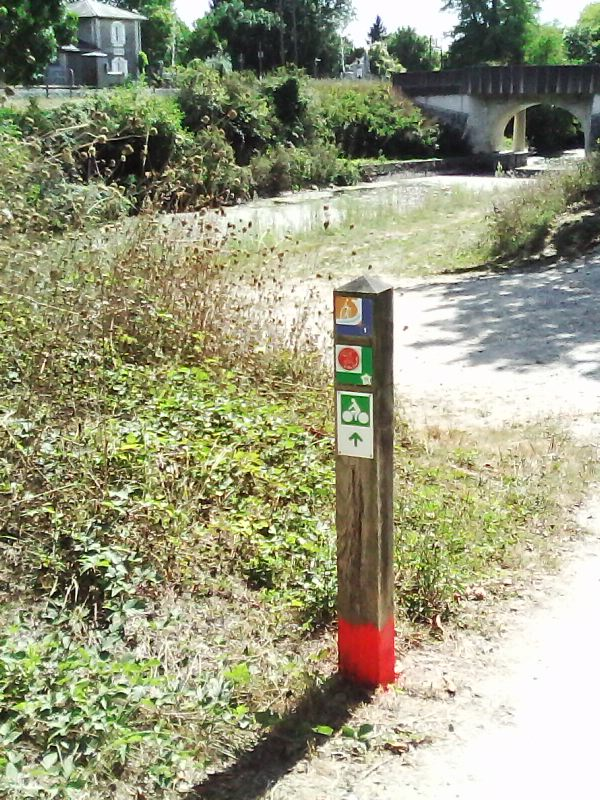
Balisage à Andilly Les Écluses, le long du canal de Marans à La Rochelle
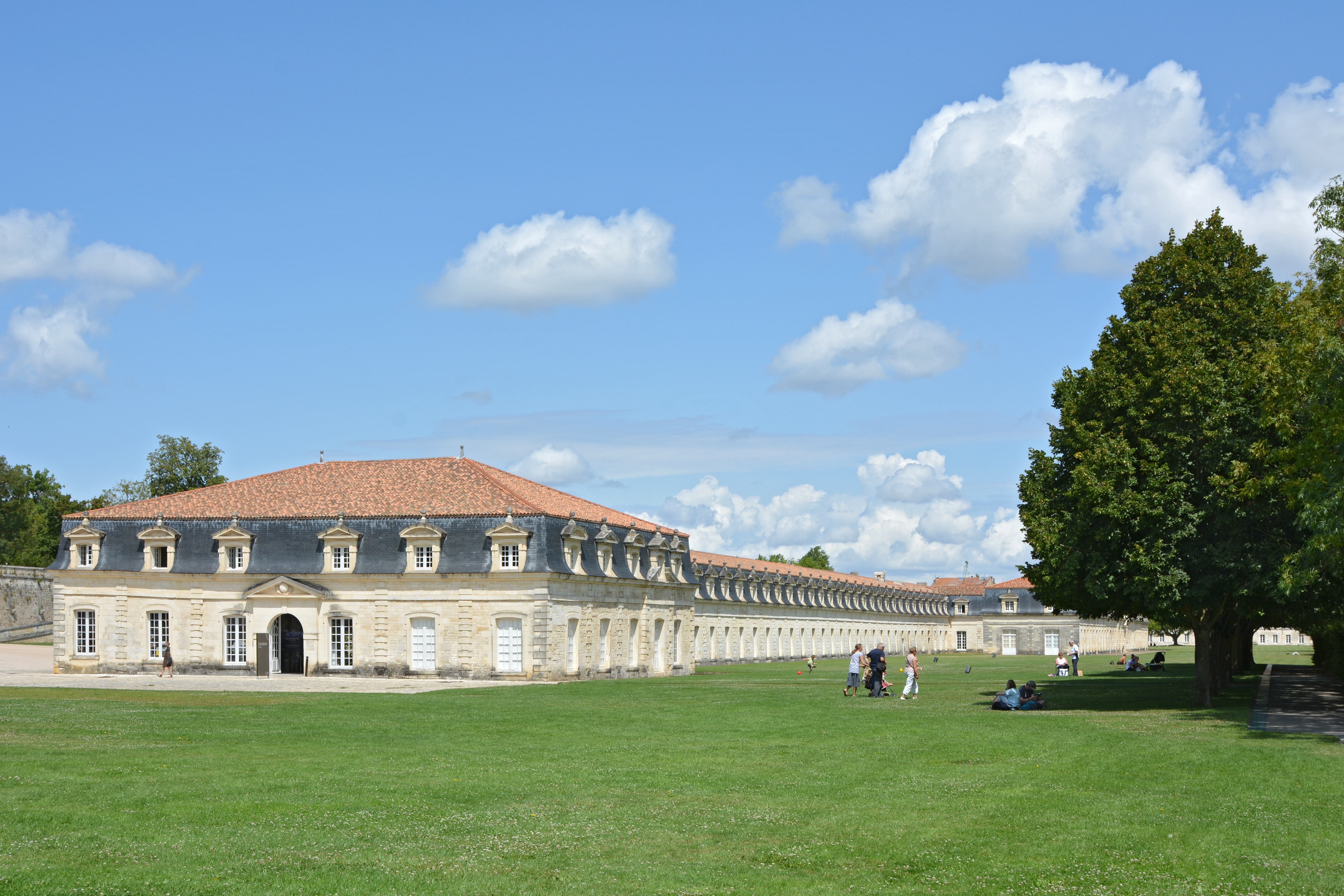
La Corderie royale de Rochefort
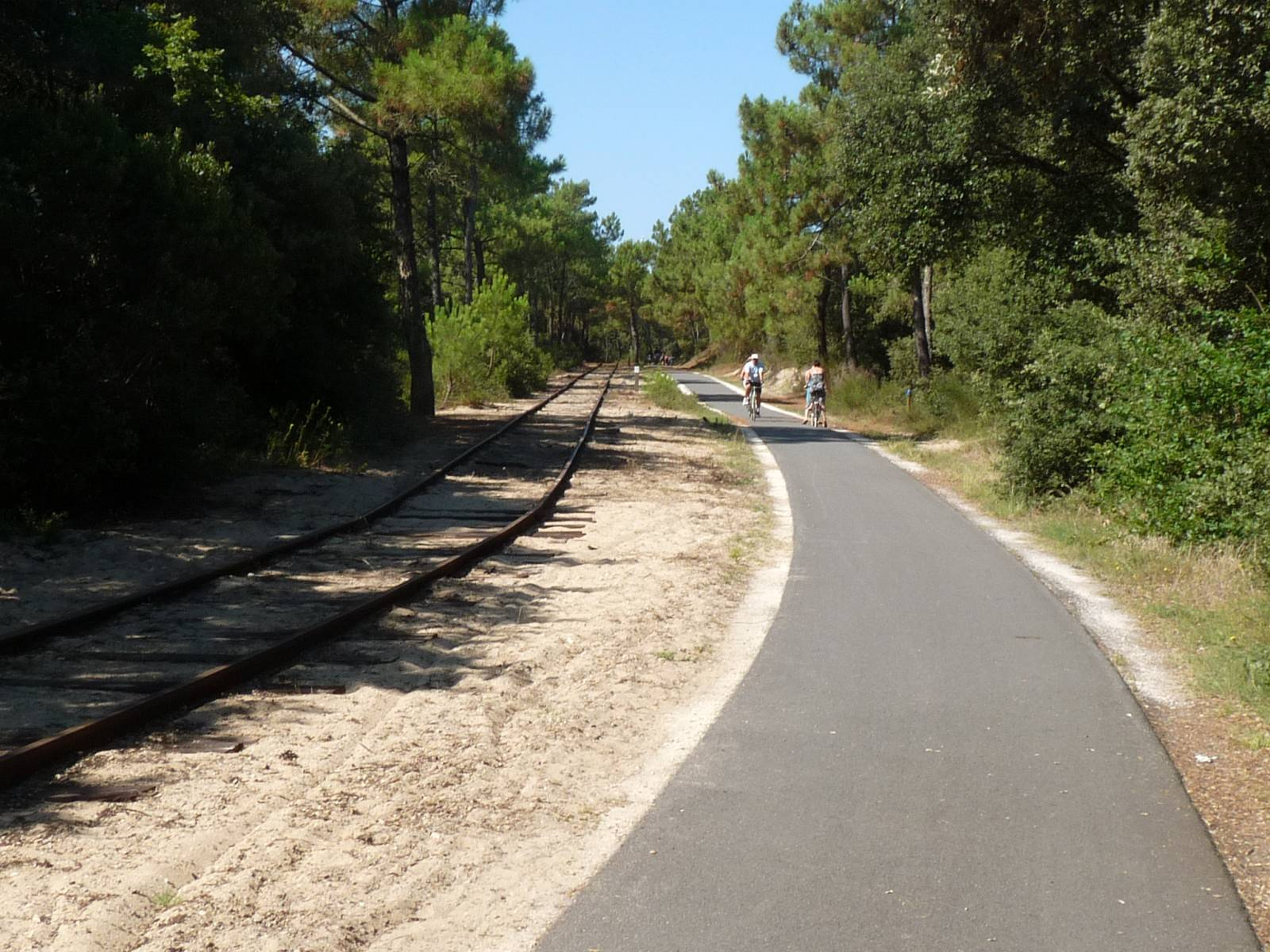
À la pointe de Grave, en Gironde
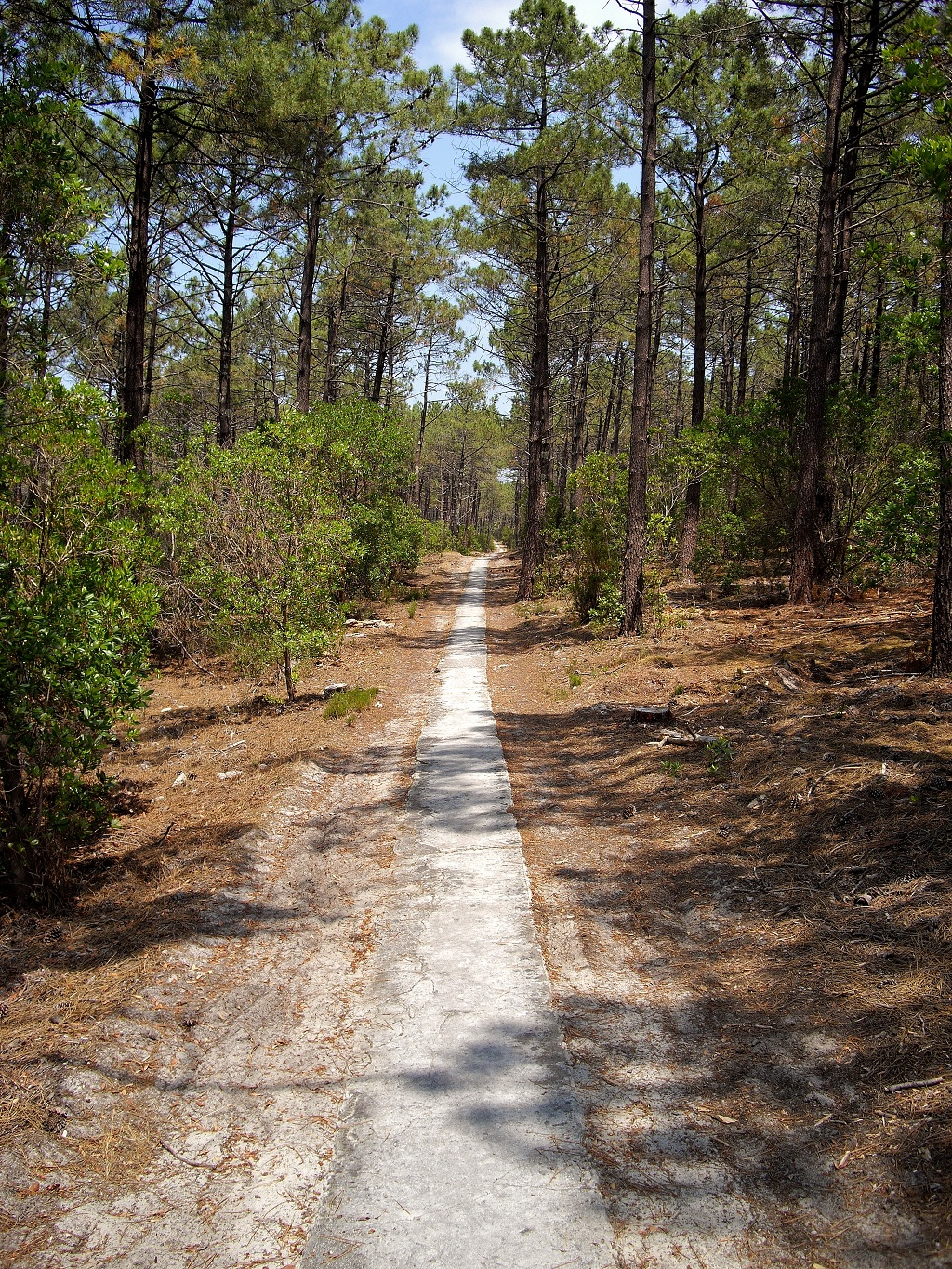
Dans la forêt des Landes
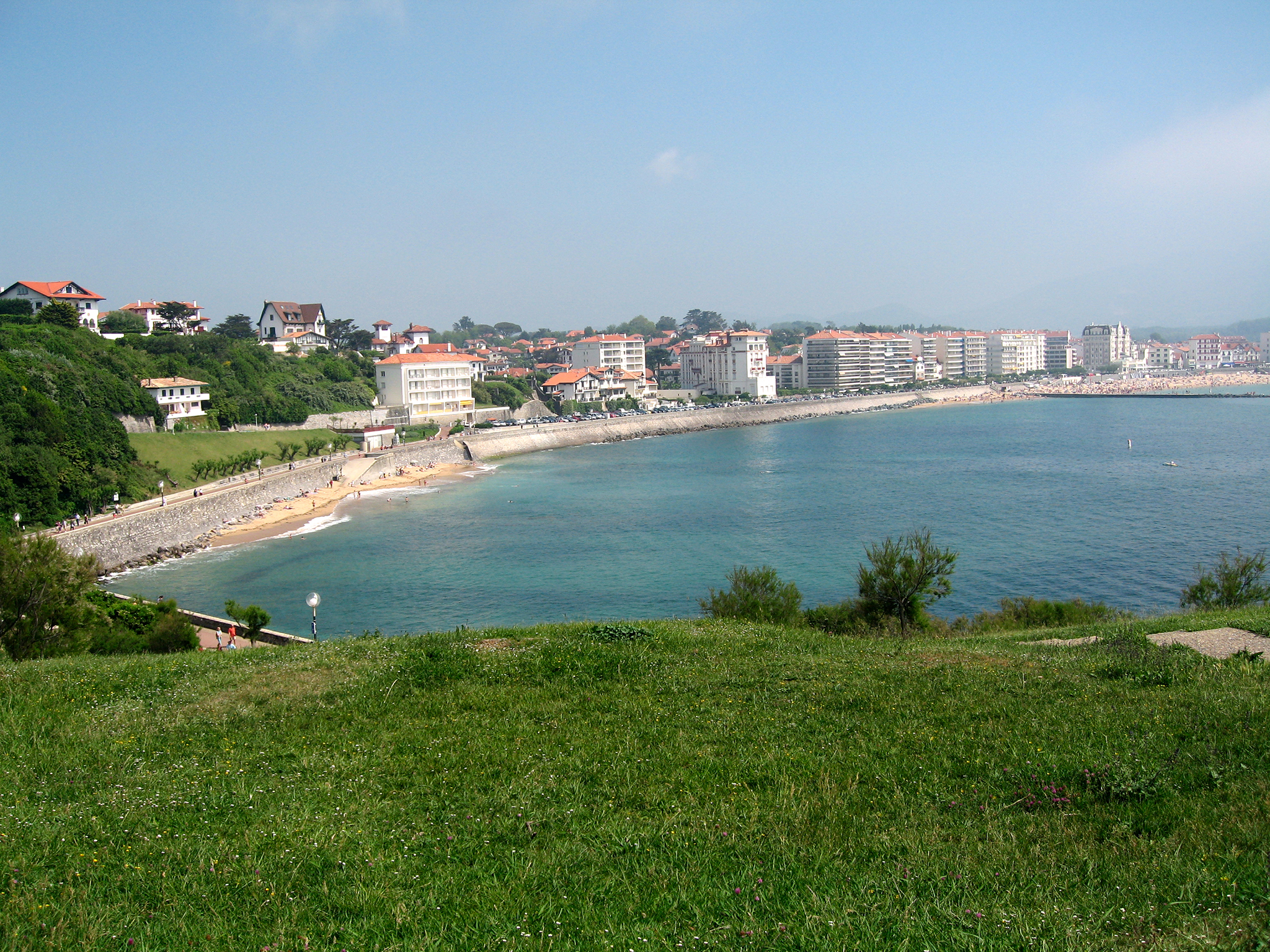
Saint-Jean-de-Luz

| Tronçon                             | Distance (km) | Type de voie          | Revêtement         |
| ----------------------------------- | ------------- | --------------------- | ------------------ |
| L'Aiguillon-sur-Mer - Marans        | 36,3          | Partagée              | Stabilisé - Enrobé |
| Marans - La Rochelle                | 25,6          | Voie verte - Partagée | Stabilisé - Enrobé |
| La Rochelle - Rochefort             | 45            | Partagée              | Stabilisé - Enrobé |
| Rochefort - Marennes                | 41,5          | Voie verte            | Stabilisé - Enrobé |
| Marennes - Royan                    | 47,7          | Voie verte            | Enrobé             |
| Royan - Montalivet                  | 30,8          | Voie verte            | Stabilisé - Enrobé |
| Montalivet - Lacanau-Océan          | 50,7          | Voie verte            | Enrobé             |
| Lacanau-Océan - Lège-Cap-Ferret     | 36,1          | Voie verte            | Enrobé             |
| Lège-Cap-Ferret - Biganos           | 22,8          | Voie verte            | Enrobé             |
| Biganos - La Teste-de-Buch          | 20            | Voie verte            | Enrobé             |
| La Teste-de-Buch - Parentis-en-Born | 51,5          | Voie verte            | Enrobé             |
| Parentis-en-Born - Mimizan          | 33            | Voie verte            | Enrobé             |
| Mimizan - Vieux-Boucau              | 60,6          | Voie verte            | Enrobé             |
| Vieux-Boucau - Bayonne              | 46,8          | Voie verte            | Enrobé             |
| Bayonne - Hendaye                   | 51,7          | Voie verte            | Enrobé             |

### Espagne
La portion espagnole démarre à Irun, et poursuit vers Pampelune, Puente la Reina, Logroño, les monastères de San Millán, Yuso et Suso, Burgos, Palencia, Zamora, Salamanque, Cáceres, la ville romaine de Mérida, Zafra, parc minier de Rio Tinto, Huelva. La dernière ville avant le Portugal est Ayamonte.

Elle utilise la Vía de la Plata, de Zamora à Mérida. En 2020, les sections entre Irun et Santo Domingo de la Calzada (environ 220 km) et entre El Real de la Jara à Huelva (environ 130 km) restent encore à aménager.

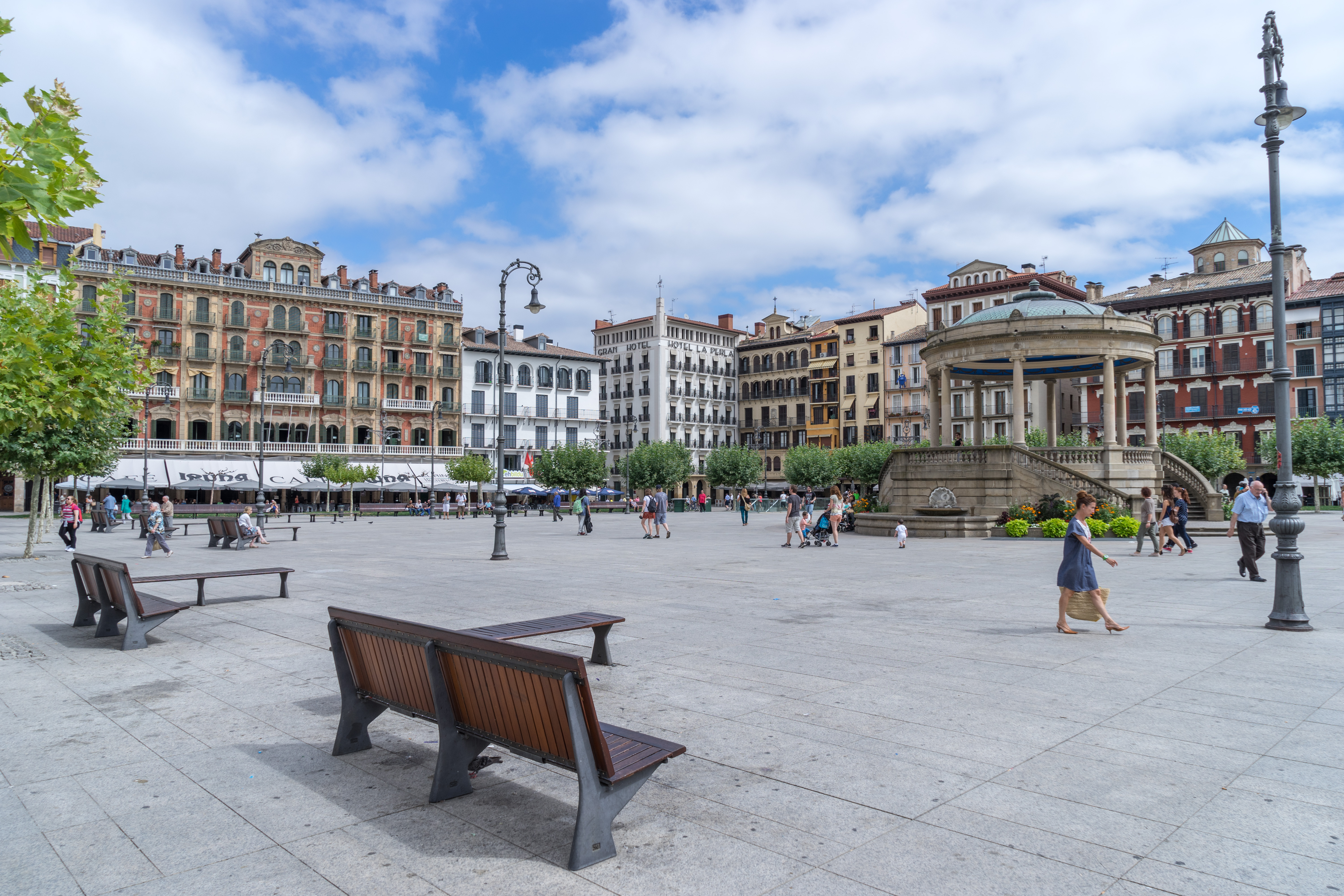
Pampelune
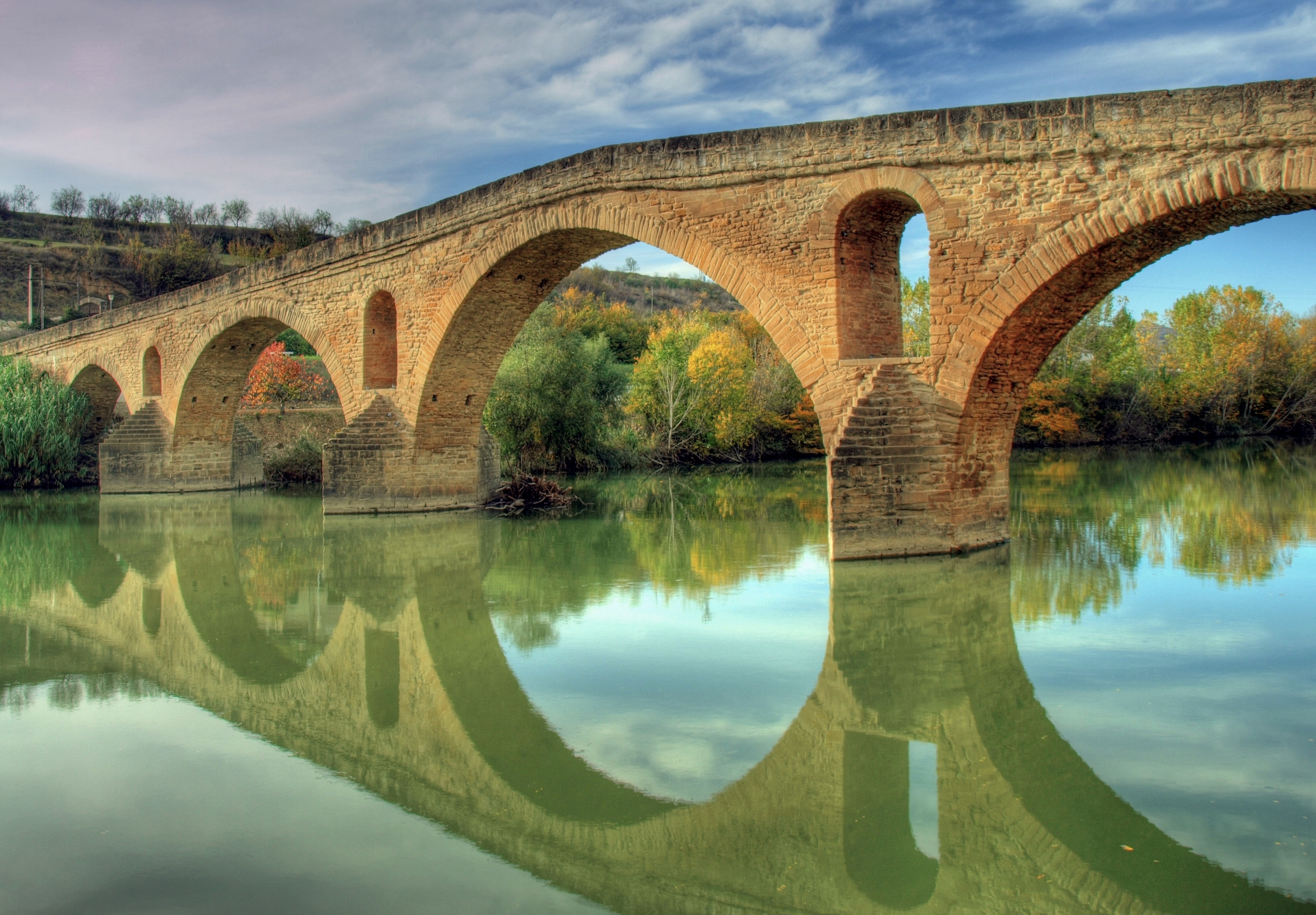
Puente la Reina
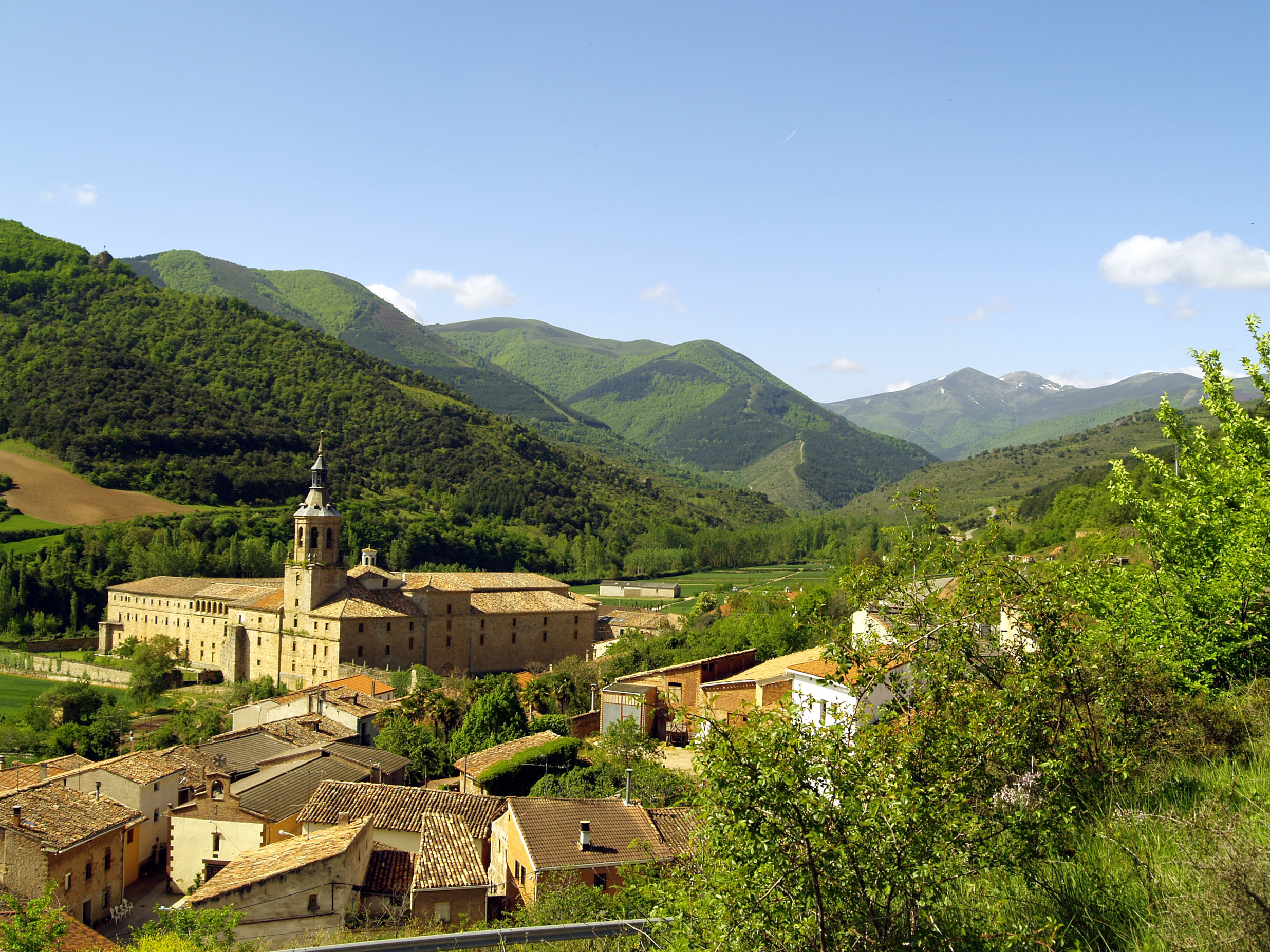
Monastère de San Millán de la Cogolla
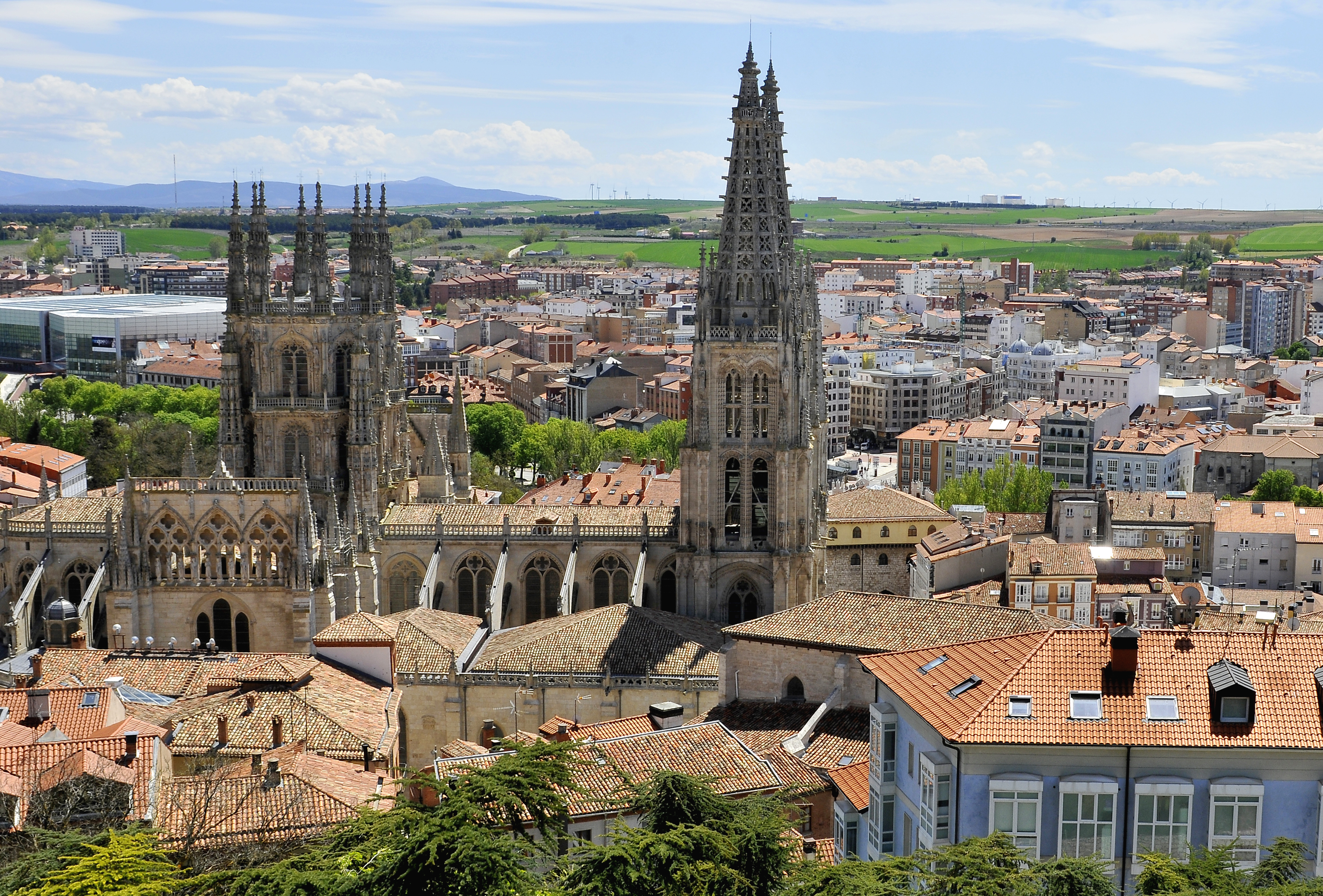
Burgos
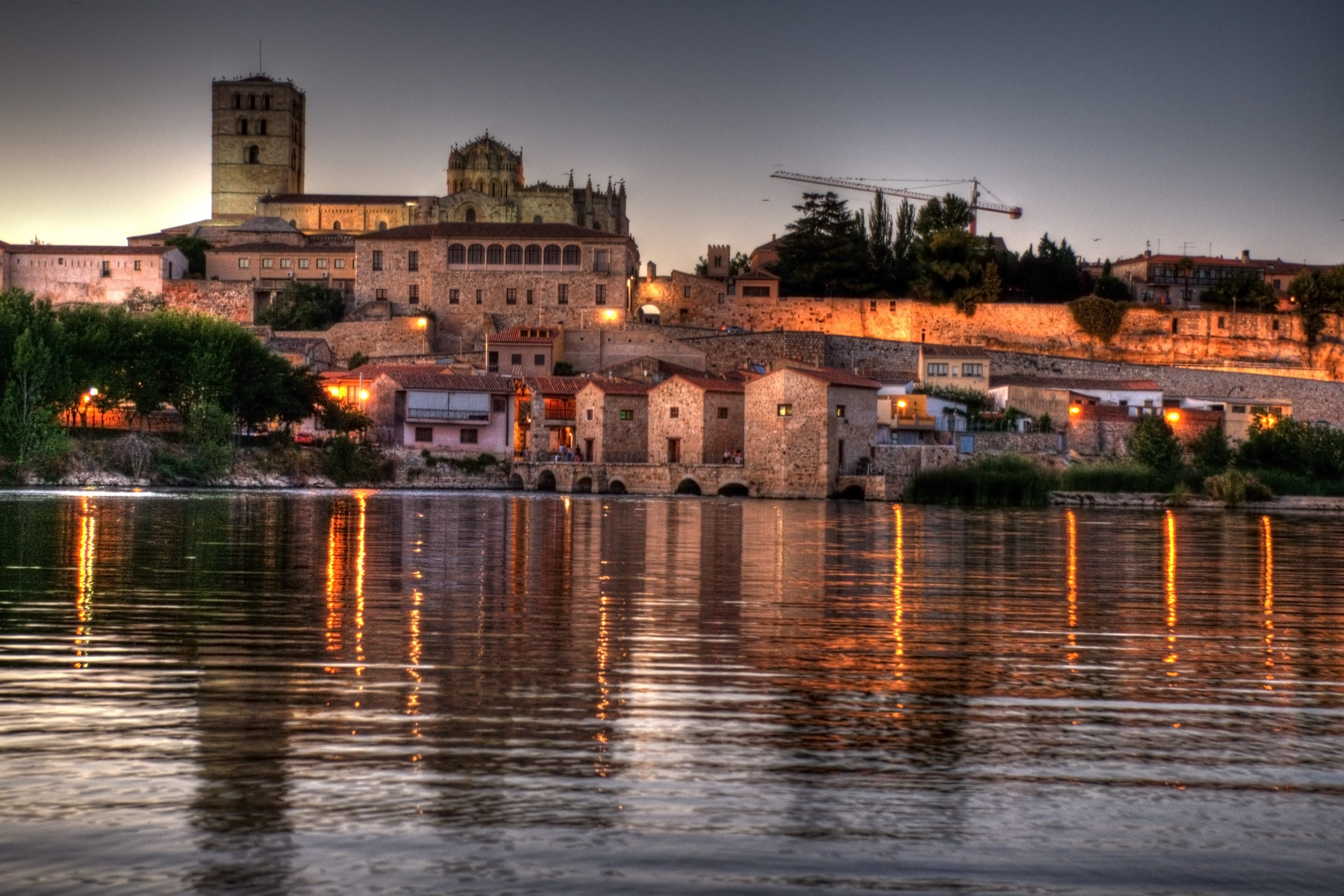
Zamora
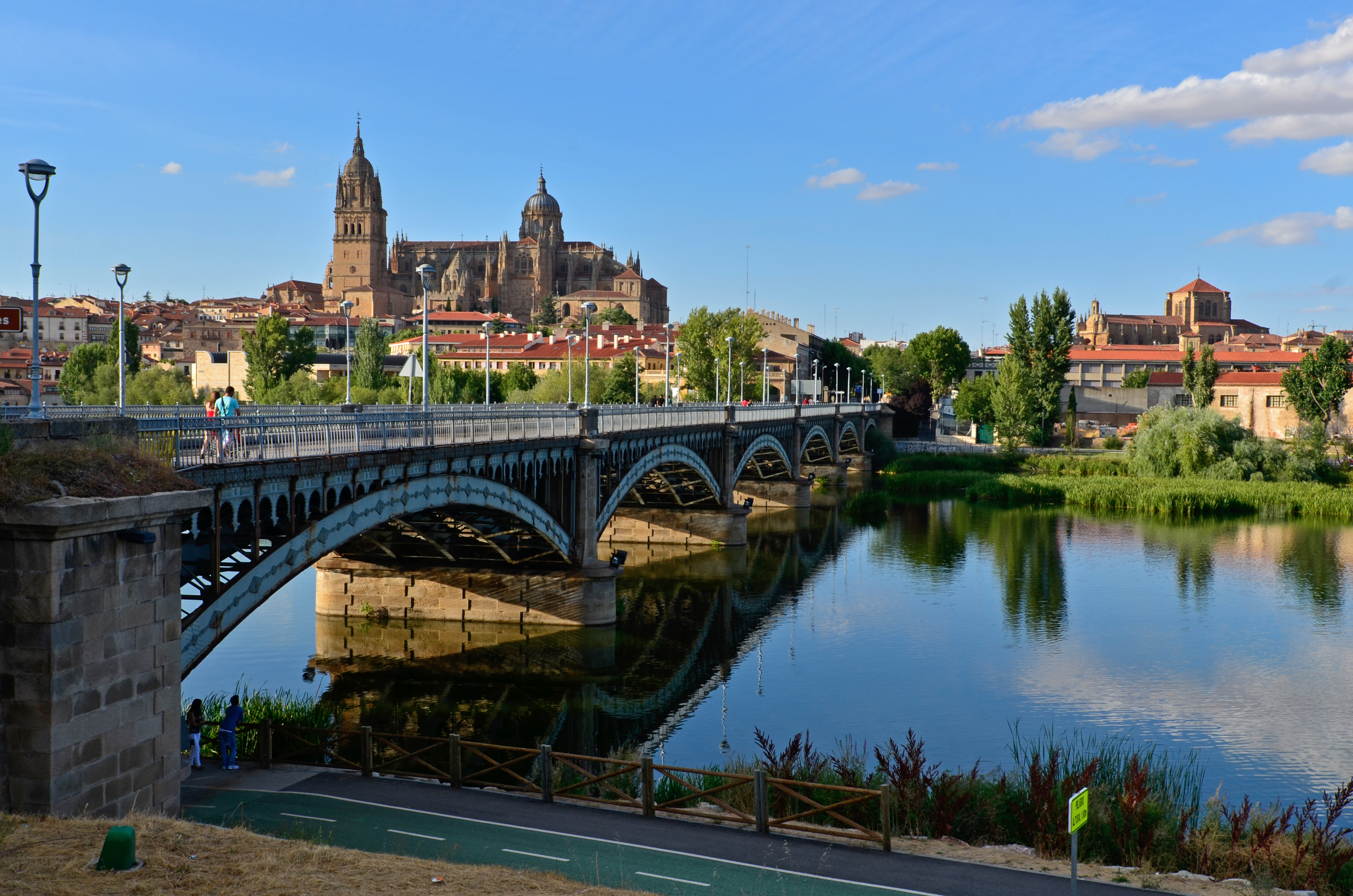
Salamanque
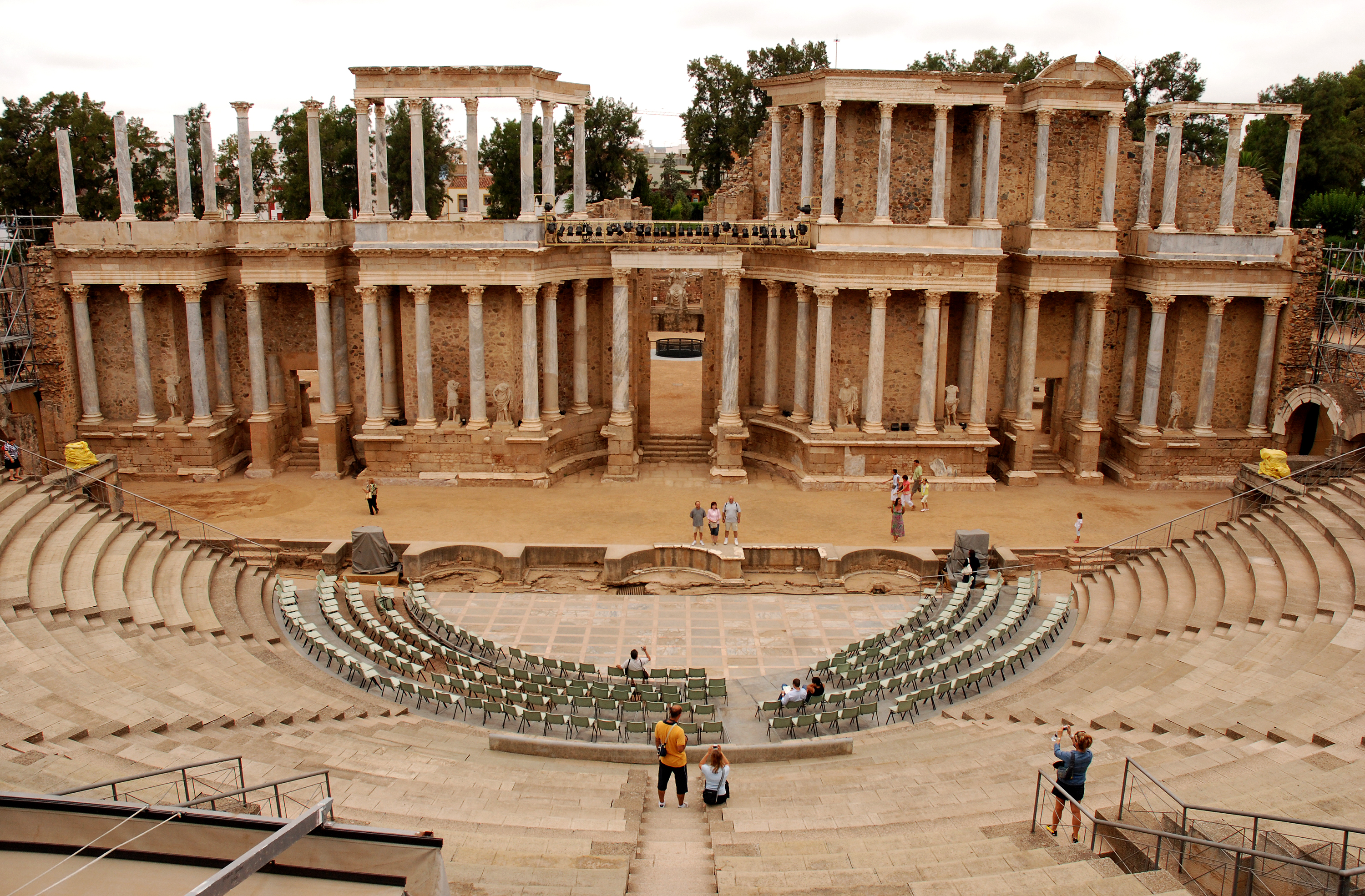
Mérida
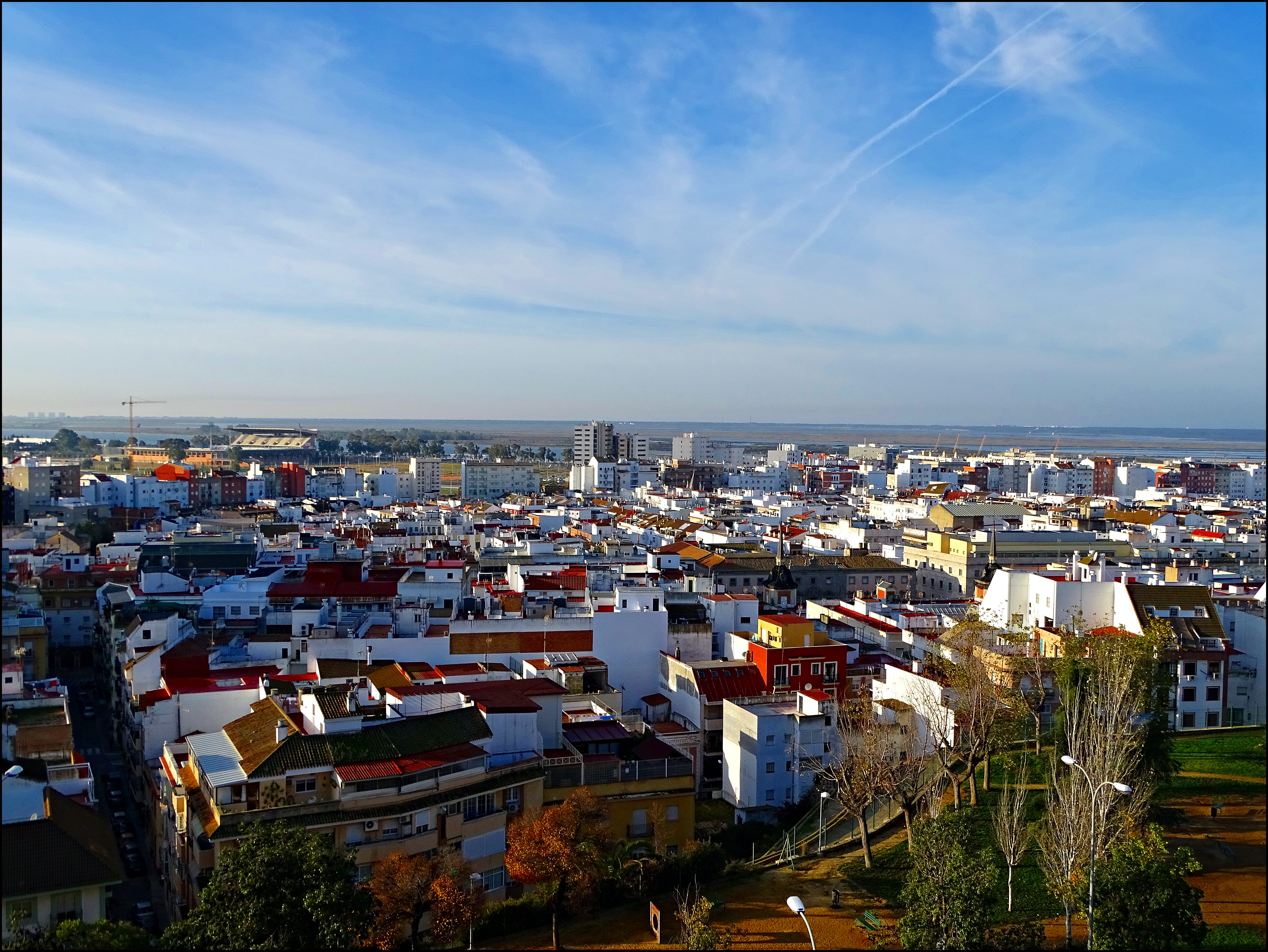
Huelva

### Portugal
Le dernier pays traversé par l'EV 1 est le Portugal. La véloroute démarre à Vila Real de Santo António puis continue sur la côte sud par Tavira, le parc naturel de Ria Formosa, la vieille ville de Faro, la côte de l'Algarve et la forteresse de Sagres. L'itinéraire remonte au nord, en longeant la côte atlantique portugaise par Porto Covo, Lisbonne, Sintra, Nazaré, Porto pour finir à Caminha, à la frontière avec l'Espagne (Galice). L'itinéraire est en totalité contigu et balisé en 2020.

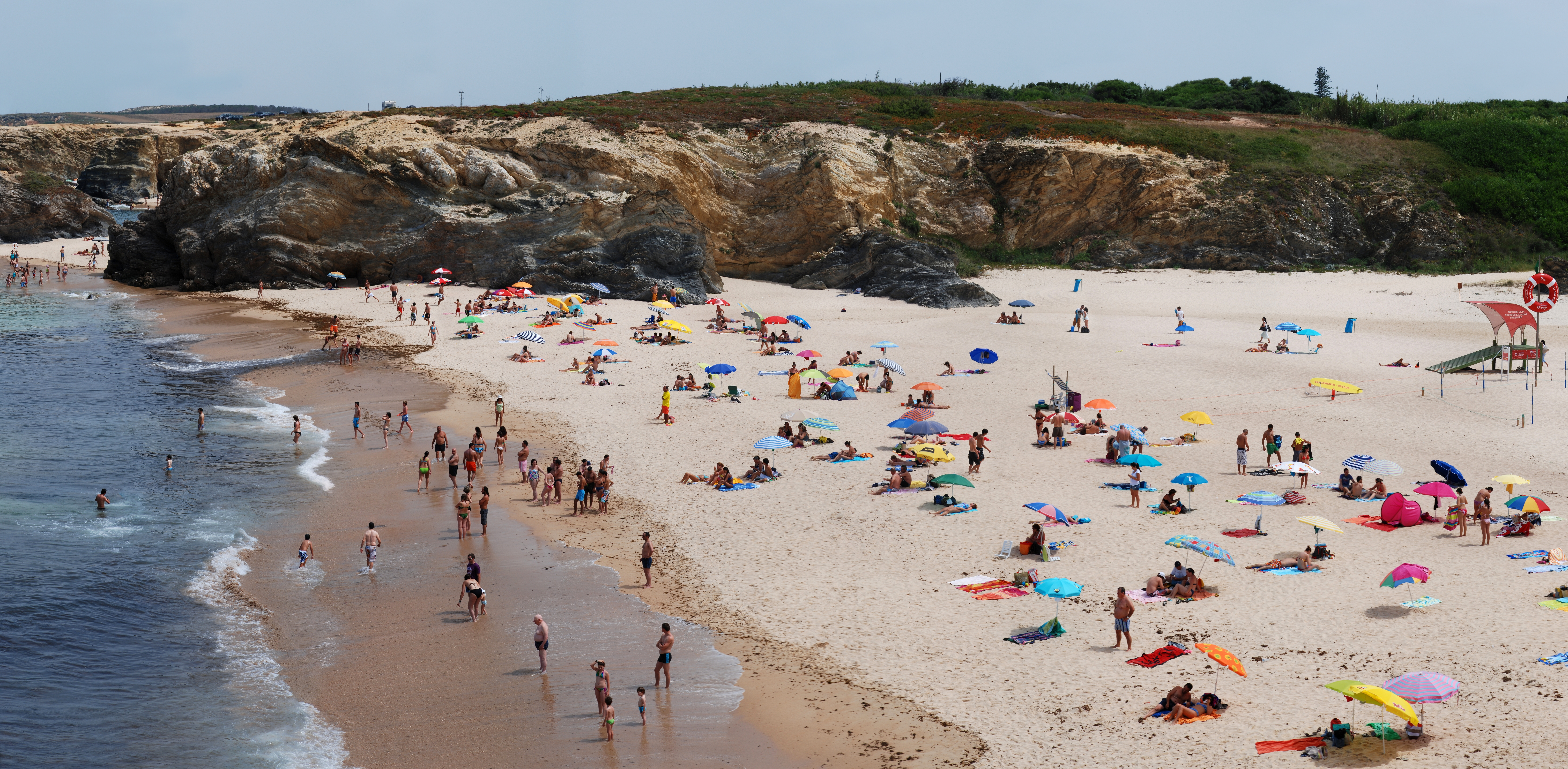
Porto Covo
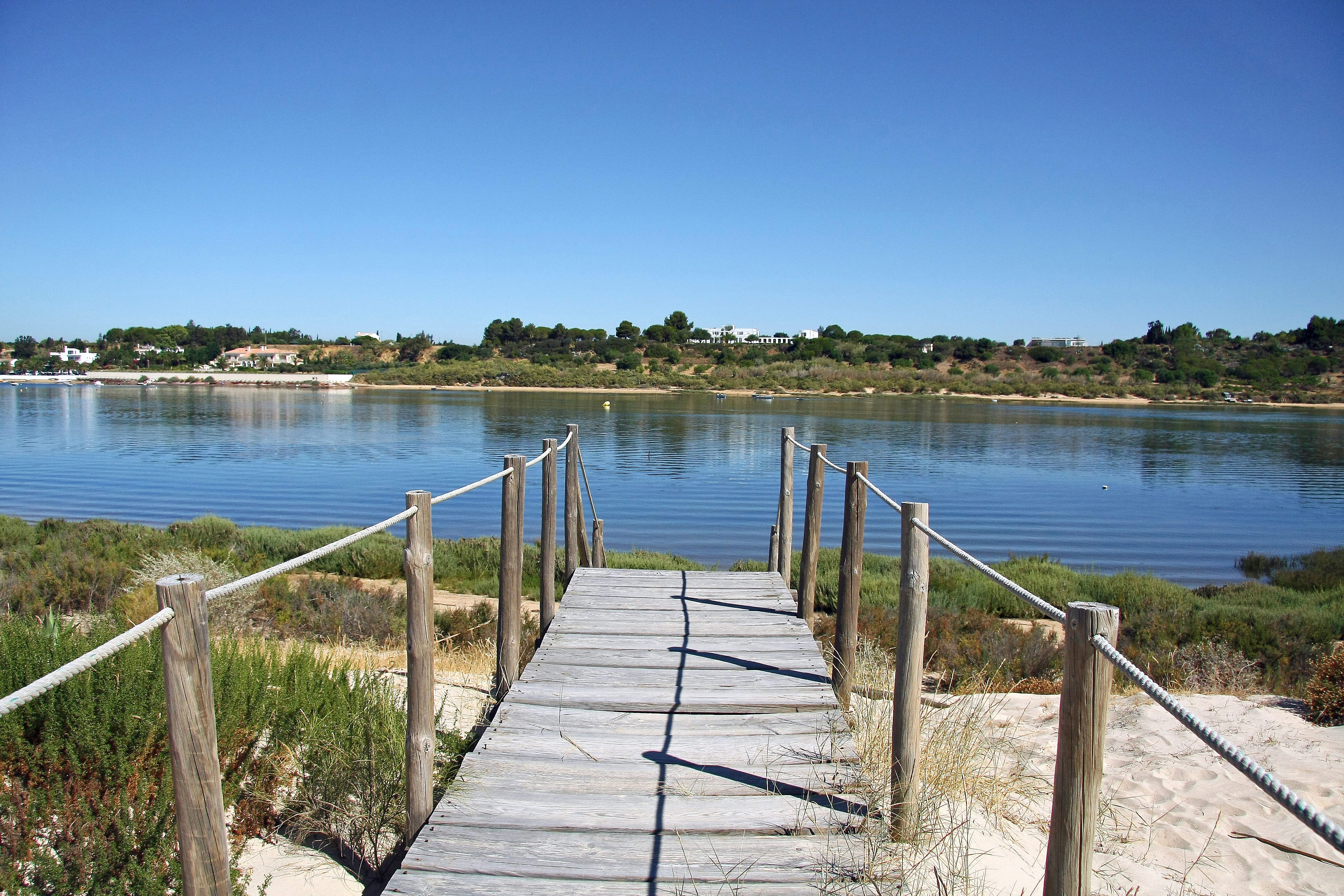
Ria Formosa
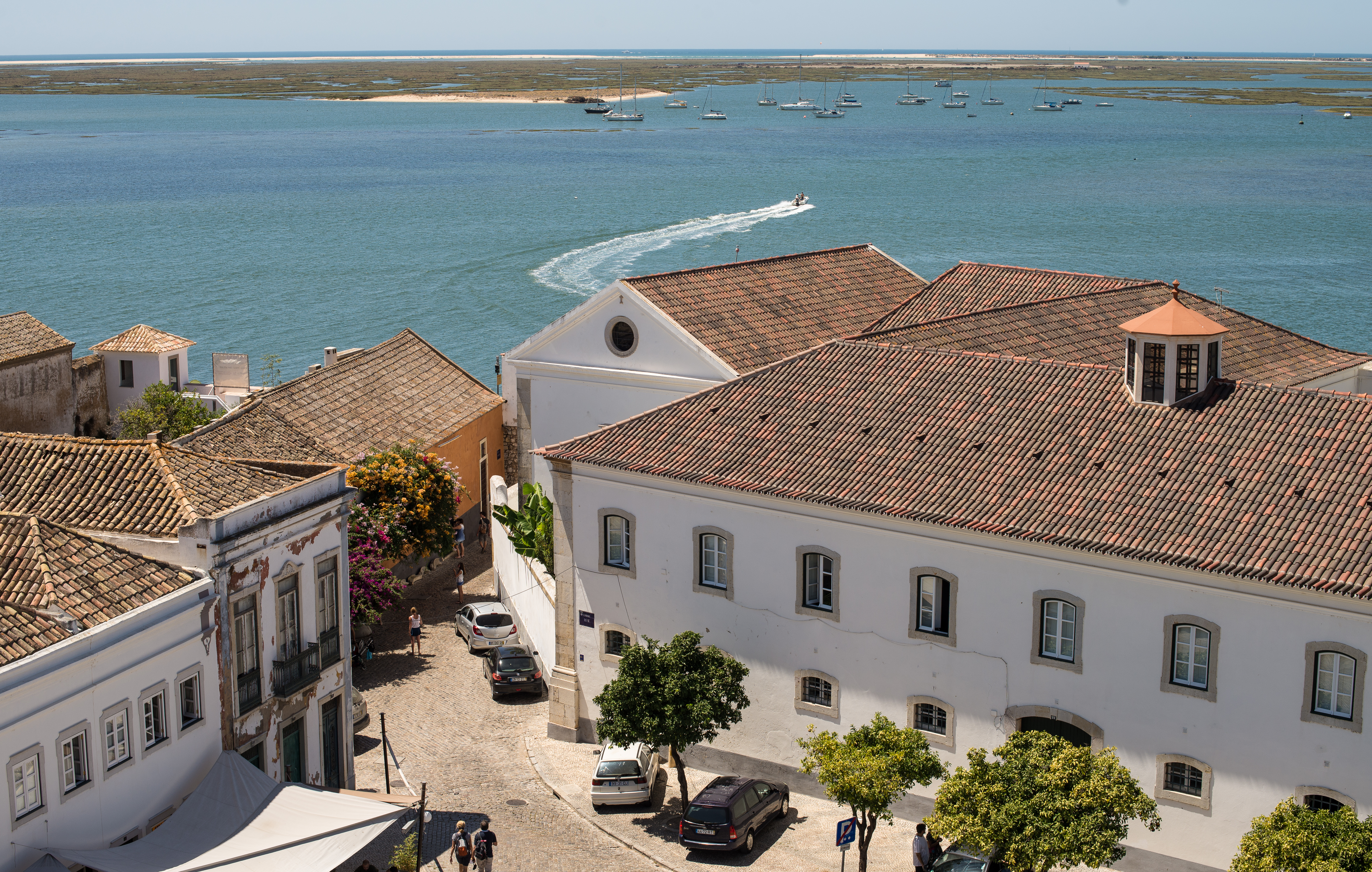
Faro
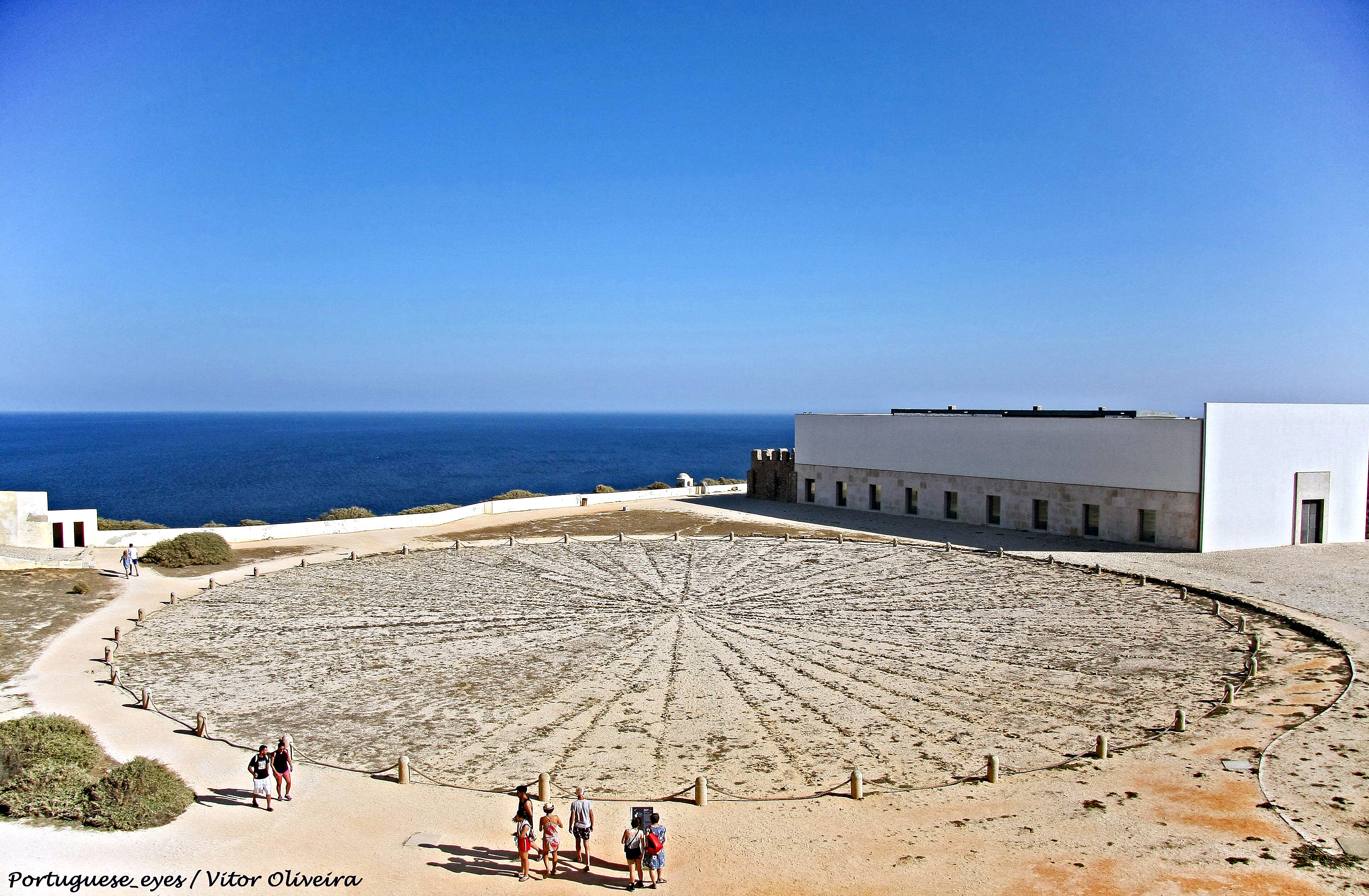
Forteresse de Sagres
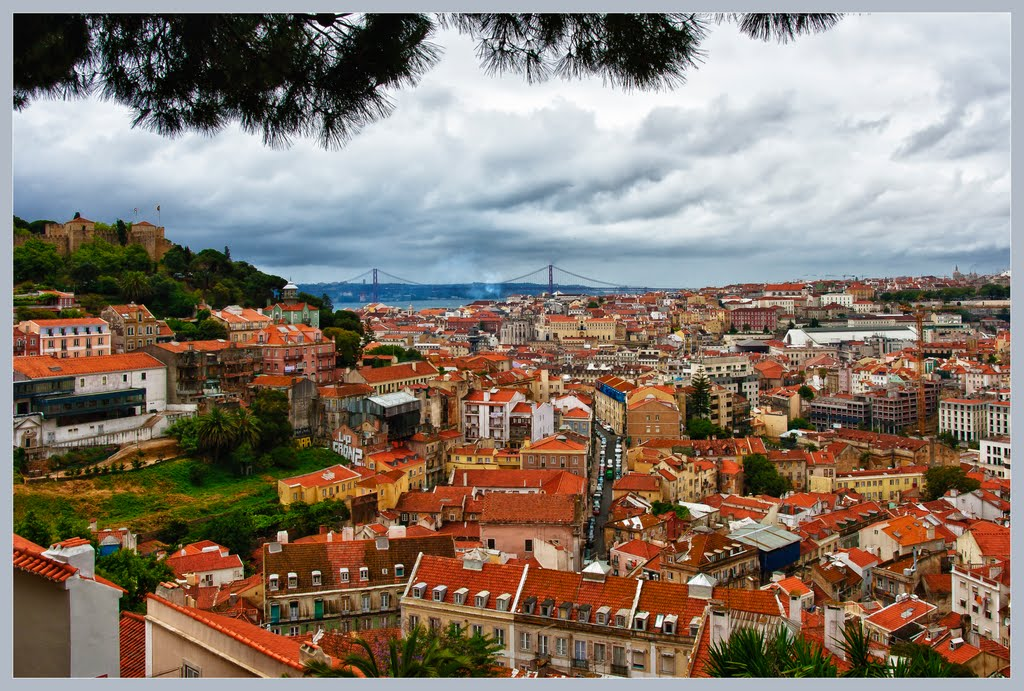
Lisbonne
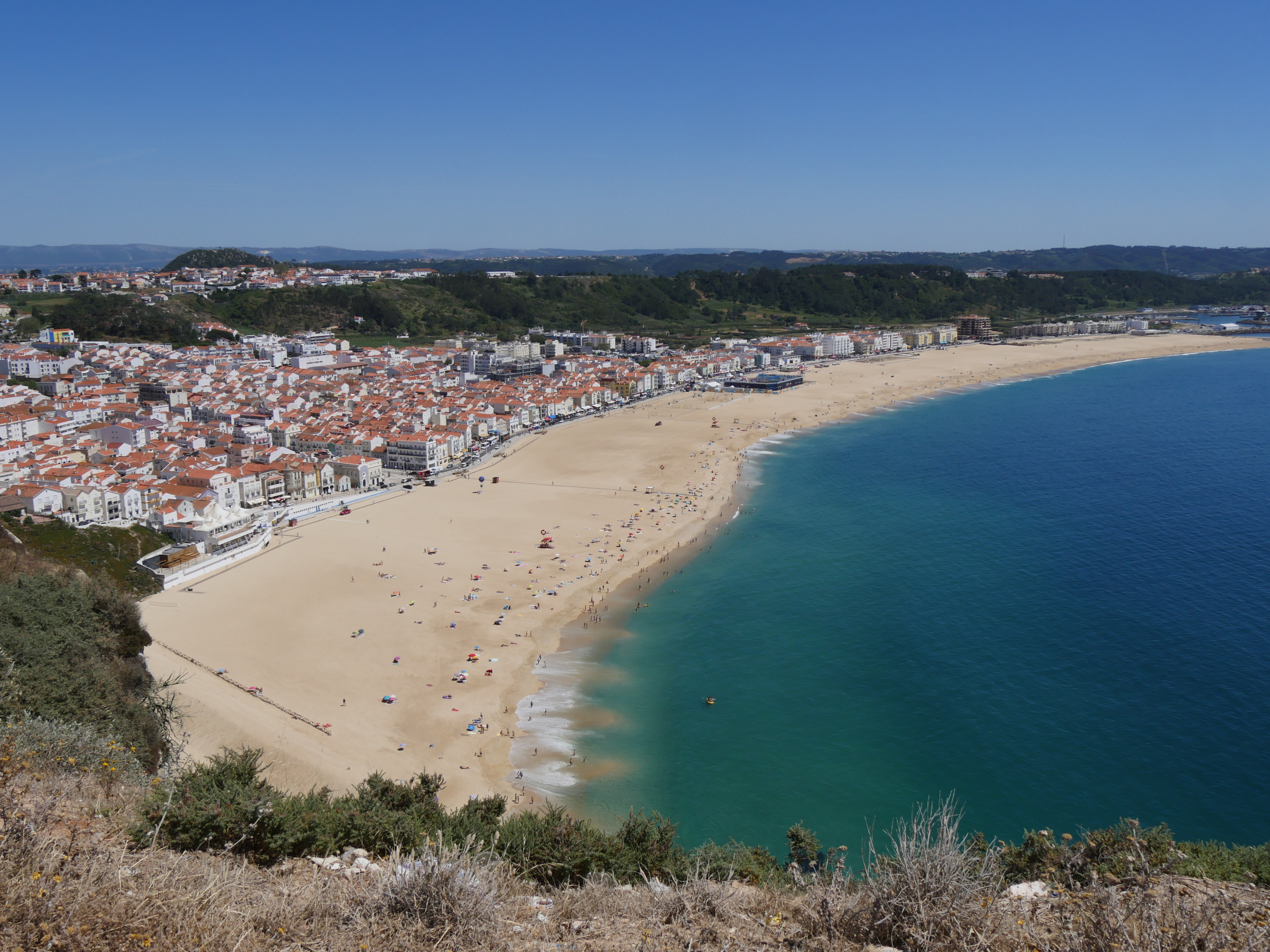
Nazaré
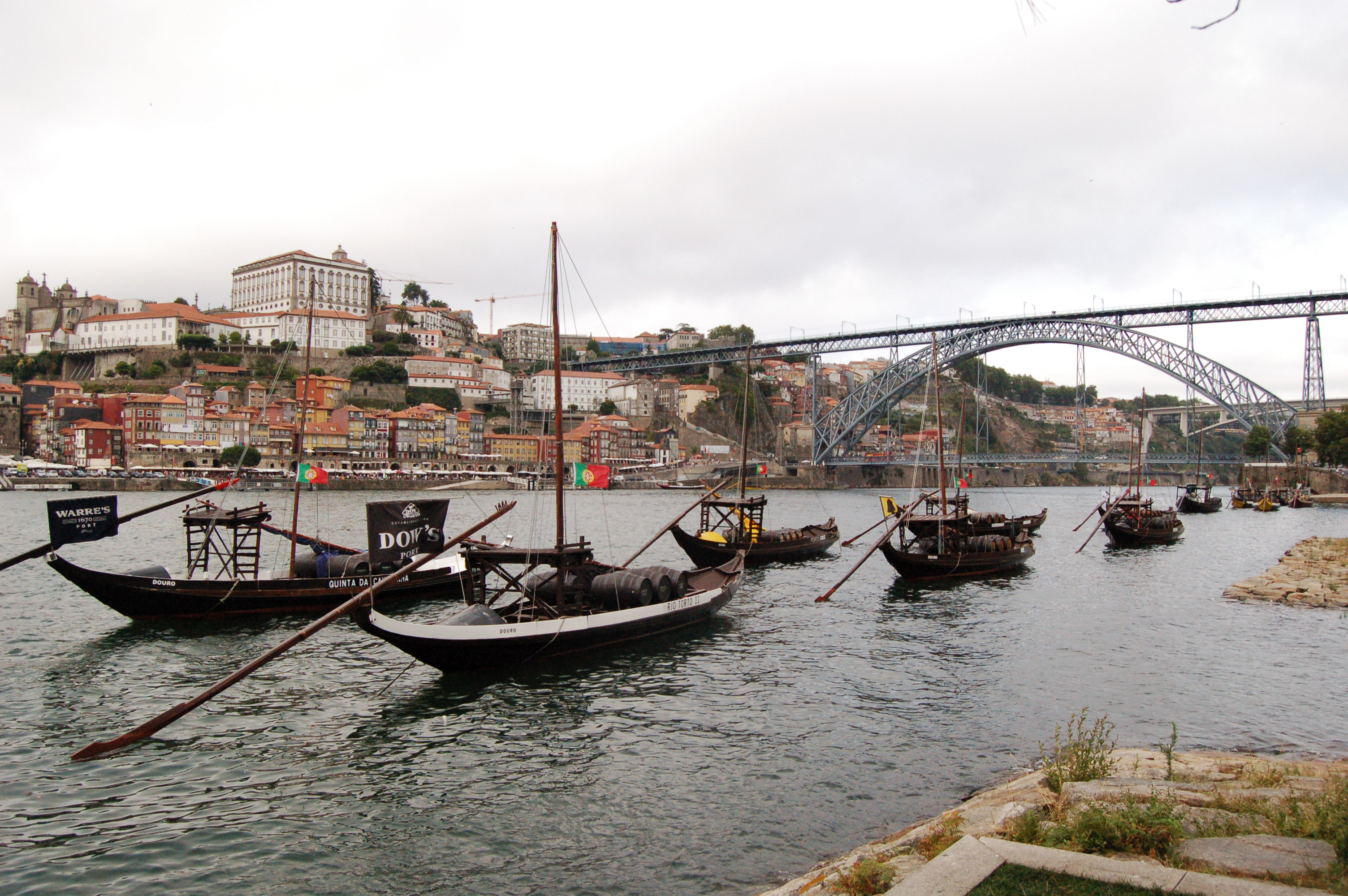
Porto
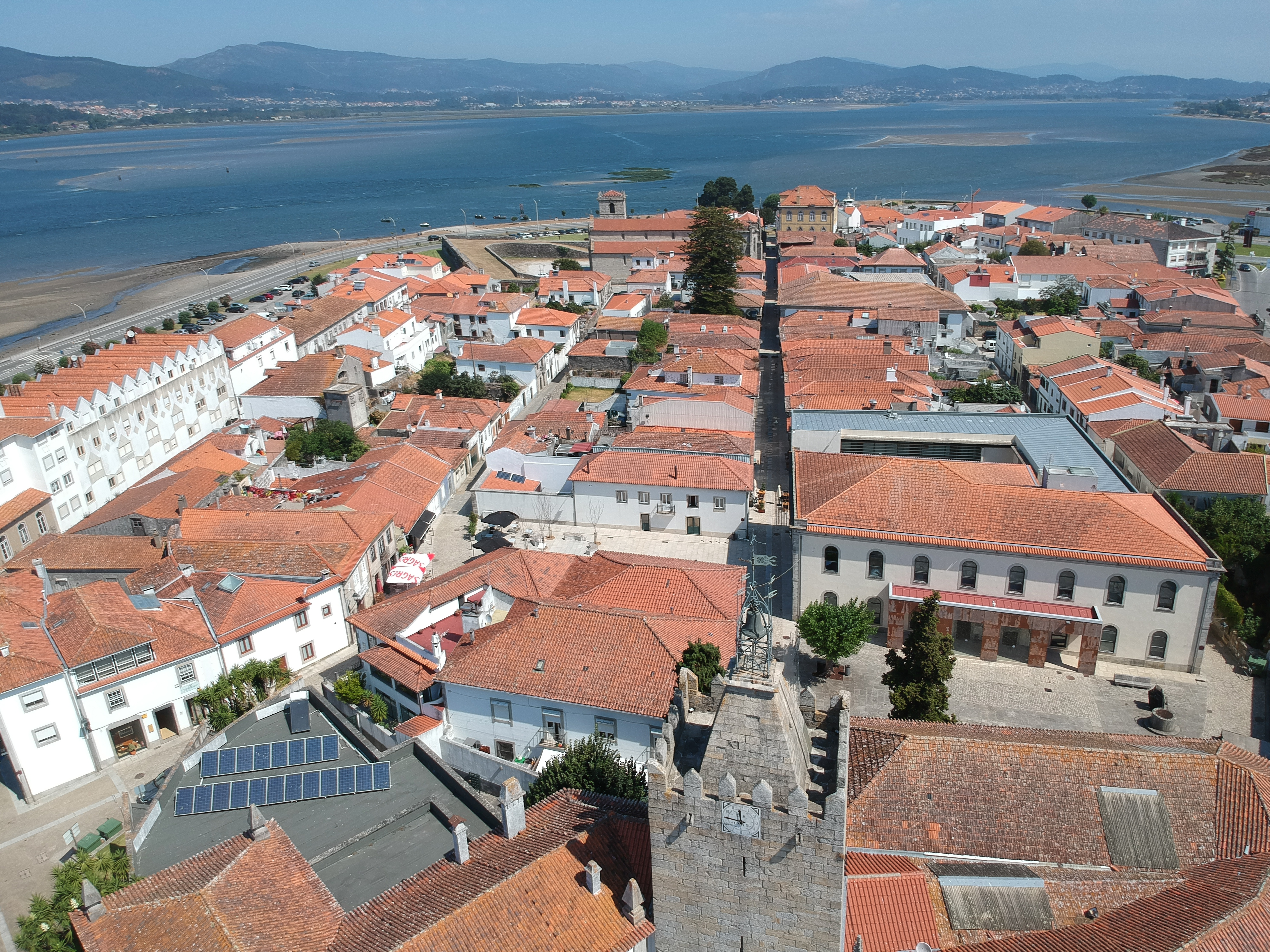
Caminha